# 기아 그랜버드
기아 그랜버드(영어: KIA  Granbird)는 아시아자동차에서 1994년 8월에 출시한 버스다. 아시아자동차 시절에 출시된 차종 중 군용차를 제외하고 유일하게 현재까지 생산되고 있는 독자 개발 차종이자, 기아가 현재까지 생산중인 유일한 버스다.

## 1세대
- (AM948/AM949, 1994년 8월~2007년 11월)

1994년 8월에 출시되어 아시아자동차 시절 AM948/AM949 그랜버드라는 명칭으로 제작되다가 기아자동차가 현대자동차에 인수된 이후에는 KM948/KM949 그랜버드라는 이름으로 변경되었다. 아시아자동차에서 출시하여 기아자동차로 넘어온 차종들 중 유일하게 현재까지 장수하는 독자 개발 모델이며, 광주광역시 광산구 안청동 하남 특수차량 공장에서 생산된다. 히노 자동차의 히노 세레가(Hino Selega) 1세대 FD/FS의 플랫폼을 바탕으로 했으나 당시 자일대우버스나 현대자동차는 외국의 기술과 디자인을 들여와서 대한민국에서 제작된 반면, 그랜버드는 엔진과 플랫폼을 제외하고는 독자적인 디자인으로 1995년에 대한민국 상용차로는 최초로 통상산업부로부터 굿 디자인(Good Design)상 및 SD(Successful Design) 상을 받았다. 2007년 11월 29일에 풀 모델 체인지된 2세대 모델인 뉴 그랜버드가 등장하기 전까지 라디에이터 그릴, 안개등, 대시보드등이 일부 변경된 것을 제외하면 전반적인 디자인이 바뀌지 않았다는 특징이 있으며 지금도 어디서나 흔히 찾아볼 수 있는 버스이다. 전형적인 후부엔진 - 후륜구동(RR) 방식이며, 에어 서스펜션이 기본으로 적용되어 있으나 리프 서스펜션(판스프링)은 선택할 수 없다. 초기에는 히노의 V형 8기통 EF750, F17E 엔진을 썼으나, 기아자동차가 현대자동차그룹으로 넘어간 이후에는 현대자동차의 Q엔진이나 파워텍 380마력, 410마력 엔진으로 바뀌었다. 파워텍 엔진은 2000년부터 블루스카이, 선샤인 모델에 옵션으로 적용되다가 이후 그린필드에서는 옵션, 그 이상에서는 기본으로 바뀌었으며 410마력 엔진은 2004년 Q엔진이 단종되는 시점부터 그린필드를 제외한 모든 차종에 옵션으로 적용되었다. 차량에 내장되는 시트는, 초기에는 아시아자동차 자체 시트를 사용하였으나 현재는 현대자동차에서 사용하는 한일내장 시트, 자일대우버스에서 사용하는 명보기업 시트를 선택 사양으로 적용하며, 기본은 명보기업 시트를 기본으로 설치하나, 반입 시 추가 비용을 지불하면 한일내장 시트를 설치할 수 있다. 이는 차량 최초 반입 시 업체의 원하는 옵션으로 사용할 수 있다.
2002년 월드컵 사용 했던 버스다
최초의 모델은 전륜과 전비 도어의 거리가 길고 기존 AM버스와 같은 모난 형태의 대시보드를 사용하였으나, 1997년 마이너 체인지로 전륜과 전비 도어의 거리가 짧아지고 유선형 대시보드가 적용되었다.

### 그랜버드 미니
1995년 서울 모터쇼에서 '뉴 코스모스'라는 명칭과 함께 최초로 등장하였다. 이후 2002년 서울 모터쇼에서 '그랜버드 미니'라는 명칭으로 변경 출품하였으나, 제조사의 사정으로 출시하지 않았다. BH090 로얄스타랑 같은 전장 9m짜리 미디엄급 모델이었다.

### 그랜버드 살룬
1995년 서울 모터쇼에서 슈퍼 하이데커 사양 컨셉트카로 출품한 적이 있었으나, 국내 실정에 맞지 않아 판매된 실적은 없다. 현재 광주공장에 방치되고 있다.

### 그랜버드 시티
1997년 직행좌석버스용 버스로서 시험적으로 생산된 11.5m 모델. 그랜버드 그린필드를 기반으로 개발되었다. 1996년 당시 에어로 스페이스 LS와 BH115H 로얄 익스프레스의 경쟁 모델로 에어서스펜션이 기본적으로 적용되어 있으며, 하부개폐창, 스윙도어를 기본으로 적용하며, 통유리 옵션은 선택 불가능하다. 또한 AV 시스템, 화물적재함, 선반이 없었으며, 리클라이닝이 불가능한 시트를 도입하였으며, 요금통 및 하차벨을 설치한 저가형 보급형 모델이었다. 일본 히노자동차 V8 EF750 엔진을 사용하였기에 타사 동급 모델 대비 떨어지는 연비로 시내버스 회사에서는 도입률은 거의 없었으며, 대한민국에서 유일하게 서울의 한남운수에서 50번, 51번, 129번, 129-1번 등 일부 노선에 한하여 10여대 가량이 반입되었으나 얼마 가지 않아 단종되었으며, 후속 차종은 그랜버드 블루스카이를 기반으로 한 뉴그랜버드 멀티다.

### 그랜버드 SD1 "그린필드"

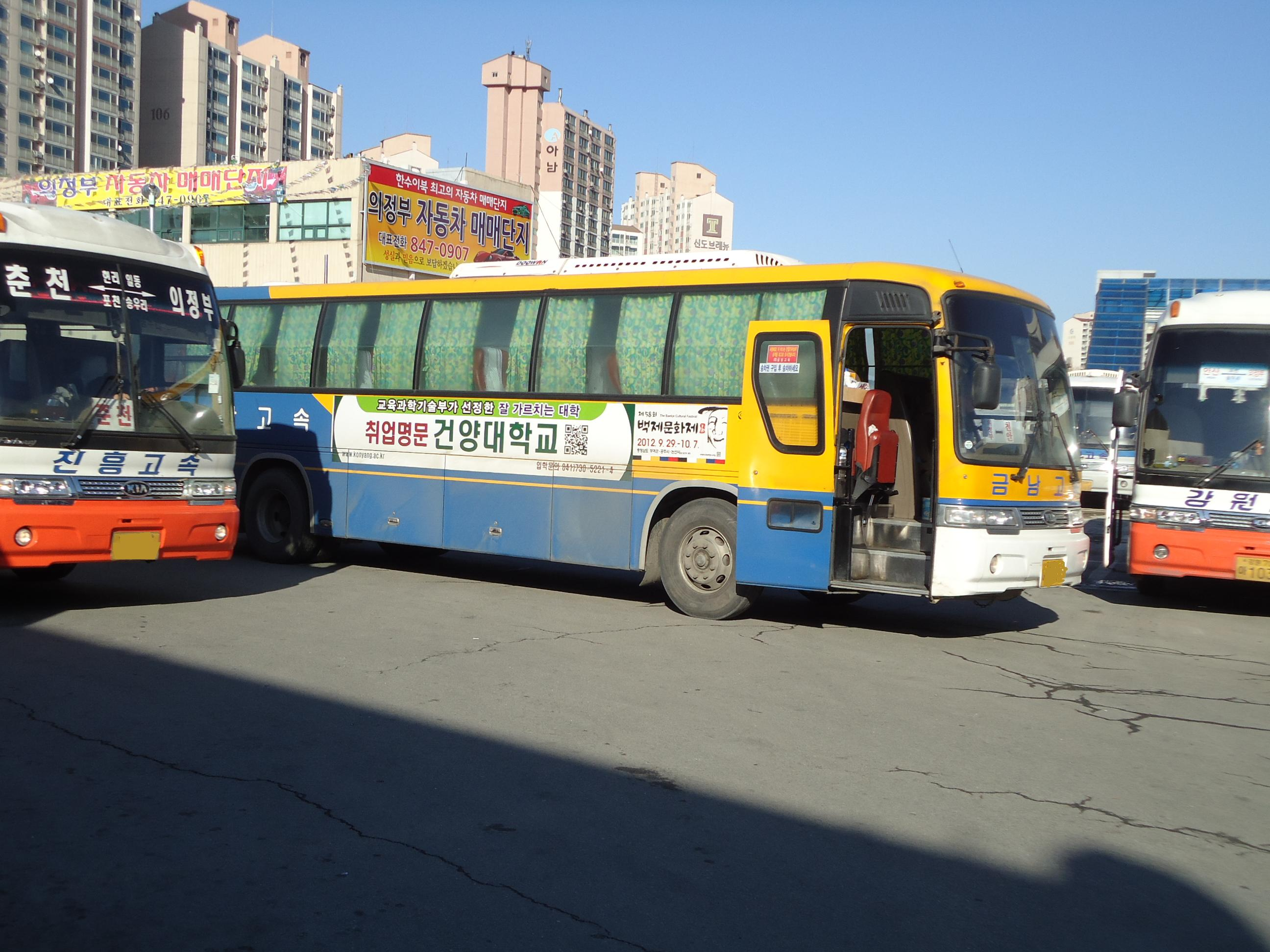
기아 그랜버드 SD1 그린필드

1997년 8월부터 출시된 11.5미터 스탠더드 데크 최하급 모델이다. 주로 시외업체가 많이 반입하며, 2004년 그랜버드 SD1 슈퍼 그린필드로 업그레이드 되었다. 총 299량이다.

### 그랜버드 SD1 "슈퍼 그린필드"

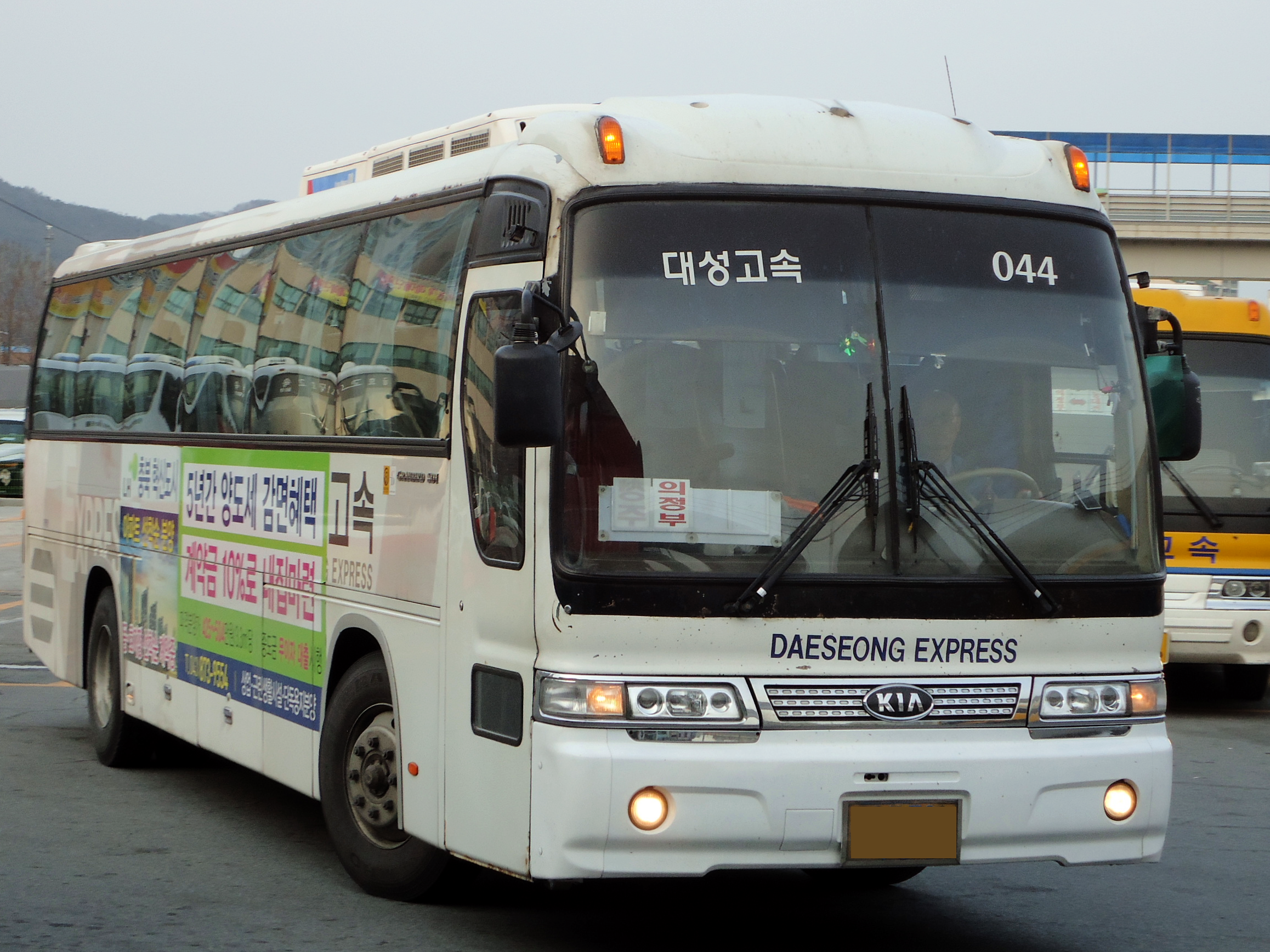
기아 그랜버드 SD1 슈퍼그린필드

11.5미터 스탠더드 데크 최하급 모델이다. 시외업체에서 주로 많이 반입한다. 경상북도 경주시 등 일부 지역에서는 시내버스로도 운용한 적이 있었다.

### 그랜버드 SD2 "파크웨이"

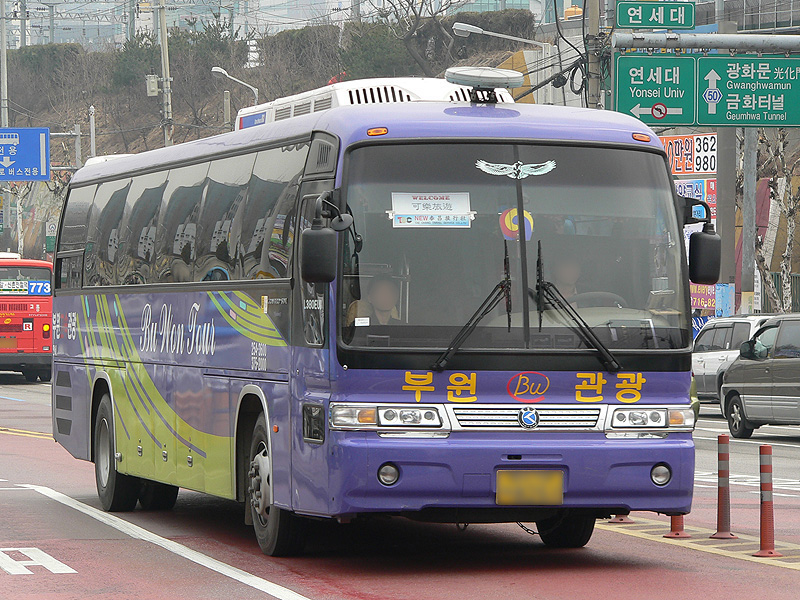
기아 그랜버드 SD2 파크웨이

1997년 마이너 체인지때 처음으로 등장한, 12m 스탠더드 데크 모델이다. 경쟁차종보다 많은 수가 생산되었다. 파워텍 엔진을 필수로 장착하였으며, 대부분의 시외버스나 관광버스 회사가 주문하였다. 2002년 그랜버드 SD2 슈퍼파크웨이로 업그레이드 되었다.

### 그랜버드 SD2 "슈퍼 파크웨이"

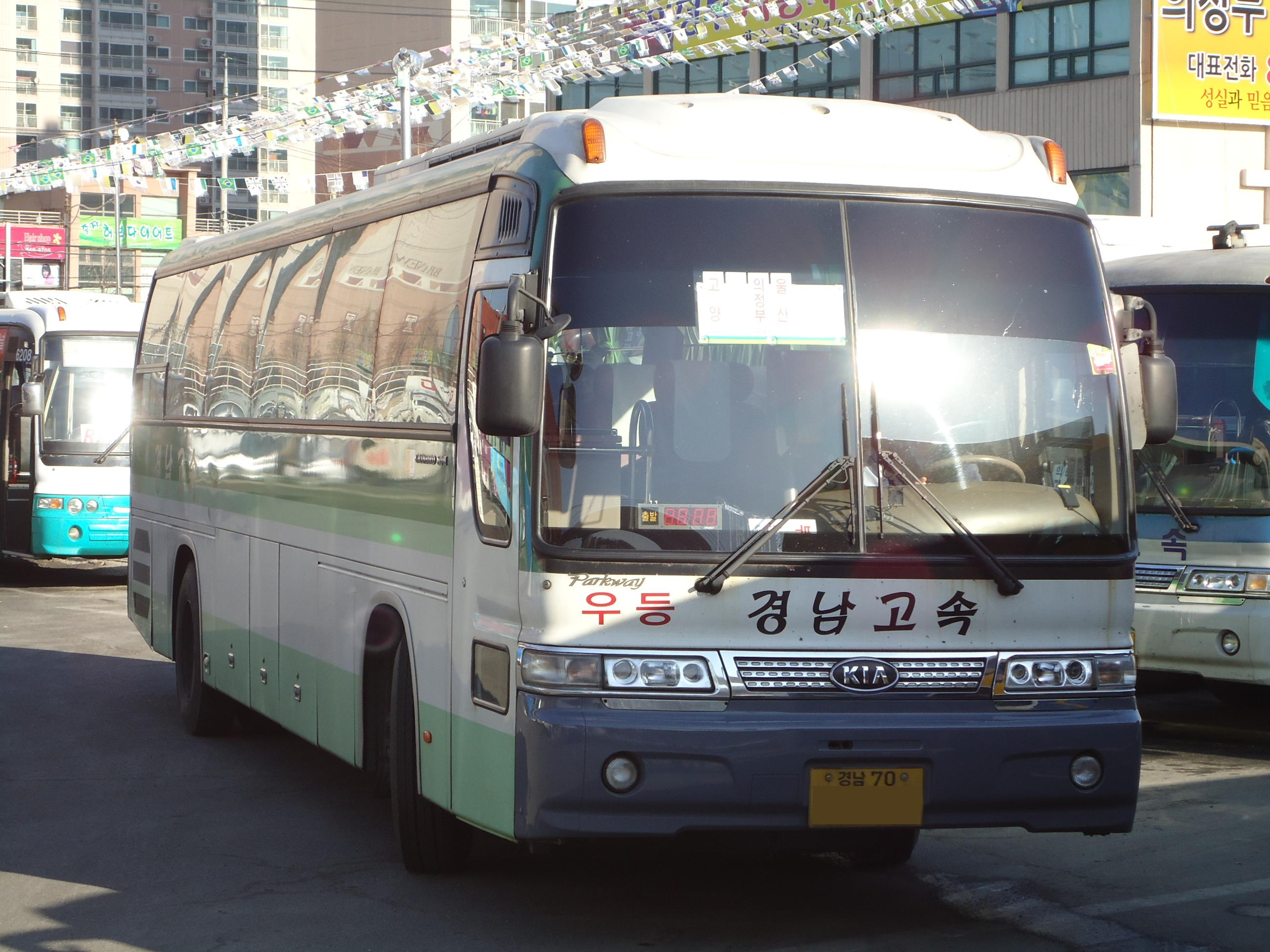
기아 그랜버드 SD2 슈퍼파크웨이

12m급 스텐더드 데크 모델이다. 대부분의 공항버스 시외버스나 관광버스 회사가 주문하였다.

### 그랜버드 HD "마일드브리즈/블루스카이/선샤인"

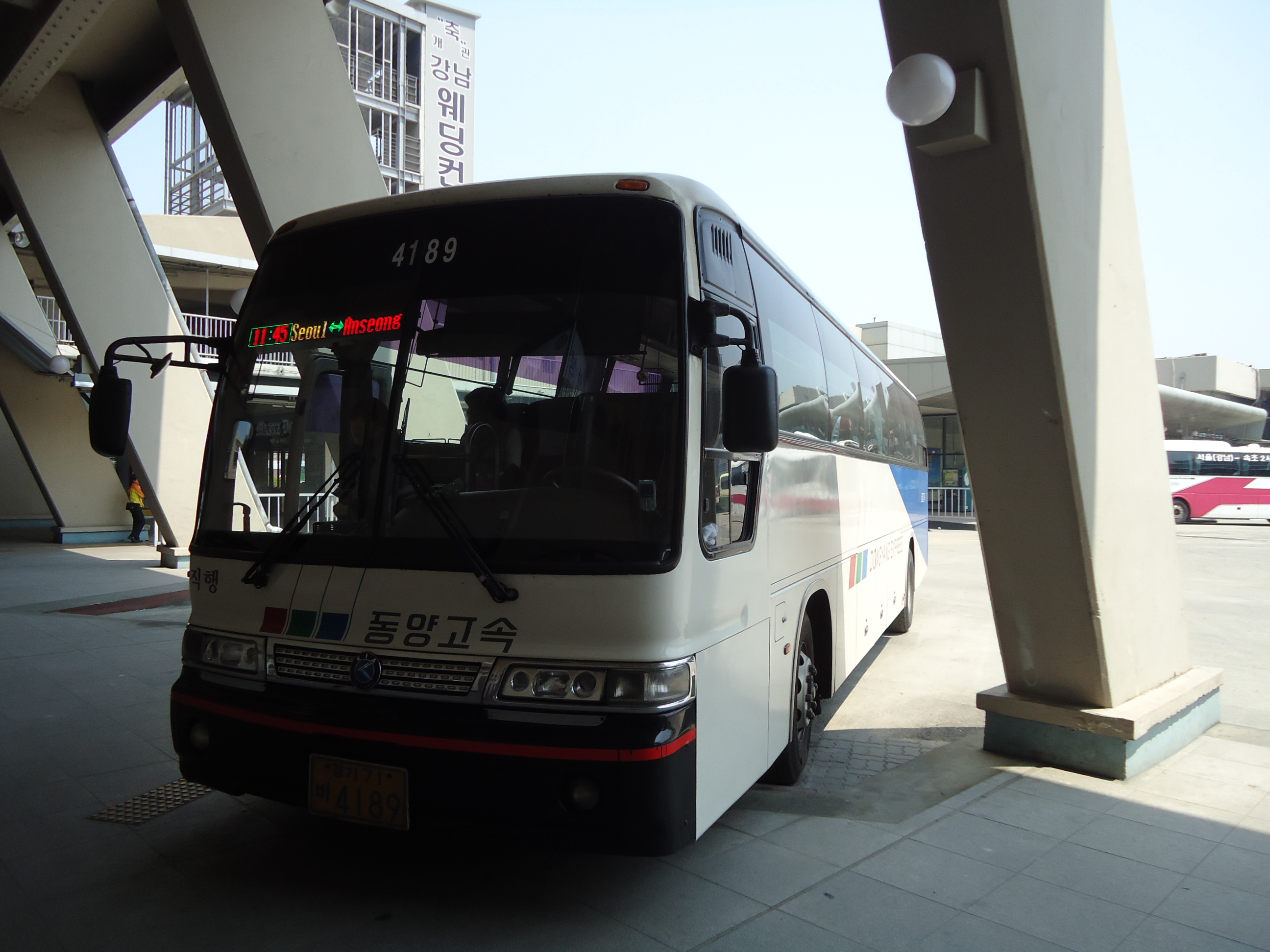
기아 그랜버드 HD 블루스카이

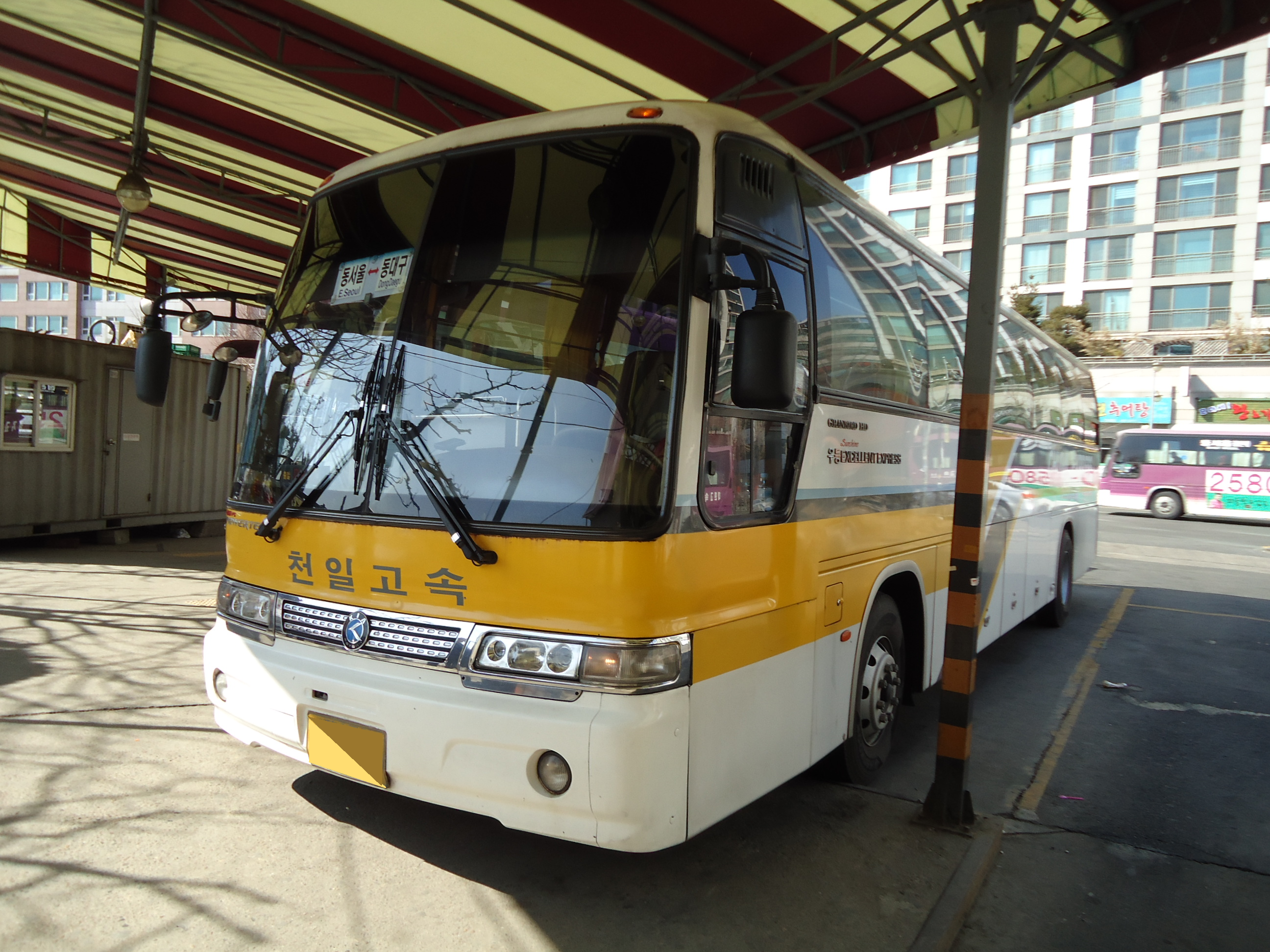
기아 그랜버드 HD 선샤인

12m 하이데크급 모델이다. 관광버스 및 자가용버스 모델인 마일드브리즈, 일반고속형 모델인 블루스카이, 우등고속형 모델인 선샤인 3가지의 모델로 생산이 되었으나 이후 일반/우등 모두 그랜버드 슈퍼 프리미엄 선샤인으로 통합되어 생산되었다. 이후 블루스카이 모델은 새로 페이스리프트 됨과 동시에 12.5m 스탠더드 데크화하여 재출시되었다.

### 그랜버드 슈퍼프리미엄 "선샤인"

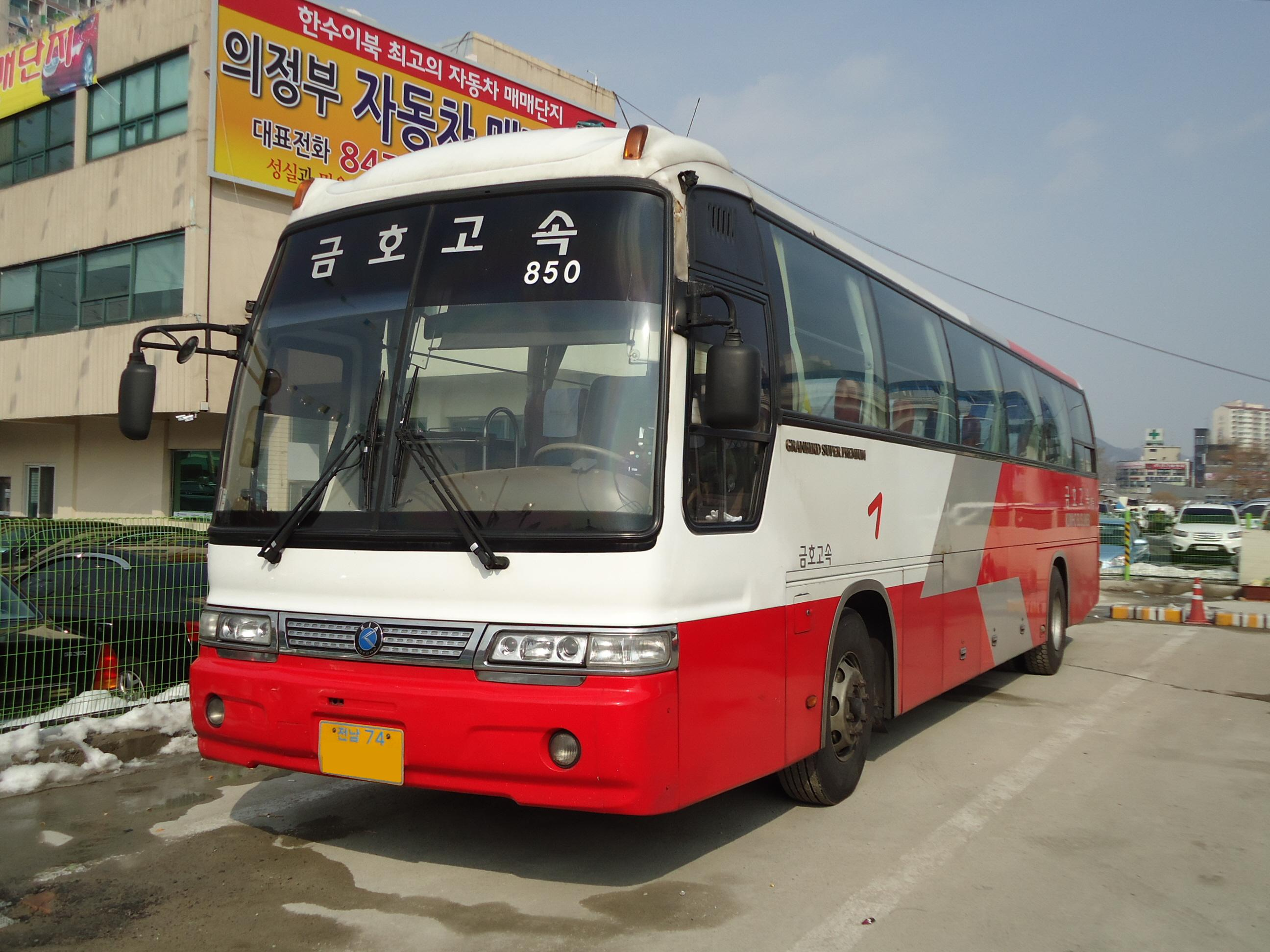
기아 그랜버드 슈퍼프리미엄 선샤인

12m 하이데크급 모델이다. 삼화고속, 동부익스프레스를 제외한 모든 전국고속버스운송사업조합 소속 고속버스 회사가 운용하였다. 신형 슈퍼 프리미엄 션샤인 모델도 많이 채용하였다. 전국버스운송사업조합 소속 고속버스인 시외버스에도 일부 있다. 전국버스운송사업조합 시외버스에 보유했던 회사는 강원고속, 경원여객, 천일여객, 진흥고속, 한양고속, 충남고속, 광신고속, KD운송그룹(경기고속)등이 있다. 관광버스 업체에도 인기가 많았다. 뉴그랜버드 션샤인으로 풀체인지를 하고 단종된지 13년만에 3세대 그랜버드부터는 그랜버드 슈퍼 프리미엄이라는 명칭을 붙이게 되어 3세대 그랜버드 션샤인에도 명칭을 그랜버드 슈퍼 프리미엄 션샤인이라고 다시 붙이게 되었다.

## 2세대
- (AM958/AM959, 대한민국: 2007년 11월~현재)

### 뉴 그랜버드
2007년 11월에 풀 모델 체인지된 뉴 그랜버드가 출시되었다. 원래 사용되던 410마력 Q 엔진을 H 엔진으로 교체하여 425마력으로 올렸다. 변속기는 현대다이모스의 전진 5단/후진 1단 기어나 ZF의 전진 6단/후진 1단 수동변속기를 선택사양으로 제공하며, 기존에는 자일대우 FX나 현대 유니버스와 달리 자동변속기를 원천적으로 선택할 수 없었으나, 2015년 유로6 모델의 출시와 함께 자동변속기가 옵션으로 추가되었다. 또한 차량에 내장되는 시트는 현대자동차에서 사용하는 한일내장 시트, 자일대우버스에서 사용하는 명보기업 시트를 선택 사양으로 적용하며, 기본은 명보기업 시트를 기본으로 설치하나, 반입 시 추가 비용을 지불하면 한일내장 시트를 설치할 수 있다. 이는 차량 최초 반입 시 업체의 원하는 옵션으로 사용할 수 있다. 2010년 뉴 그랜버드의 부분변경 모델인 뉴 그랜버드 이노베이션이 공개되었고, 같은 해 9월 20일 정식으로 출시되었다. 외장 부분은 HD급만 변경되었으나 내장은 SD급, HD급 관계없이 모두 변경되었다. 2012년 7월부터 카세트 플레이어에서 CD 오디오 변경과 프런트 가니시와 메인도어 시스템이 개선되었고, 전 승객 좌석 승용형 ELR 시트벨트와 출입문 부저음 추가 등의 변화를 거친 2013년형 뉴 그랜버드 이노베이션이 출시되었다. 2014년 12월과 2015년에 배기가스 규제가 유로 6으로 강화됨을 대비하여 엔진을 H430, 파워텍 440PS 엔진으로 변경 및 요소수 탱크가 추가 되었으며, 사이드 마커램프 적용 및 차량 외관(LED 포그램프, LED DRL)과 내관이 대폭 변경된 2015년형이 출시되었다. 아울러 후진 경고음이 추가되었다. 2017년에 긴급제동 시스템인 AEBS와 차선이탈방지 시스템인 LDWS가 추가되었다. 2019년부터는 우등시트에 3점식 안전벨트를 적용하였다. 그리고 H엔진 한정 옵션이었던 ZF 아스트로닉 12단 AMT를 없애고, ZF 에코라이프 6단 자동변속기를 새로 옵션으로 추가했다. ZF 6단 자동변속기는 기어박스에 달리는 버튼식이며, 엔진을 가리지 않는다. 2020년 7월에 풀체인지 모델인 그랜버드 슈퍼 프리미엄이 출시되어 단종되었다.

#### 뉴 그랜버드 "그린필드"

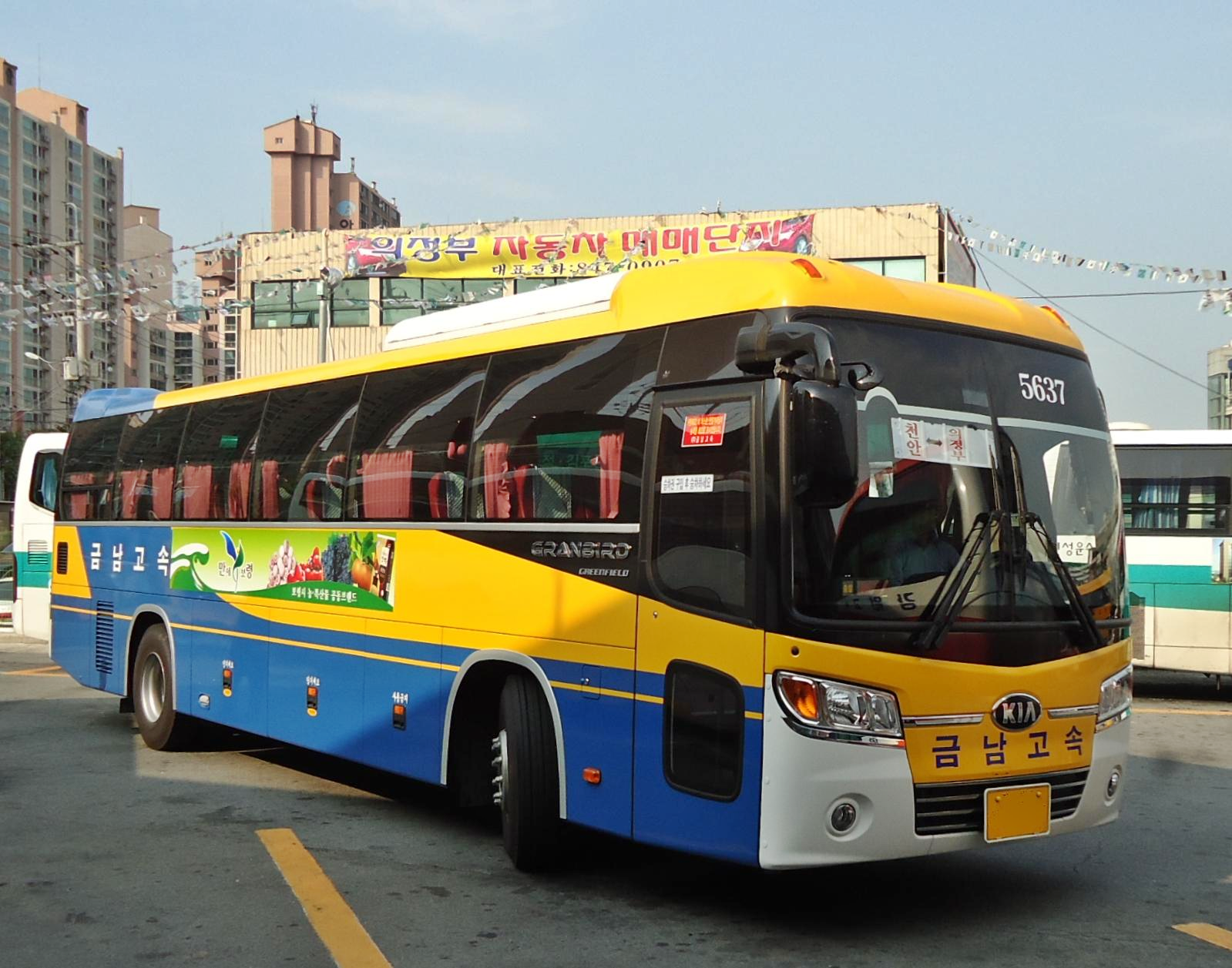
기아 뉴 그랜버드 그린필드 (전기형)

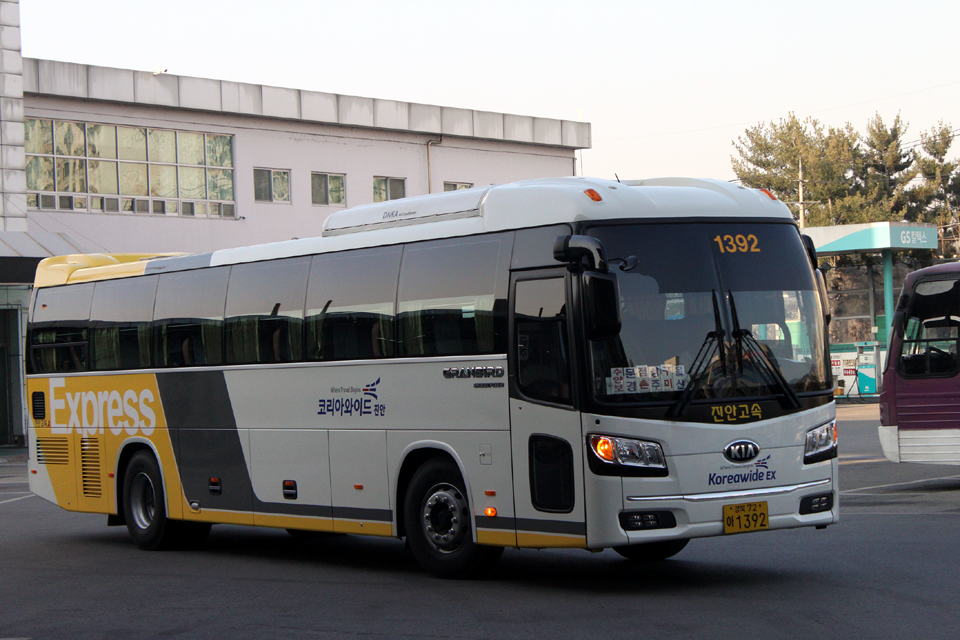
기아 뉴 그랜버드 그린필드 (후기형)

기형m 스탠더드 데크급 최하위 모델이다. 2007년 11월에 뉴 그랜버드로 변하자 슈퍼 그린필드를 뉴 그랜버드 그린필드로 업그레이드했다. 2010년 운전석 등 약간의 변경이 있었고, 2012년 7월에는 크롬가니쉬가 부착되었다. 반입하는 회사는 그리 많지는 않으며, 2013년 12월부터 주문제작 형식으로 변경되었다. 2014년 12월과 2015년에 배기가스 규제가 유로 6으로 강화됨을 대비해서 엔진을 H430, 파워텍 440PS 엔진으로 변경 및 요소수 탱크가 추가 되었으며, 사이드 마커램프 적용 및 차량 외관과 내관이 대폭 변경된 2015년형이 출시되었다.

#### 뉴 그랜버드 "파크웨이"

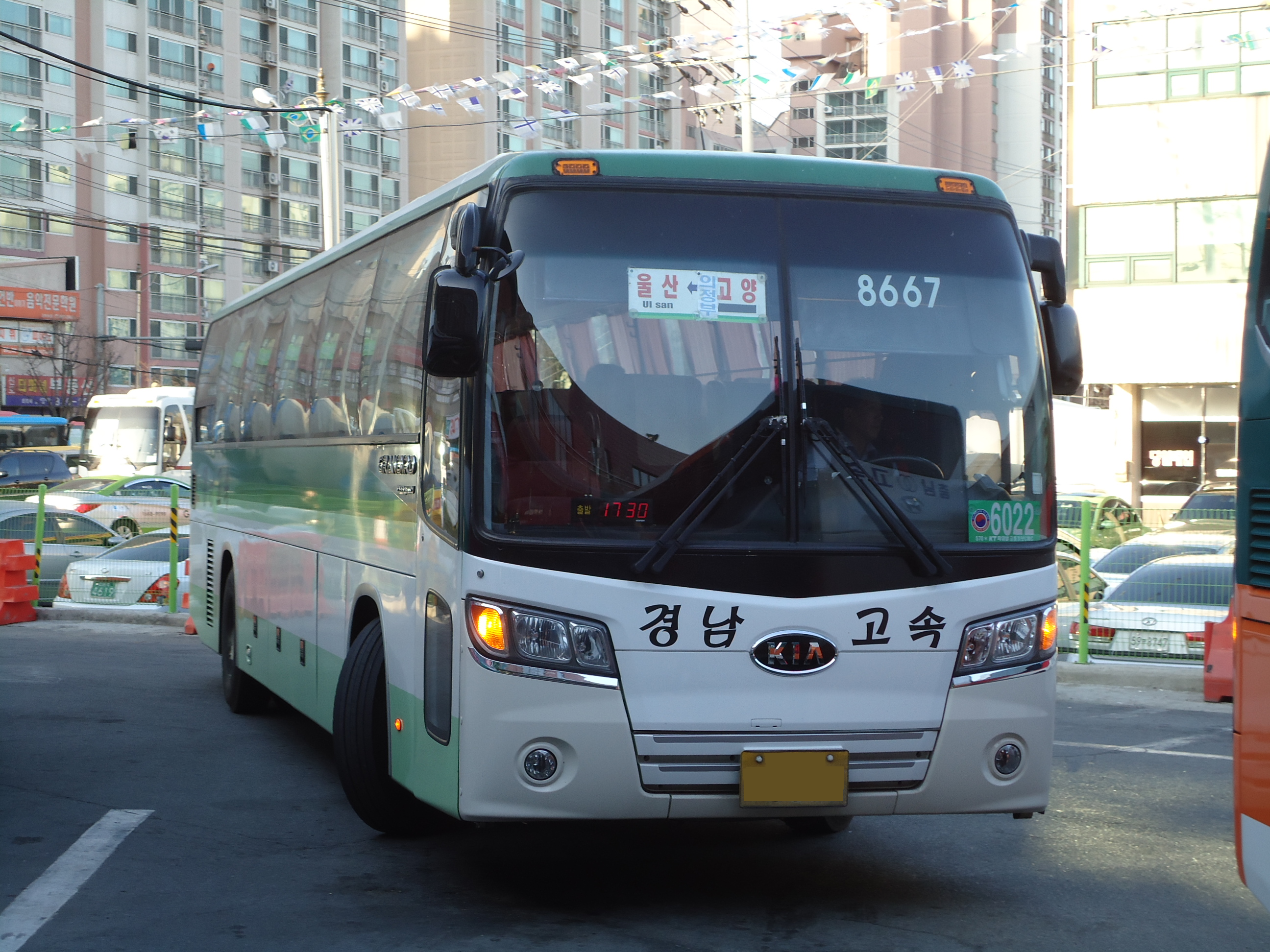
기아 뉴 그랜버드 파크웨이(전기형)

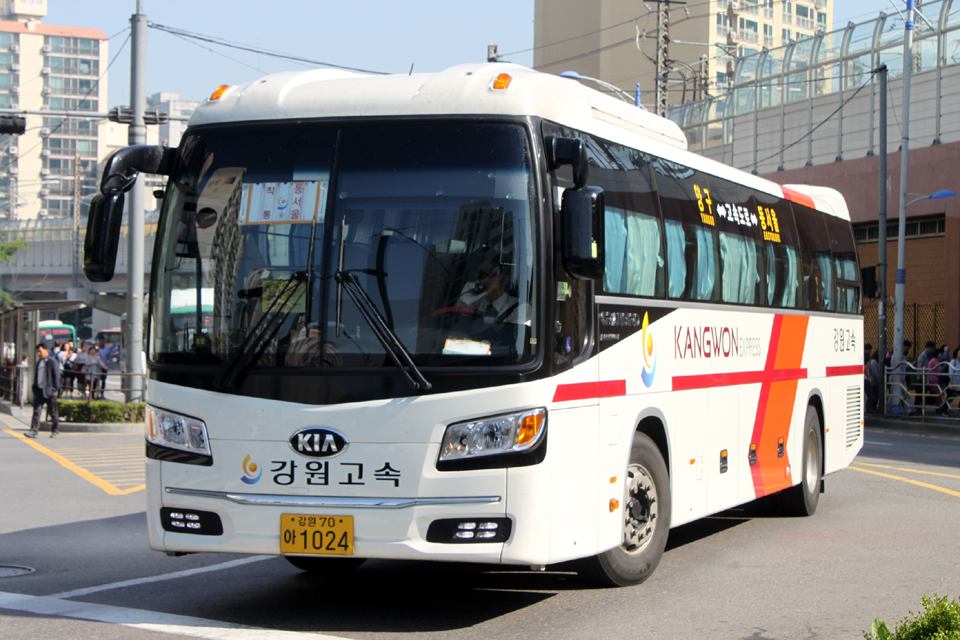
기아 뉴 그랜버드 파크웨이(후기형)

12m 5스텐더드 데크급 모델이다. 2007년 뉴 그랜버드로 변하자 슈퍼 파크웨이를 뉴 그랜버드 파크웨이로 업그레이드 했다. 대부분의 관광버스와 시외버스 회사가 뉴 그랜버드 파크웨이를 주로 반입하며 2010년 운전석 등 약간의 변경이 있었고, 2012년 7월에는 크롬가니쉬가 부착되었다. 2014년 12월과 2015년에 배기가스 규제가 유로 6으로 강화됨을 대비해서 엔진을 H430, 파워텍 440PS 엔진으로 변경 및 요소수 탱크가 추가 되었으며, 사이드 마커램프 적용 및 차량 외관과 내관이 대폭 변경된 2015년형이 출시되었다.

#### 뉴 그랜버드 "블루스카이"

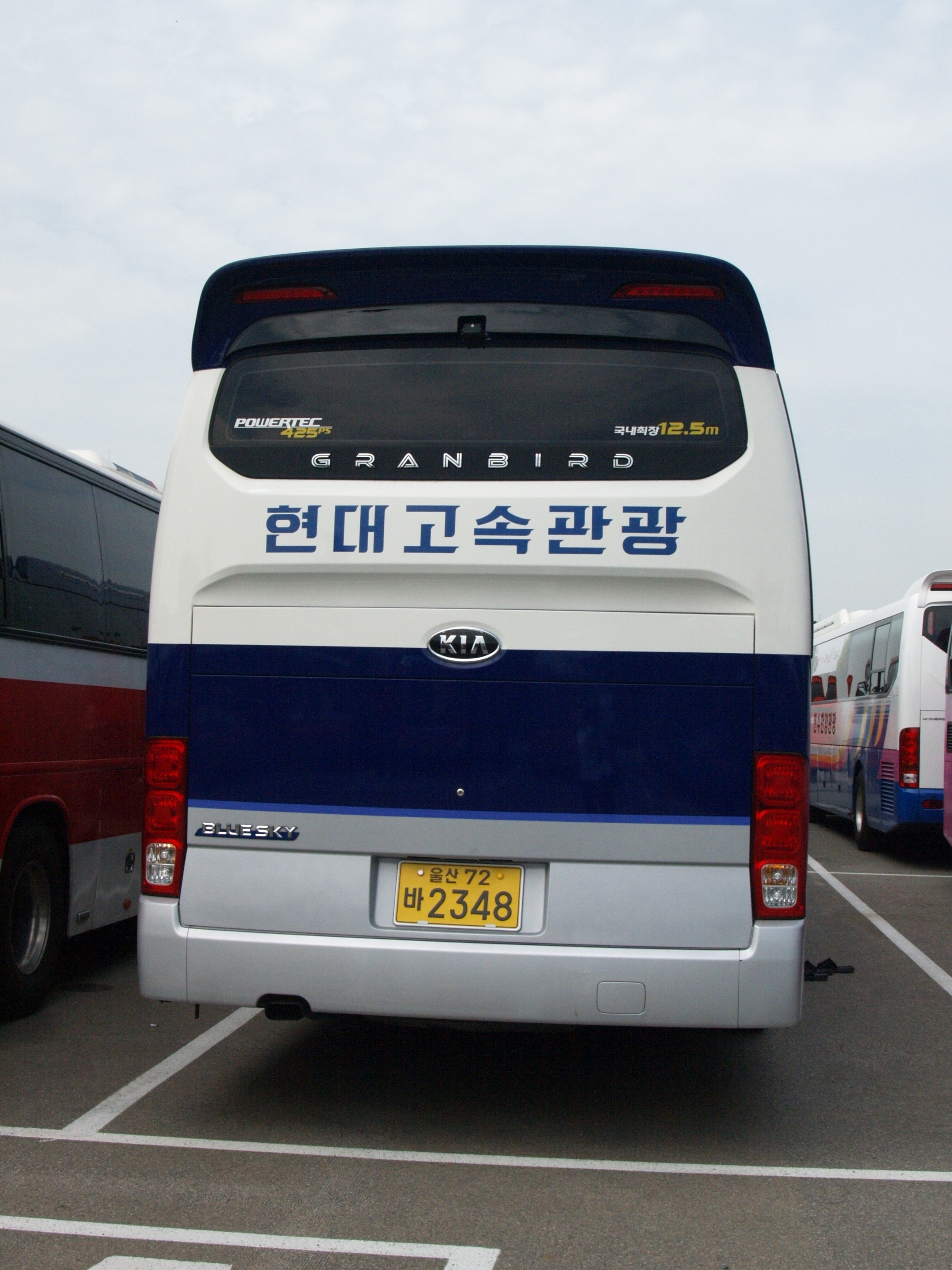
기아 뉴 그랜버드 블루스카이(전기형)

2009년에 출시한 전장 12.5m 스탠더드 데크급 모델이다. 페이스리프트 이전의 "블루스카이"라는 모델명은 12m 하이데크급 41/45석 일반고속 모델이었다. 2010년 운전석 등 약간의 변경이 있었고, 2012년 7월에는 크롬가니쉬가 부착되었다. 비싼 가격으로 많이는 찾지 않고 있는 실정이다. 경상북도 구미시에서 첫 1호차를 반입하였으며 공항리무진, 금아리무진, 태화공항리무진, 선진고속, 거창고속, 호남고속, 태영고속, 서울공항리무진, 거제현대고속, 세인공항, 경기고속, 대원고속, 금아여행 등 일부 시외버스, 공항버스 업체에서 본 차량을 반입하였다. 2014년 12월과 2015년에 배기가스 규제가 유로 6으로 강화됨을 대비해서 엔진을 H430, 파워텍 440PS 엔진으로 변경 및 요소수 탱크가 추가 되었으며, 사이드 마커램프 적용 및 차량 외관과 내관이 대폭 변경된 2015년형이 출시되었다. 2015년 11월에는 광역버스용 모델인 멀티가 출시되었으며, 인천 신강교통이 전국 광역버스 업체에서 유일하게 출고하였다.

#### 뉴 그랜버드 "선샤인"

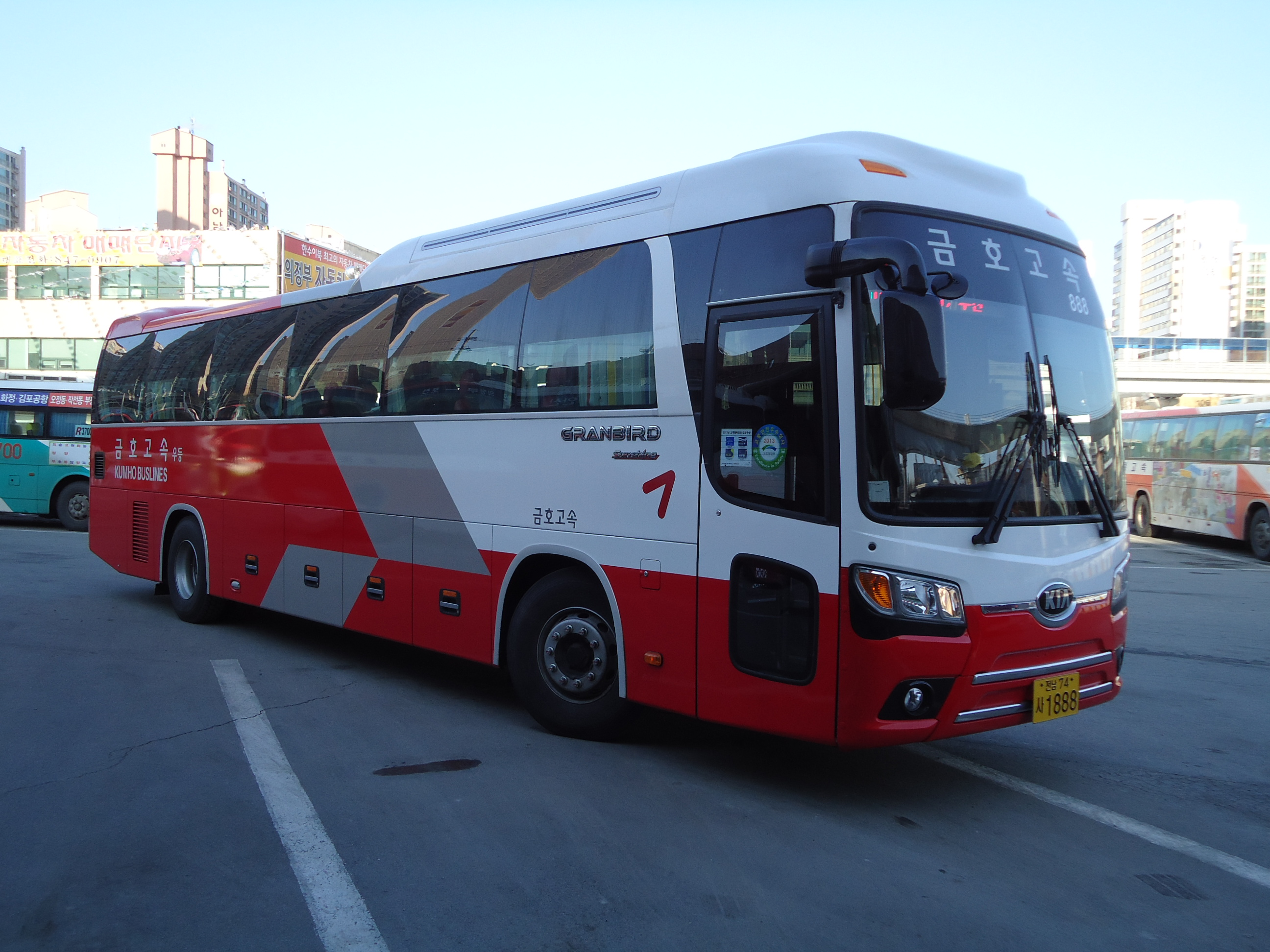
기아 뉴 그랜버드 선샤인(중기형)

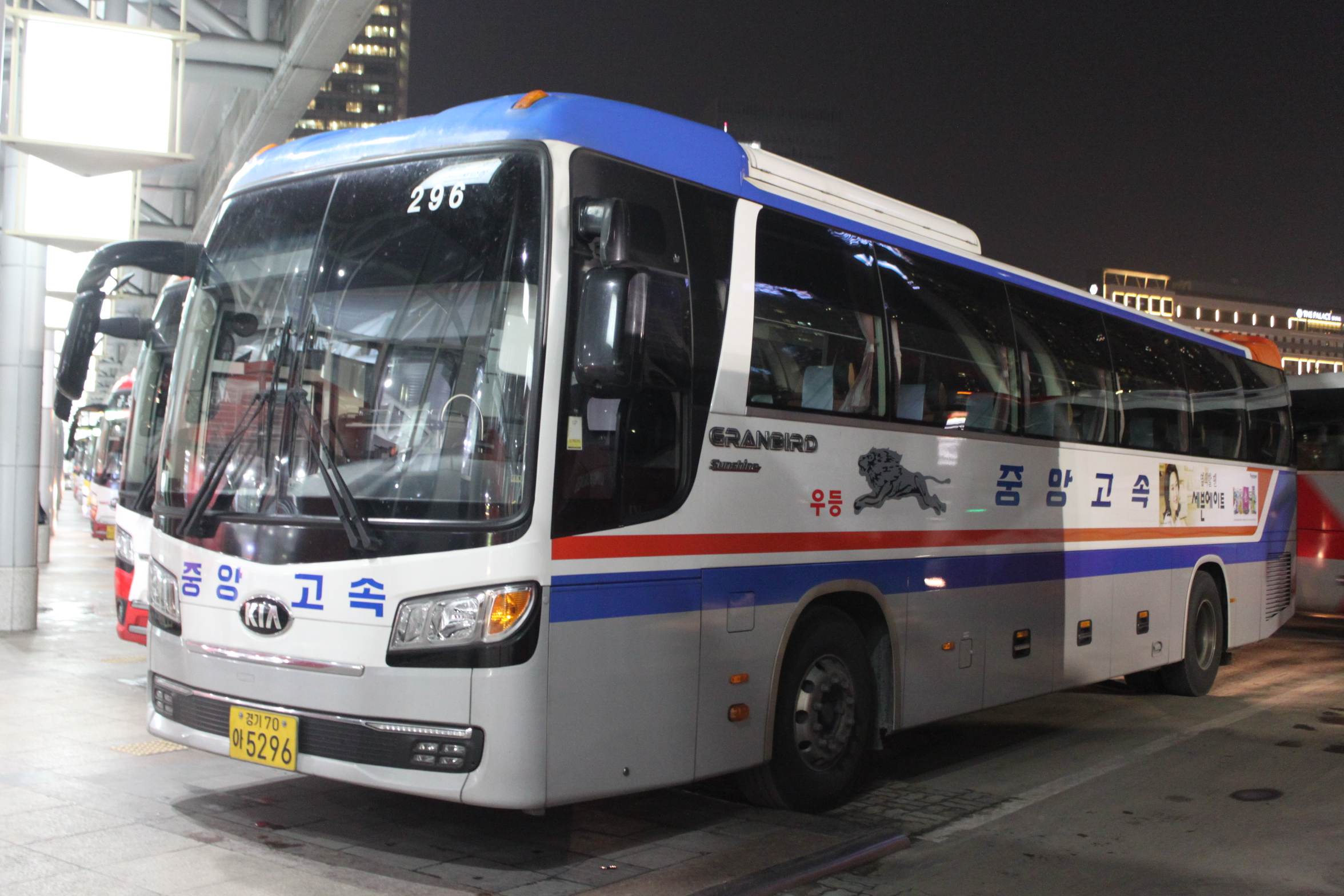
기아 뉴 그랜버드 선샤인(후기형)

12m 5하이데크급 모델이다. 2007년 11월에 뉴 그랜버드로 변하자 슈퍼 프리미엄을 션샤인으로 변경하였으며 2010년 차량 전면 램프 디자인 변경, 리어 유리창 밑에 블랙 쉐도우 장착 등 약간의 변경을 거쳤다. 현재 대원고속, 코리아와이드 경북을 제외한 전국고속버스운송사업조합 소속 회사에서 볼 수 있다. 전국버스운송사업조합 소속 고속버스인 시외버스에도 일부 있다. 현재 전국버스운송사업조합 소속 시외버스나 공항버스에 있는 회사는 KAL 리무진, 대한여객, 강원고속, 경원여객, 천일여객, 진흥고속, 금남고속, 광신고속, 경남여객, 충남고속, 고려여객, 경남고속뉴부산관광, 거제현대고속, 호남고속, 한양고속, 충북리무진, 밀성여객 등이 있고 전국고속버스운송사업조합 소속 업체는 실크로드 대신에 션샤인이 인기가 많다. 2014년 12월과 2015년에 배기가스 규제가 유로 6으로 강화됨을 대비해서 엔진을 H430, 파워텍 440PS 엔진으로 변경 및 요소수 탱크가 추가되었으며, 사이드 마커램프 적용 및 차량 외관과 내관이 대폭 변경된 2015년형이 출시되었다. 2019년 1월에는 프리미엄 사양이 추가되었다. 2019년 말에는 동양고속이 ZF 에코라이프 6단 자동변속기를 적용한 선샤인을 첫 도입했다.

#### 뉴 그랜버드 "실크로드"

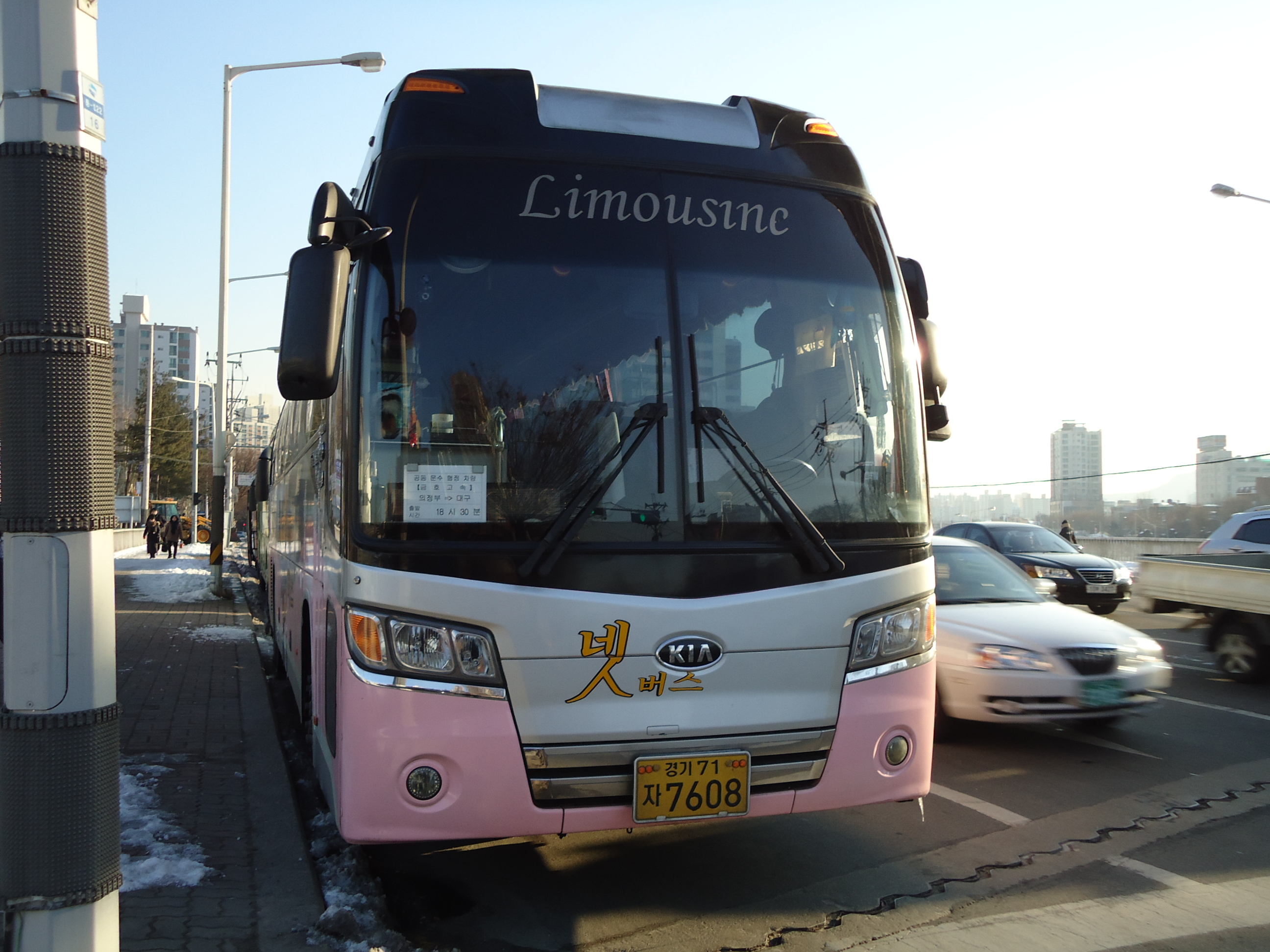
기아 뉴 그랜버드 실크로드(전기형)

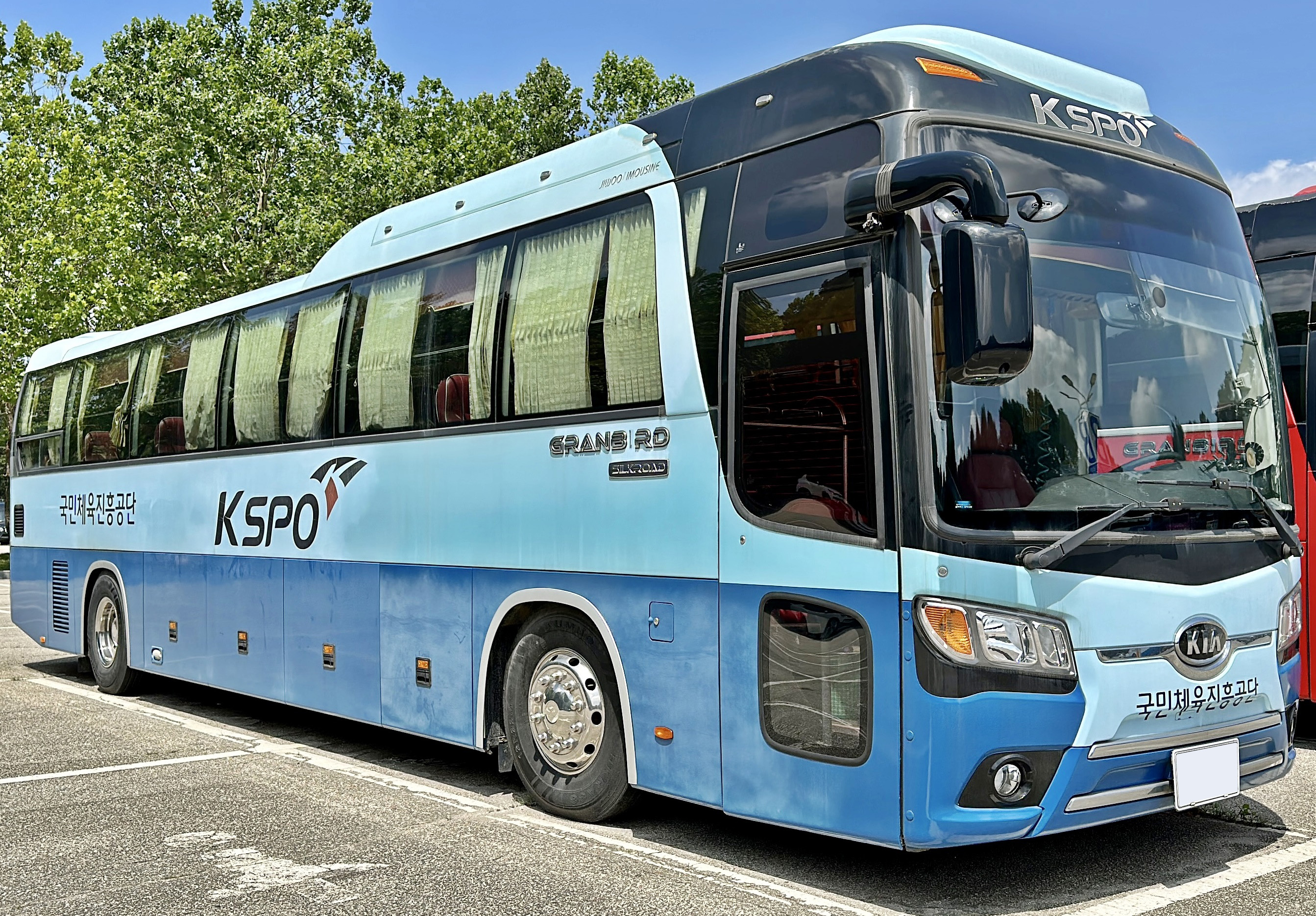
기아 뉴 그랜버드 실크로드(중기형)

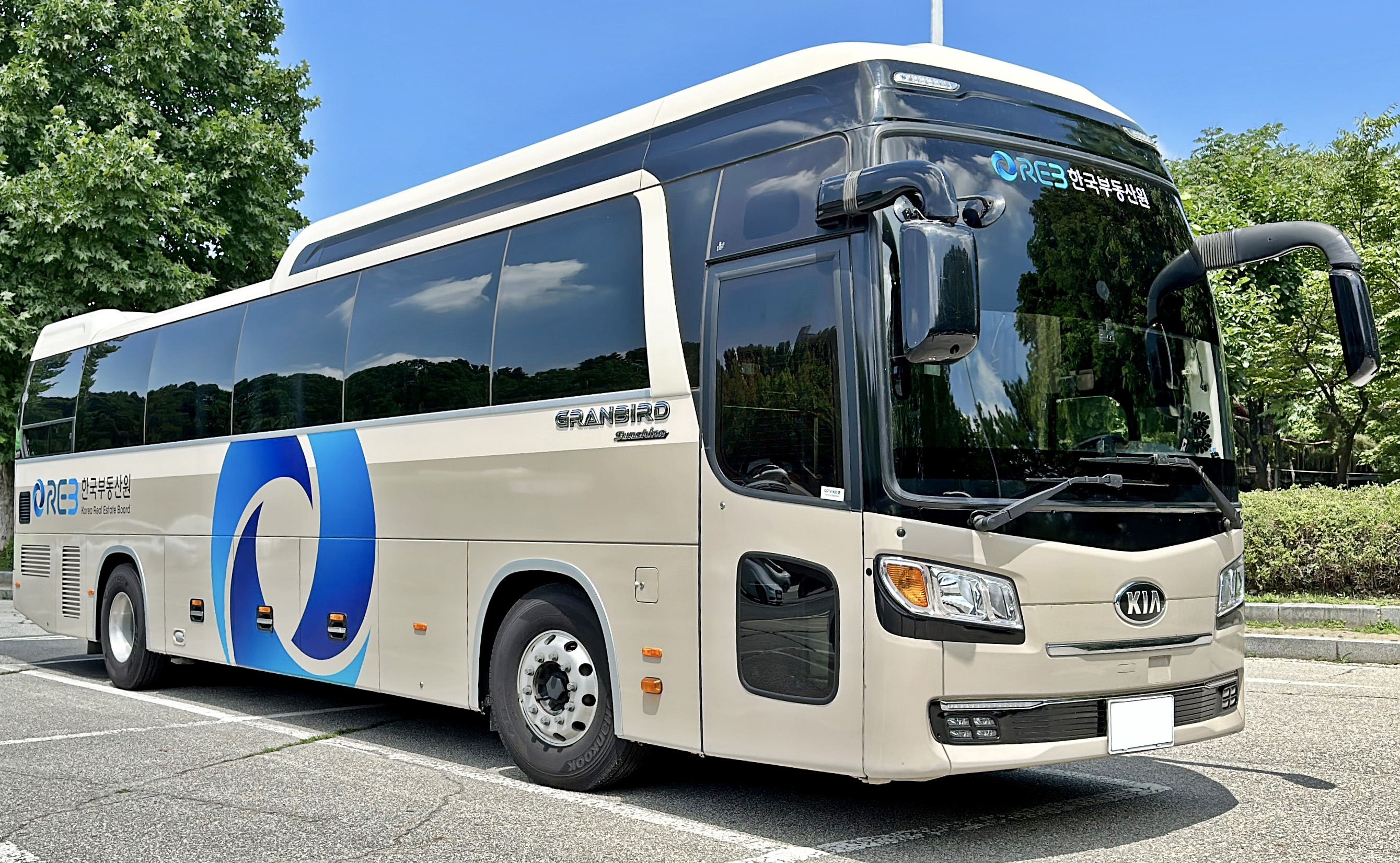
기아 뉴 그랜버드 실크로드(후기형)

2007년 11월에 그랜버드가 풀 모델 체인지되면서 등장한 대한민국에서 최초로 출시한 전장 12.49m의 장축형 하이데크급 모델이다. 홈페이지에서는 12.5m라고 하지만 실제 길이는 12.49m다. 2010년 차량 전면 램프 디자인 변경, 리어 유리창 밑에 블랙 쉐도우 장착 등 약간의 변경을 거쳤다. 주로 관광버스, 회사 통근 차량으로 많이 찾고 있다. 최초로 전국고속버스운송사업조합 소속업체 인 동양고속에서 일반고속으로 첫 반입을 2013년 5월에 도입하였다. 2013년 10월 중앙고속에서 대한민국 전국고속버스운송사업조합 소속 2번째 업체로 우등고속버스를 출고하였다. 2014년 12월과 2015년에는 배기가스 규제가 유로 6으로 강화됨을 대비해서 엔진을 H430, 파워텍 440PS 엔진으로 변경 및 요소수 탱크가 추가되었으며, 사이드 마커램프 적용 및 차량 외관과 내관이 대폭 변경된 2015년형이 출시되었다. 전국버스운송사업조합 고속버스 및 시외버스용으로도 이용할 수 있으나 비싼 가격으로 인해 파크웨이, 션샤인, 2세대 블루스카이 등 대체 차종을 찾는 실정이다. 그랜버드가 페이스리프트된 이후에도 모델 트림은 동일하며 1군 고속버스용으로 션샤인 트림이 출시되었다. 2017년에는 실크로드를 기반으로 하는 프리미엄 고속버스 모델이 출시됐다. 프리미엄 골드 익스프레스라고 불리나 실제로는 실크로드로만 모델명이 나온다. 그러나 2016년 11월 프리미엄 고속버스의 운행을 앞두고 전력관련 과부하 결함이 발견되어 2017년 2월로 출시가 연기됐으며, 2017년 2월 23일 전세버스 업체에 인도된 것을 시작으로 실크로드 프리미엄형의 정식 판매를 시작했다.

##### 전국고속버스운송사업조합소속고속버스에서 사용하고 있는 업체
- 동양고속(일반고속과우등고속과 프리미엄 고속에만 한정)
- 중앙고속(우등고속과 프리미엄 고속에만 한정)
- 금호고속
- 속리산고속(일반고속과 프리미엄 고속에만 한정)
- 동부고속(일반고속과 프리미엄 고속에만 한정)
- 천일고속(프리미엄 고속에만 한정)
- 금호고속관광
- 한일고속(일반고속과 프리미엄 고속에만 한정)

##### 시외버스에서 사용하고 있는 업체
- 금호고속(직행부)
- 광신고속(프리미엄 골드 익스프레스)[13]
- 천일여객(프리미엄 골드 익스프레스)
- 고려여객(프리미엄 골드 익스프레스)
- 경원여객(프리미엄 골드 익스프레스)
- 경남고속(프리미엄 골드 익스프레스)
- 금남고속
- 중부고속
- 한양고속

##### 공항버스에서 사용하고 있는 업체
- 태화공항리무진
- 코레일네트웍스
- KAL리무진
- 한국도심공항

##### 광역버스에서 사용하고 있는 업체
- 경진여객
- 한국스마트버스협동조합

### 뉴 그랜버드 슈퍼 프리미엄
2020년 5월 14일에 풀체인지 모델인 슈퍼 프리미엄 모델을 공개하였으며, 2007년 2세대 그랜버드 출시 이후 13년 만에 공개된 새로운 모델이다. 명칭이 '기아 그랜버드 슈퍼 프리미엄'이다. 사전 계약은 5월 14일부터이며, 7월에 정식 출시하였다. 기존보다 실내고를 80mm 높이고, 실내 상단 좌우폭을 120mm 확대했다. 동급 최초로 전방 하단 장애물 존재시 경고음을 울리는 전방 주차 보조장치, 안전 사양 작동시 진동으로 운전자에 진동을 통해 주의를 주는 스티어링 햅틱, 문이 닫힐 때 사람이나 사물이 끼면 센서를 통해 자동으로 문을 열어주는 주출입문 터치 센서, 공력 성능 개선을 위해 차량 속도에 따라 차량의 높낮이를 조절하는 속도감응형 차고조절장치 등을 적용하며 신규 옵션으로 운전자 주행 패턴 분석으로 운전자가 졸음운전시 시청각을 통해 경보음을 울리는 운전자 주의 경고(DAW, Driver Attention Warning), 전방 주행차와의 거리에 따라 능동적으로 속도를 제어하는 스마트 크루즈 컨트롤, 연료탱크보호 차체구조 사양을 적용하고 버스 엔진룸 화재시에 대비한 화재소화장치, 비상문과 비상탈출구가 적용되었다. 실내는 이전 모델과 달리 운전석 대쉬보드에 핸들 리모컨이 탑재되거나 아날로그 시계가 들어가며 10.25인치 대화면 내비게이션이 탑재된다. 수동변속기는 기존과 같은 위치에 장착되며, 자동변속기 모델은 수동변속기 모델의 변속기 자리에 컵홀더가 들어간다. ZF 6단 자동변속기는 유니버스와 마찬가지로 기존 기어박스 버튼식에서 컬럼식으로 교체되었으며, 조작 방법 또한 유니버스와 동일한 로터리 방식이다. 유니버스와 달리 SD급 모델도 측면 필러라인 장식의 차이만 있을 뿐, 완전히 동일한 디자인으로 통합된다. 2020년 말에는 코로나19 사태의 장기화로 인해 좌석간 항균 커튼 등 비대면 사양을 갖춘 '그랜버드 프라이버시 31'을 출시하였다. 그랜버드 프라이버시 31은 좌석간 전후 거리를 기존 845mm에서 900mm로 55mm나 넓히고 시트 좌우 크기를 480mm에서 630mm로 150mm 늘려 탑승객의 독립 공간을 확대한 독립 우등시트를 적용했다. 2021년식부터는 새롭게 변경된 기아 엠블럼이 적용됐다. 2022년에는 유니버스 프라임 EX와 같은급인 그랜버드 실크로드 캄 모델이 추가되었다. 제작 날짜 2023년 6월식부터는 깜박이등과 방향지시등을 측면 사이드램프와 연동되어 같이 점등되도록 변경되었다.

#### 뉴 그랜버드 슈퍼 프리미엄 "그린필드"
11.6m 스탠더드 데크급 최하위 모델이다. 2020년 7월에 그랜버드 슈퍼 프리미엄으로 변하자 뉴그랜버드 그린필드를 뉴그랜버드 슈퍼 프리미엄 그린필드로 업그레이드 했다.

##### 시외버스에서 사용하고 있는 업체
- 광우고속
- 동방고속
- 거제현대고속
- 동광고속

#### 뉴 그랜버드 슈퍼 프리미엄 "파크웨이"
12m 스텐더드 데크급 모델이다. 2020년 7월에 그랜버드 슈퍼 프리미엄으로 변하자 뉴그랜버드 파크웨이를 뉴그랜버드 슈퍼 프리미엄 파크웨이로 업그레이드 했다.

##### 시외버스에서 사용하고 있는 업체
- 서울고속
- 새서울고속
- 경남고속
- 경남여객
- 금강고속
- 광우고속
- 해운대고속
- 한양고속
- 호남고속
- 천마고속
- 아성고속
- 신흥여객
- 금아여행
- 금아리무진
- 용남고속
- 충남고속
- 천일여객
- 고려여객

#### 뉴 그랜버드 슈퍼 프리미엄 "블루스카이"
12.5m 스텐더드 데크급 모델이다. 2020년 7월에 그랜버드 슈퍼 프리미엄으로 변하자 뉴그랜버드 블루스카이를 뉴그랜버드 슈퍼 프리미엄 블루스카이로 업그레이드 했다.

##### 공항버스에서 사용하고 있는 업체
- 공항리무진

#### 뉴 그랜버드 슈퍼 프리미엄 "선샤인"
12m 하이데크급 모델이다. 2020년 7월에 그랜버드 슈퍼 프리미엄으로 변하자 뉴그랜버드 션샤인을 뉴그랜버드 슈퍼 프리미엄 션샤인으로 업그레이드 했다.
1세대 그랜버드 션샤인 2005년~2007년식에도 명칭을 그랜버드 슈퍼 프리미엄 션샤인이라고 붙인적이 있었다.

##### 시외버스에서 사용하고 있는 업체
- 한양고속
- 금호고속(직행부)
- 광신고속
- 용남고속
- 경원여객
- 금남고속
- 중부고속
- 충남고속
- 경남여객
- 강원여객
- 경원여객
- 천일여객
- 고려여객
- 거창고속
- 경남고속

##### 고속버스에서 사용하고 있는 업체
- 동양고속
- 충남고속
- 금호고속
- 중앙고속
- 천일고속
- 한일고속

#### 뉴 그랜버드 슈퍼 프리미엄 "실크로드 캄"
12.5m 하이데커급 보급형 모델이다. 2022년 11월에 그랜버드 실크로드의 저가형으로 출시하였다. 차체는 기존 실크로드와 같은 12.5m HD급이지만 측면의 B필러 장식을 제거했으며 에어컨 루버도 SD급인 그린필드/파크웨이/블루스카이와 동일하며 실내 측면 벨트라인 몰딩도 SD급인 그린필드/파크웨이/블루스카이에 들어가는 갈색으로 바뀐다. 일반형 시트도 프리미엄 유로시트가 탑재되는 썬샤인/실크로드와 달리 그린필드에 들어가는 기본형 시트가 탑재된다. 가격 차이는 기존 실크로드보다 최소 1,000만원에서 최대 2,000만원 저렴하다.

##### 시외버스에서 사용하고 있는 업체
- 한양고속
- 코리아와이드 진안고속
- 코리아와이드 경북고속

- 충남고속
- 동방고속
- 호남고속

##### 고속버스에서 사용하고 있는 업체
- 코리아와이드 경북고속

- 충남고속

##### 공항버스에서 사용하고 있는 업체
- 경기공항리무진
- 태화관광
- 금아리무진

#### 뉴 그랜버드 슈퍼 프리미엄 "실크로드"
12.5m 하이데커급 모델이다. 2020년 7월에 그랜버드 슈퍼 프리미엄으로 변하자 뉴그랜버드 실크로드를 뉴그랜버드 슈퍼 프리미엄 실크로드로 업그레이드 했다.

##### 시외버스에서 사용하고 있는 업체
- 충북리무진
- 금호고속(직행부)
- 강원여객
- 천일여객
- 고려여객
- 충남고속

##### 고속버스에서 사용하고 있는 업체
- 동부고속
- 금호고속
- 속리산고속
- 충남고속

##### 공항버스에서 사용하고 있는 업체
- 경기공항리무진

## 운용 국가

### 대한민국

#### 고속버스로 사용하는 회사
- 현재 전 회사가 모두 운용하고 있으나 대원고속은 뉴그랜버드 파크웨이 차종만 몇대 보유하고 있고, 경북고속은 뉴그랜버드 슈퍼 프리미엄 실크로드 캄 차종만 보유한다.

#### 시외버스로 사용하는 회사
- 경기도: 경남여객, 경일여객, 대원고속, 진흥고속, 선진고속, 경기고속
- 강원특별자치도: 강원고속, 강원여객, 강원흥업, 영암고속, 화성고속, 동해상사고속[15], 금강고속
- 충청남도: 금남고속, 삼흥고속, 중부고속, 충남고속, 한양고속
- 충청북도: 경일여객(본사는 경기도에 있지만, 경일여객의 본사가 있는 죽산면과 인접한 진천군의 진천터미널이 경일여객의 차고지로 쓰고 있다. (참고로 진천터미널은 경일여객이 운영한다.), 서울고속, 새서울고속, 충북리무진, 친선고속
- 경상북도: 금아버스그룹, 아성고속, 코리아와이드진안, 천마고속, 경북고속
- 경상남도: 거창고속, 신흥여객, 경원여객, 경전여객,  거제현대고속, 태영고속, 밀성여객, 대한여객, 해운대고속, 김해여객
- 부산광역시 : 경남고속 해운대고속 고려여객 천일여객
- 전라남도: 광신고속, 광우고속, 금호고속(직행부), 동광고속, 동방고속
- 전라북도: 대한고속, 호남고속

#### 공항버스로 사용하는 회사
- 서울특별시: 공항리무진, 서울공항리무진, KAL 리무진, 한국도심공항
- 울산광역시: 태화관광
- 경기도: 경기공항리무진
- 경상남도: 세인공항 경원여객 천일여객 경남고속
- 인천광역시: 신흥교통, 코레일네트웍스

#### 시내버스,광역버스로 사용했던 회사
- 경상북도: 동춘여객(2011년 10월까지)[16], 천년미소
- 서울특별시: 한남운수[17]
- 인천광역시: 신백승여행사[18], 신강교통[19]
- 충청북도: 아성교통관광[20]
- 경기도: 가평교통, 경진여객

#### 프로 스포츠 구단 버스
괄호 안의 숫자는 년식이며, 후방 감지 센서, 차선 이탈 경보 장치, 자동 긴급 제동 장치, 좌측 뒷쪽 비상 탈출문 등이 모두 부착된 차량은 굵은 글씨로 표기한다.
- K리그

K리그1 - 광주 FC, 대전 하나시티즌, 강원 FC,
K리그2 - 서울 이랜드, 성남 FC, 경남 FC, 전남 드래곤즈, 수원 삼성 블루윙즈, 인천 유나이티드,
- KBO 리그

NC 다이노스, KT 위즈, 롯데 자이언츠 (이상 2021년), LG 트윈스, 키움 히어로즈, 삼성 라이온즈 (이상 2022년), KIA 타이거즈 (2023년),
- KBL

KBL - 안양 정관장 레드부스터스 (2023년), 고양 소노 스카이거너스 (2023년), 서울 SK 나이츠 (2024년),
WKBL - 아산 우리은행 우리WON (2018년), 부천 하나은행 (2018년), 부산 BNK 썸 (2022년), 청주 KB 스타즈 (2021년),
- 한국 프로 배구

V-리그 (남) - 서울 우리카드 우리WON (2019년), 부산 OK저축은행 읏맨 (2023년), 대전 삼성화재 블루팡스 (2023년), 인천 대한항공 점보스 (2024년), 의정부 KB손해보험 스타즈 (2024년),
V-리그 (여) - 김천 한국도로공사 하이패스 (2015년), 대전 정관장 레드스파크스 (2018년), 수원 현대건설 힐스테이트 (2020년), 광주 페퍼저축은행 AI 페퍼스 (2021년),
- KeSPA

LCK - 한화생명 e스포츠 (2018년)
- 그 외

삼성생명 배드민턴단
삼성생명 레슬링단
대한항공 여자탁구단

## 경쟁 차종
- 현대자동차 - 현대 유니버스
- 자일대우버스 - 자일대우 BX, 자일대우 FX

## 갤러리

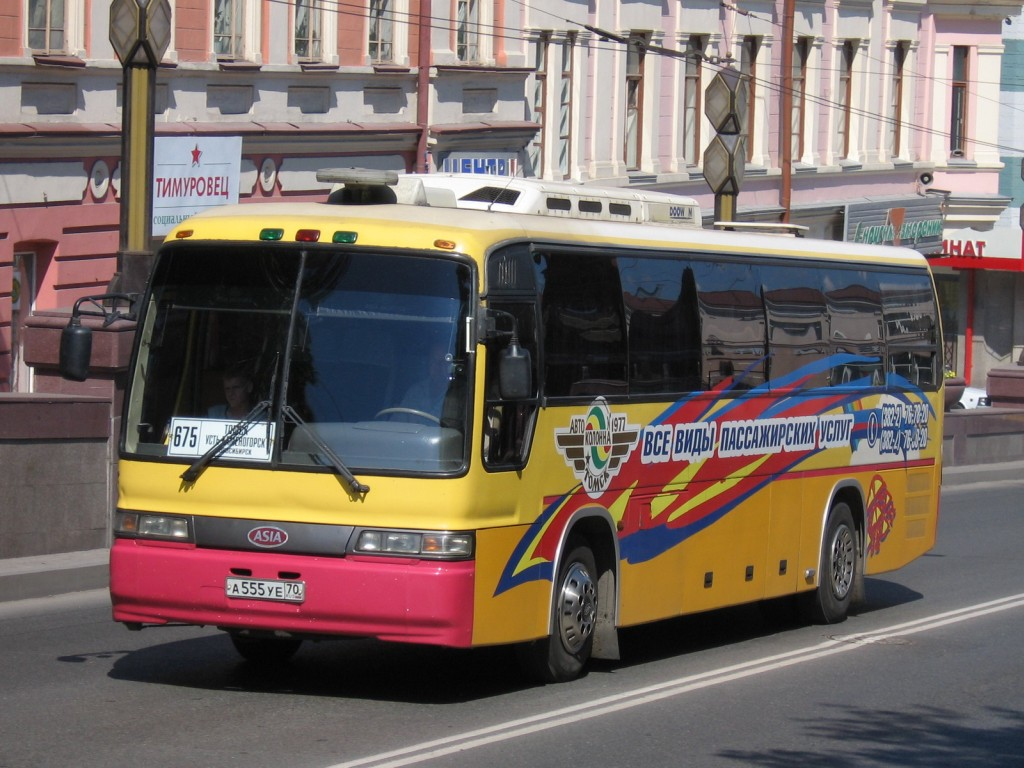
1994~96년식 최초기형 그랜버드
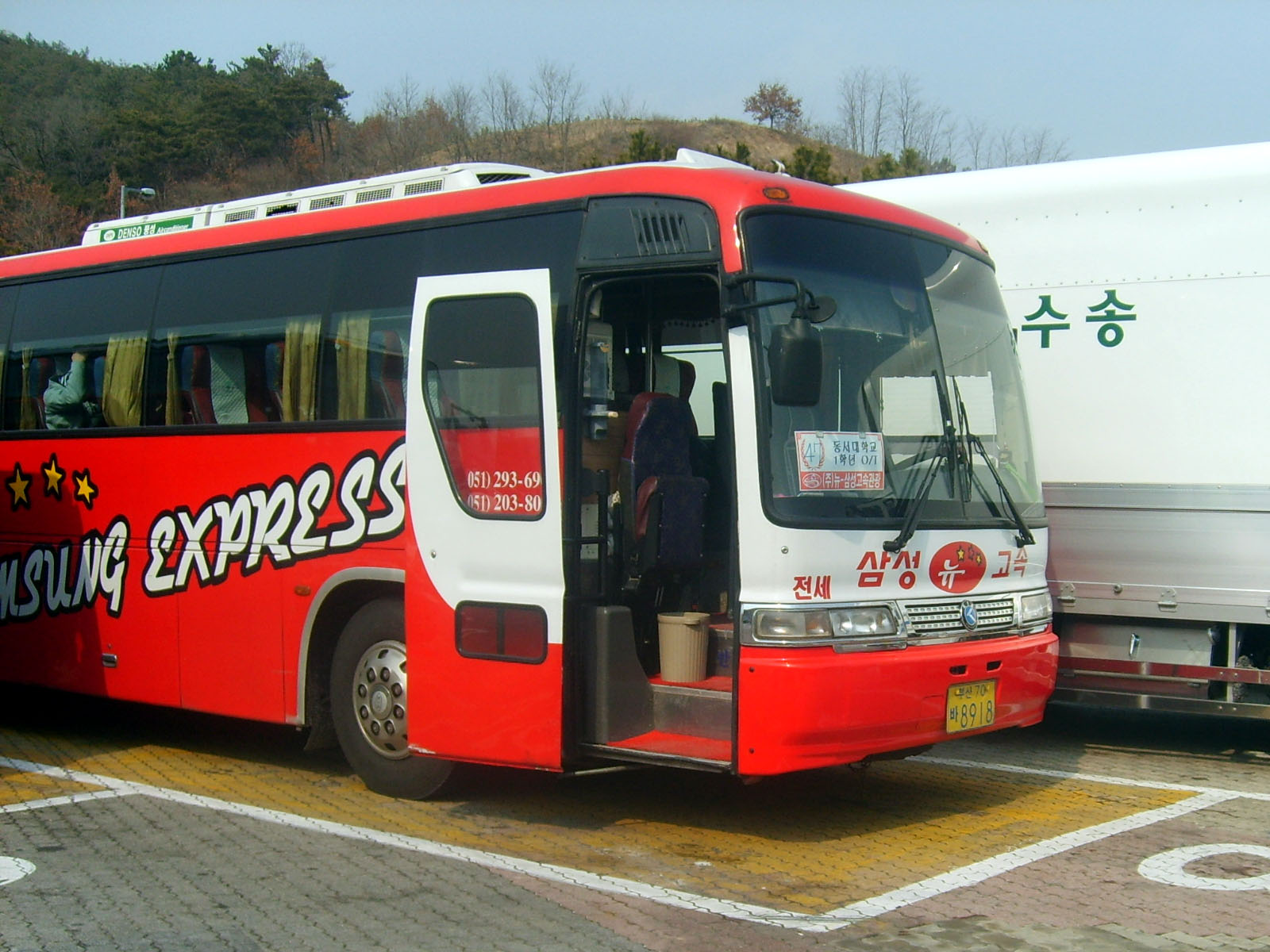
1997년식 아시아 그랜버드의 전면(가니쉬 개조)
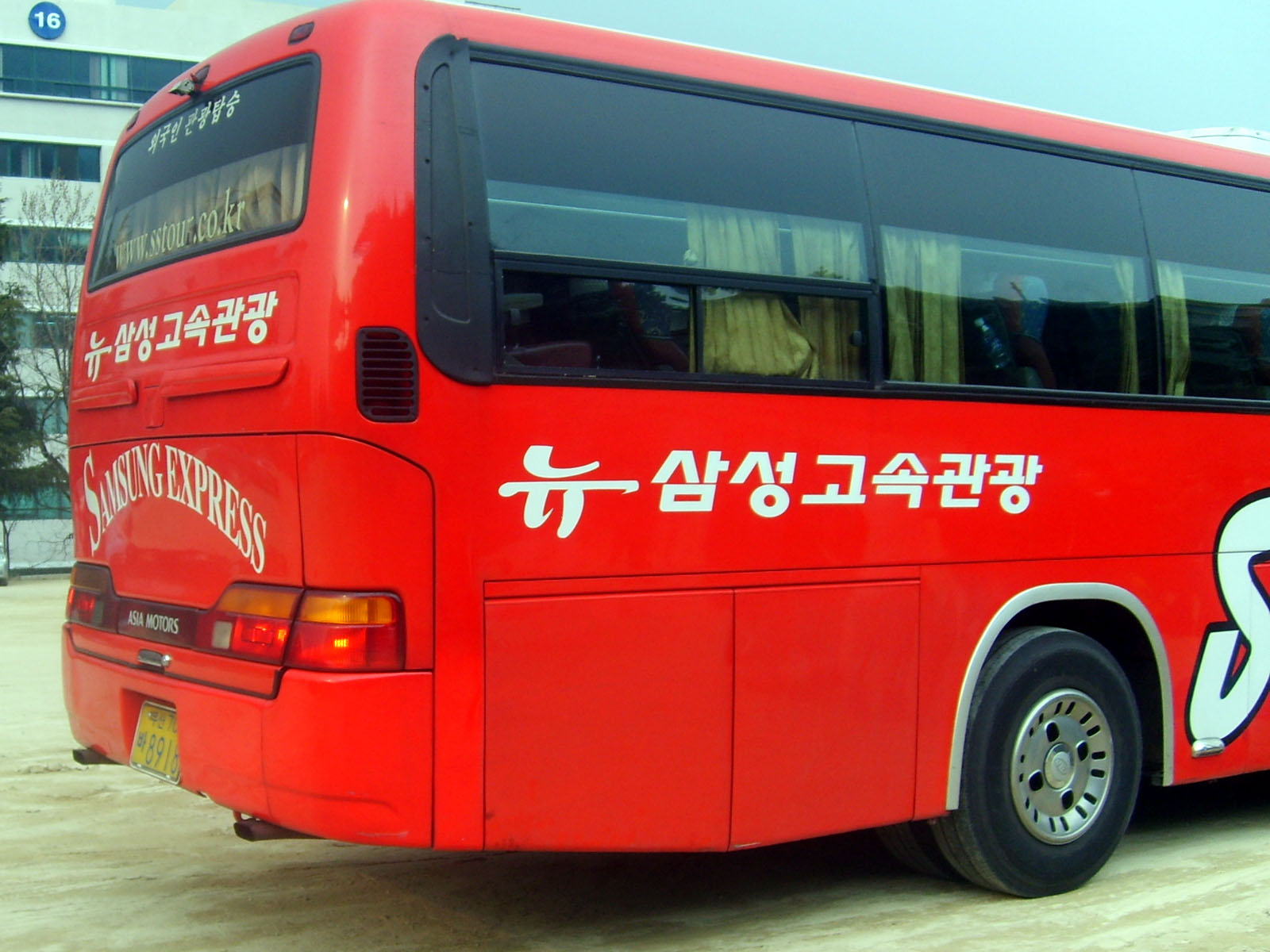
1997년식 아시아 그랜버드의 후면
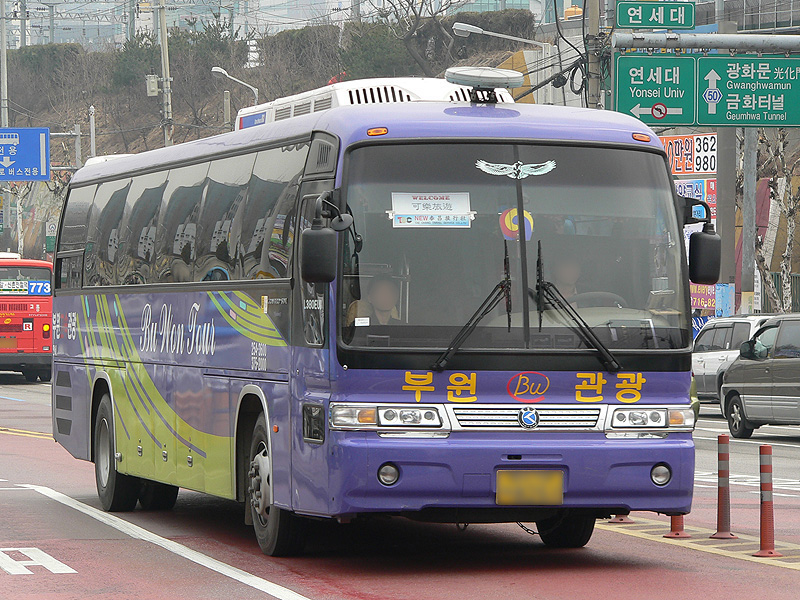
그랜버드 "SD2"
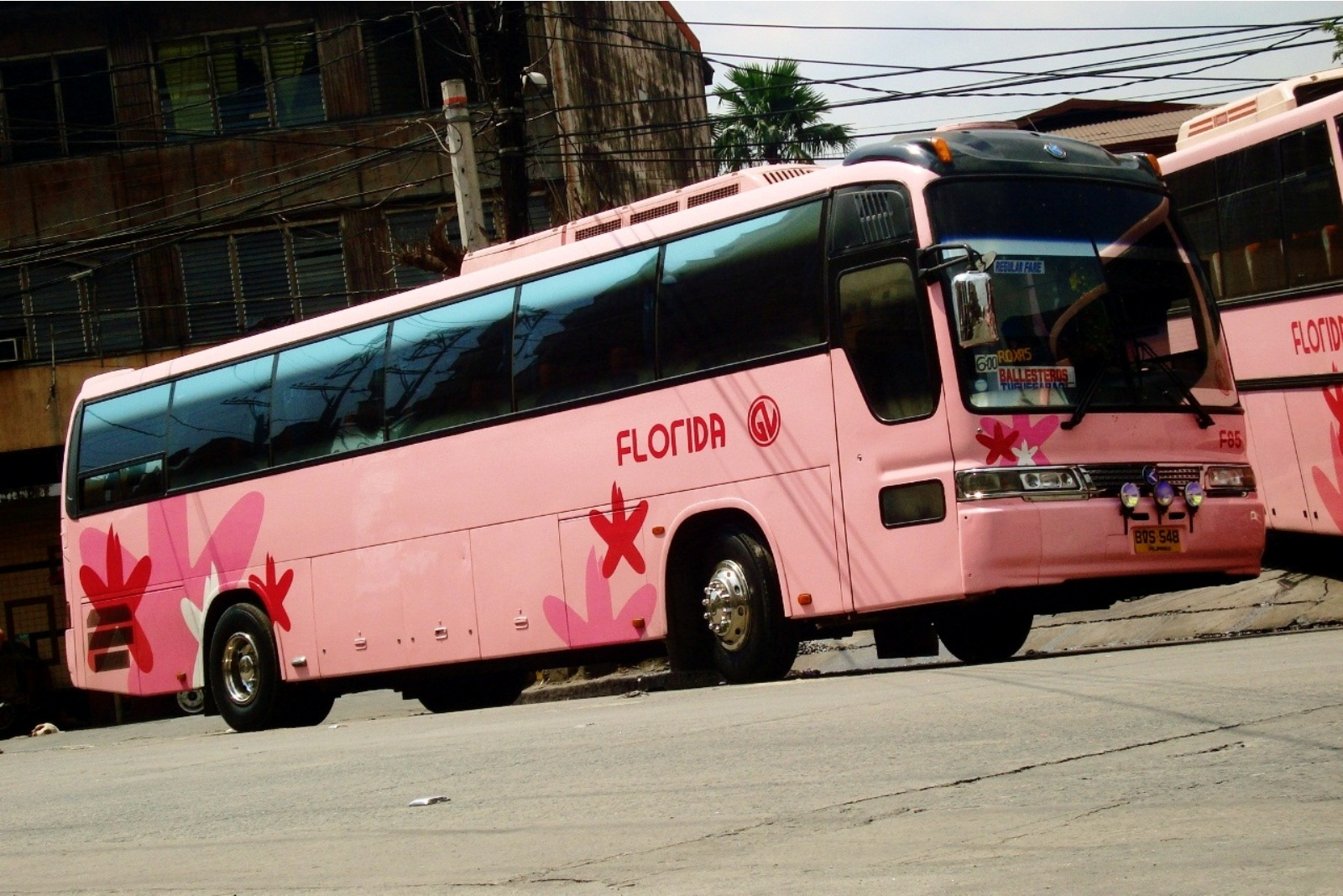
기아 그랜버드 (필리핀)
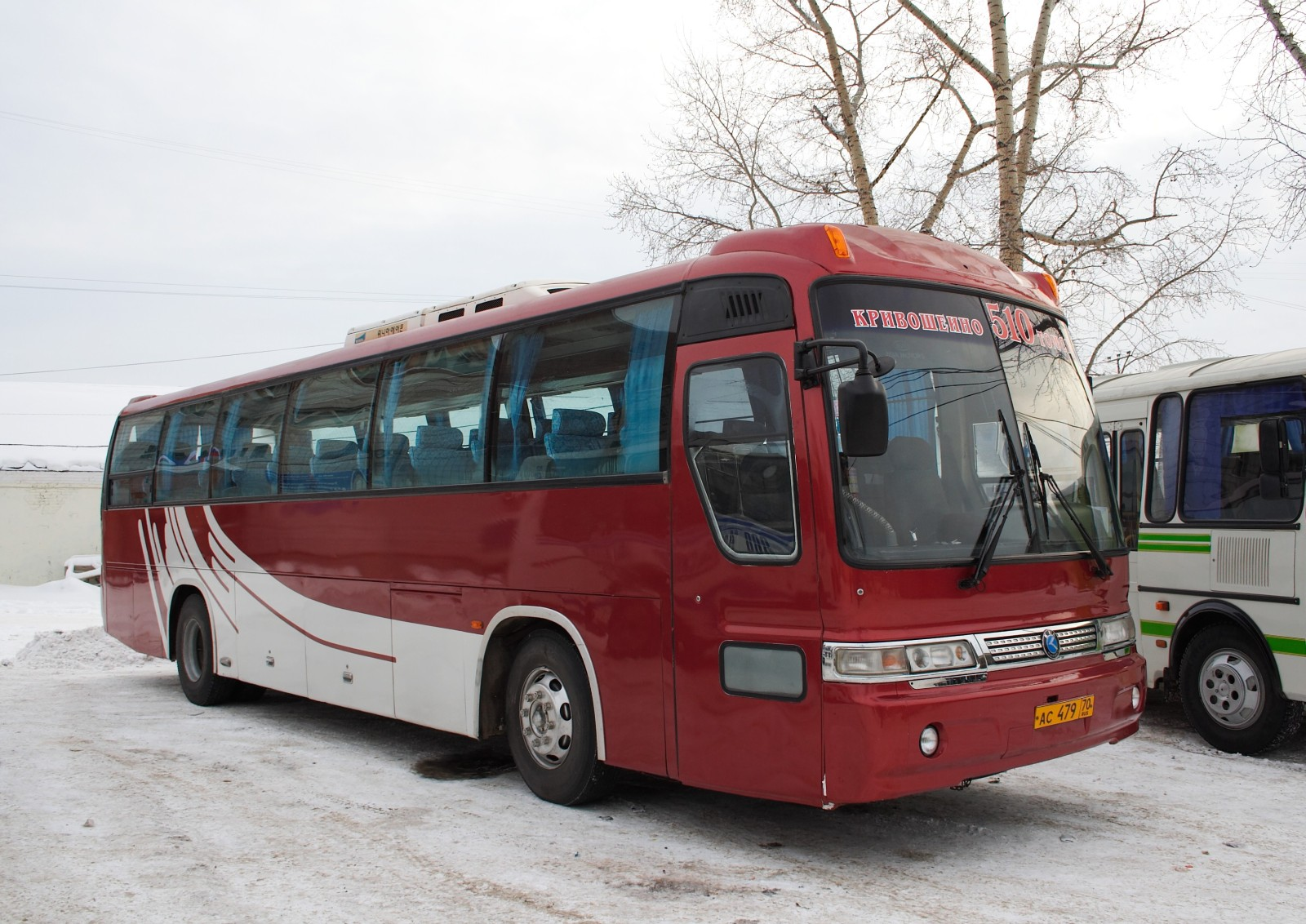
기아 그랜버드 (러시아)
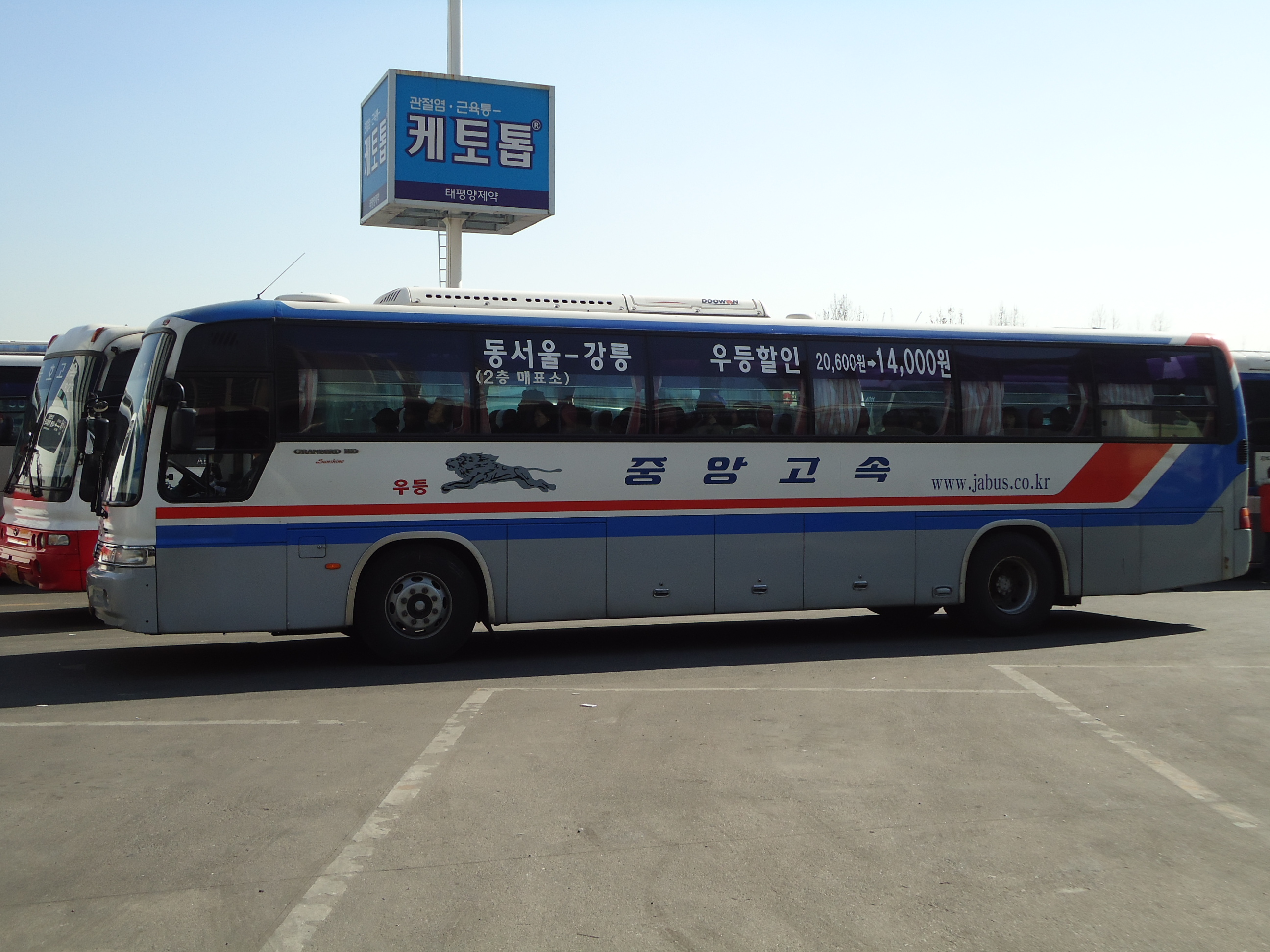
중앙고속 그랜버드 HD 선샤인
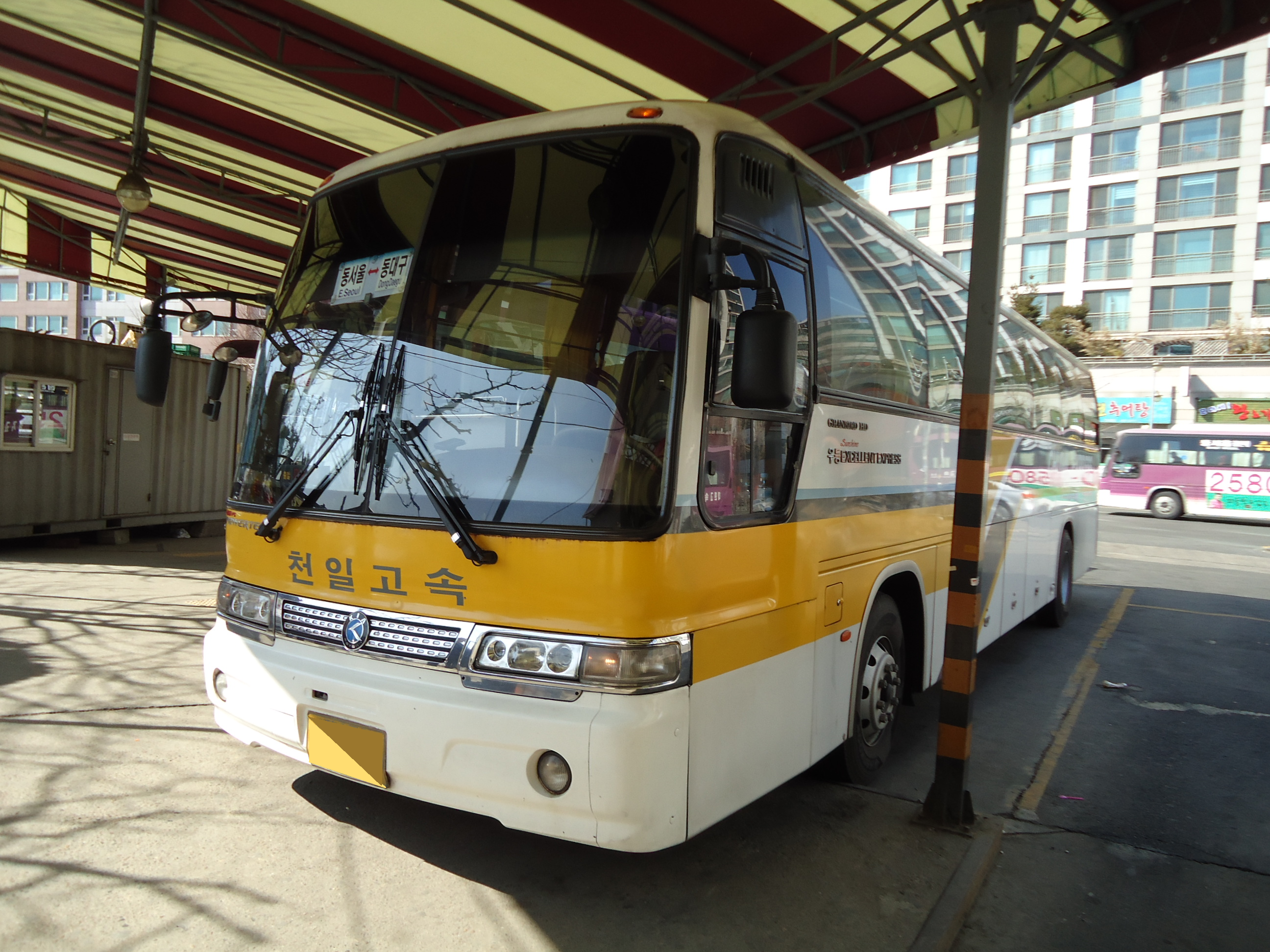
천일고속 그랜버드 HD 선샤인
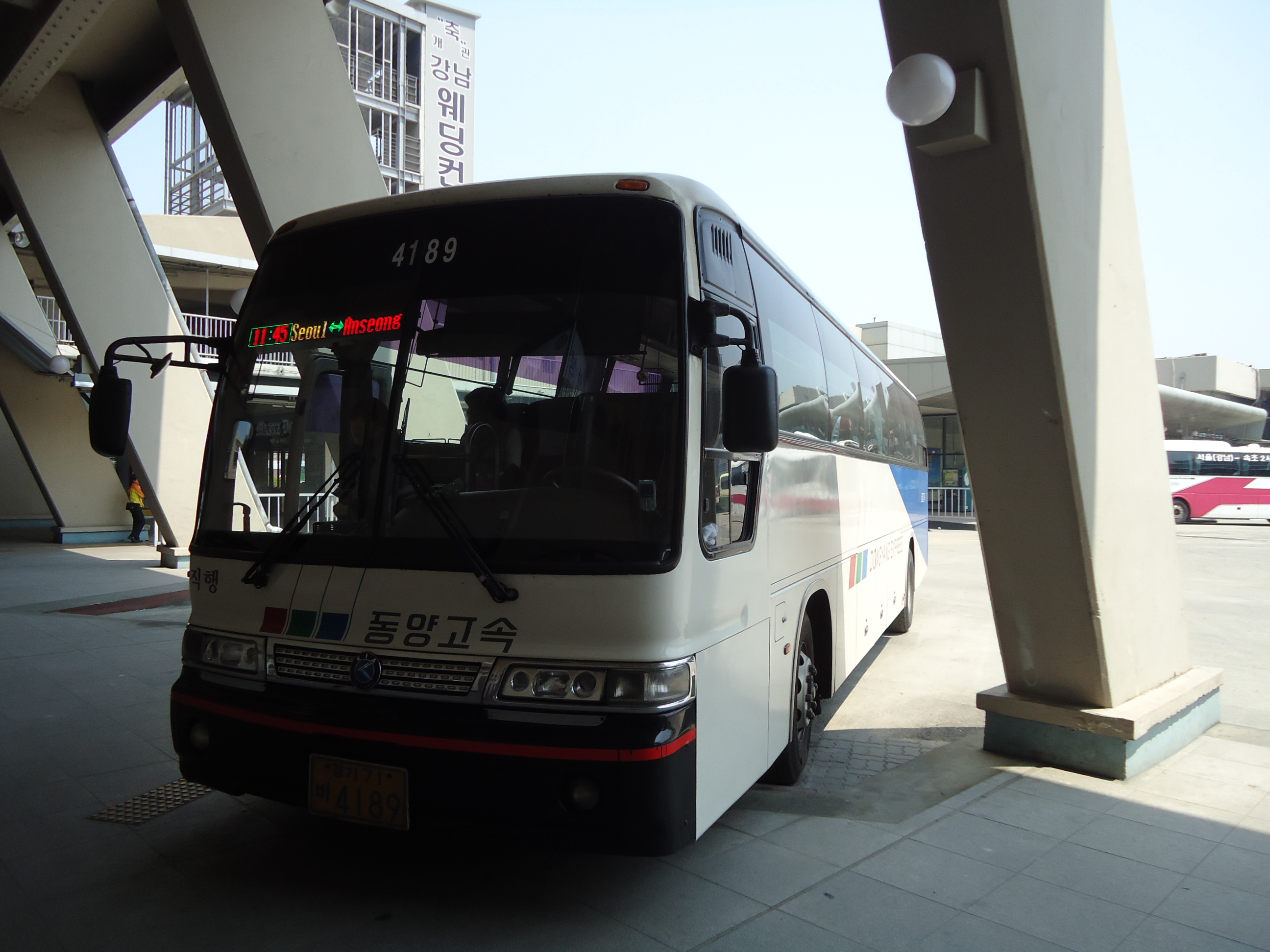
동양고속 그랜버드 HD 블루스카이
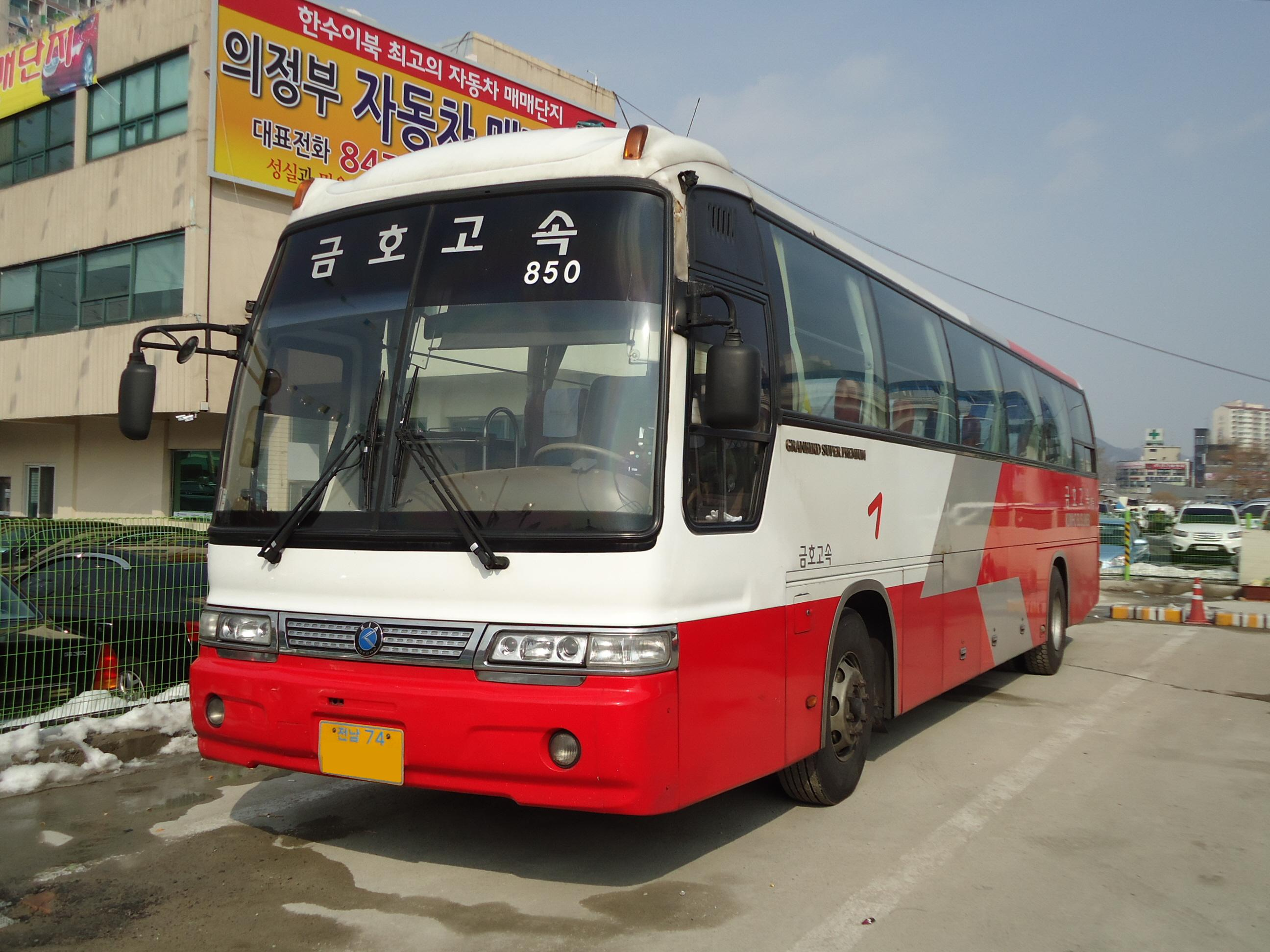
금호고속 그랜버드 슈퍼 프리미엄 선샤인 28석 우등
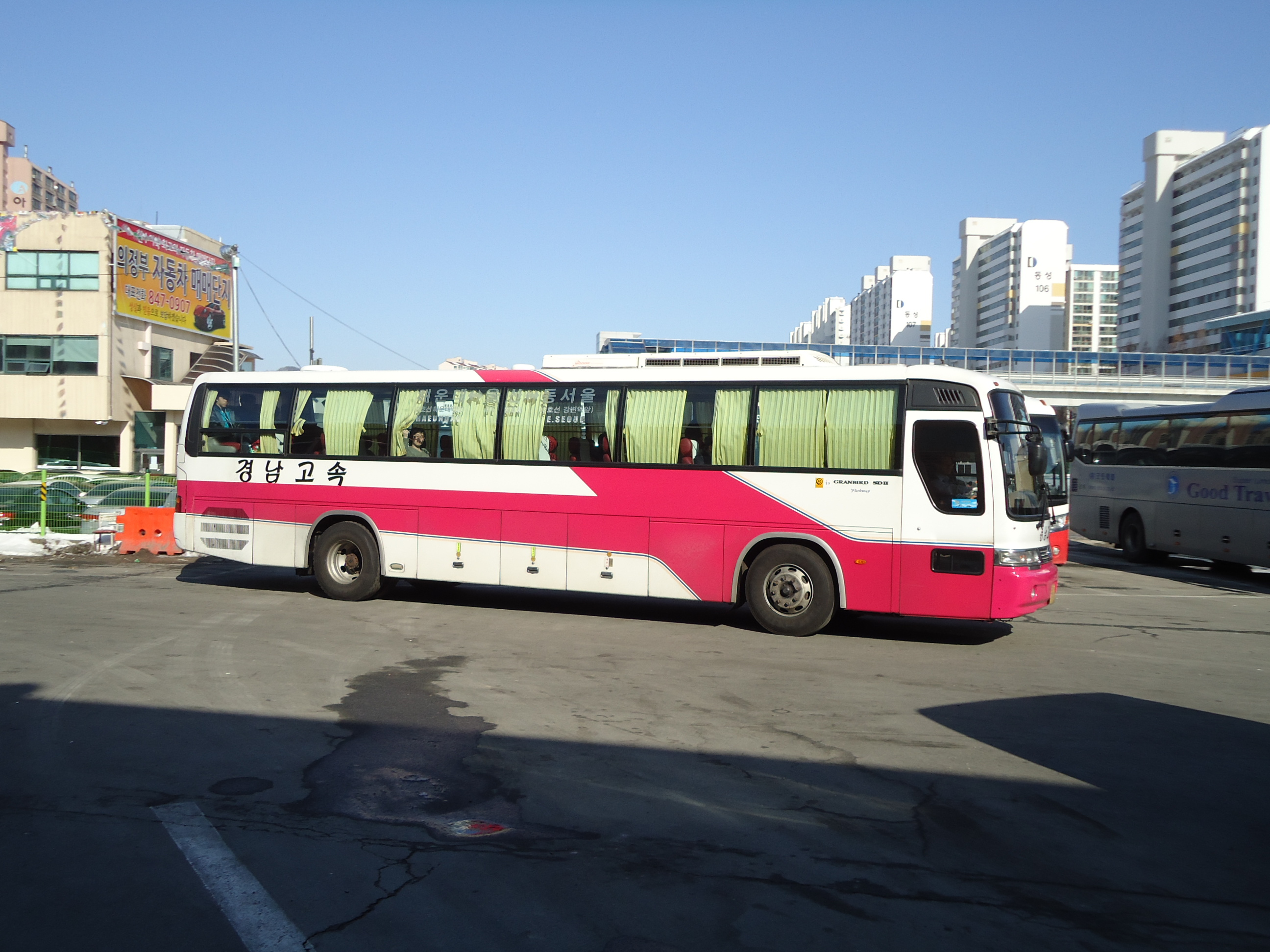
경남고속 그랜버드 SDⅡ파크웨이 우등(예비차)
서울고속 그랜버드 SDⅡ파크웨이 우등
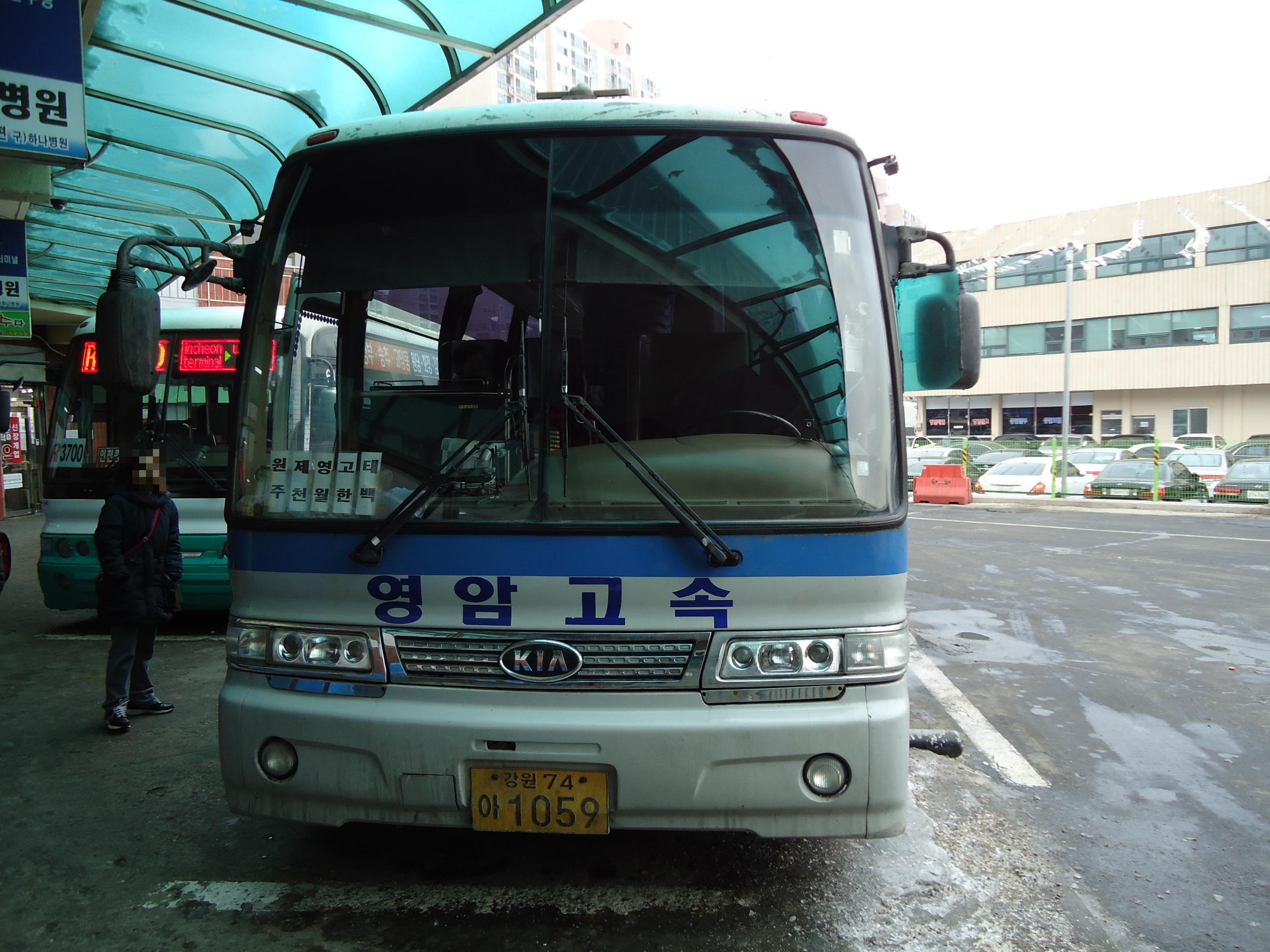
영암고속 그랜버드 SDⅡ파크웨이 디젤
호남고속 그랜버드 SDⅡ파크웨이 디젤
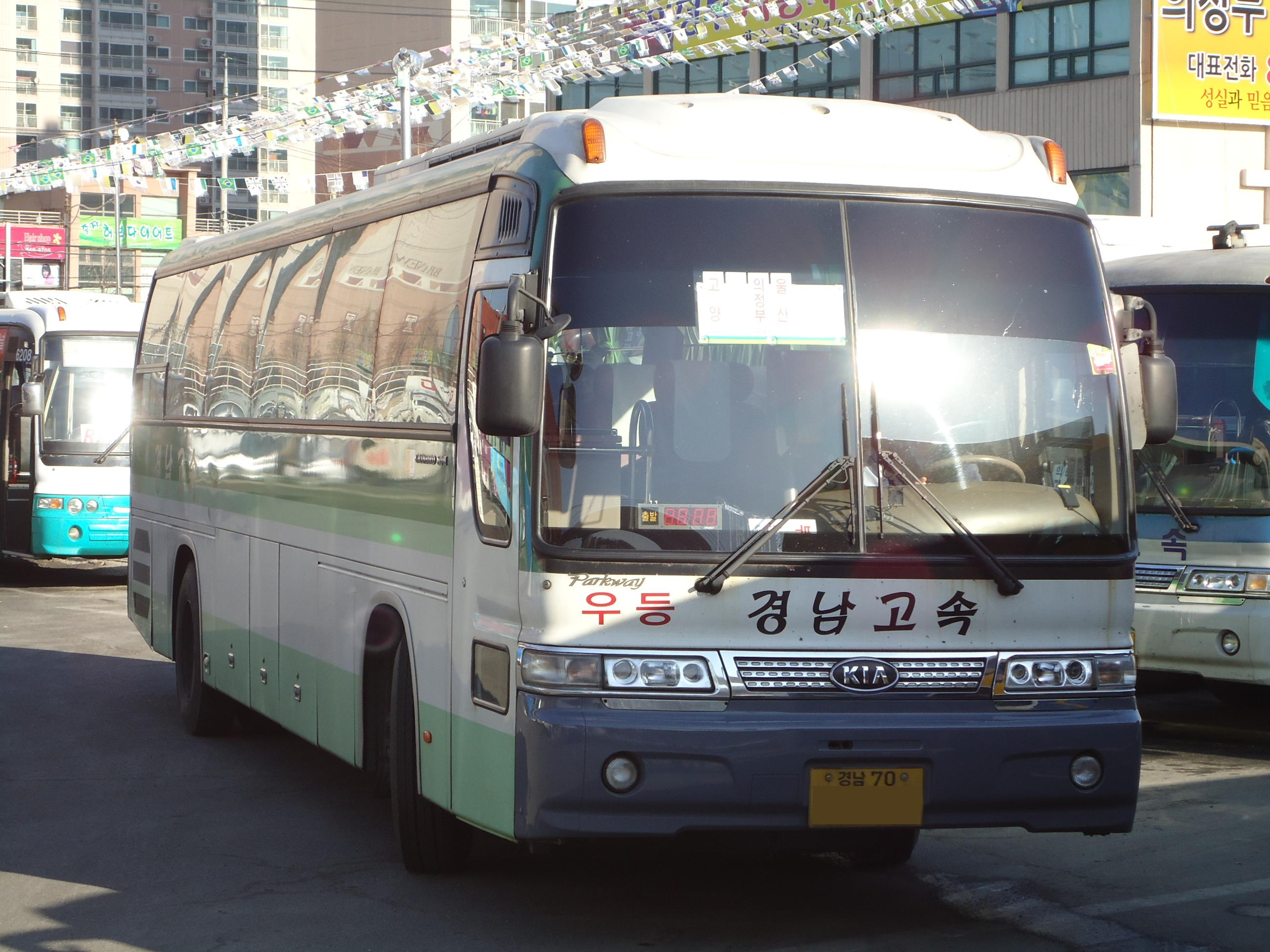
경남고속 그랜버드 SDⅡ슈퍼파크웨이(2007년식)
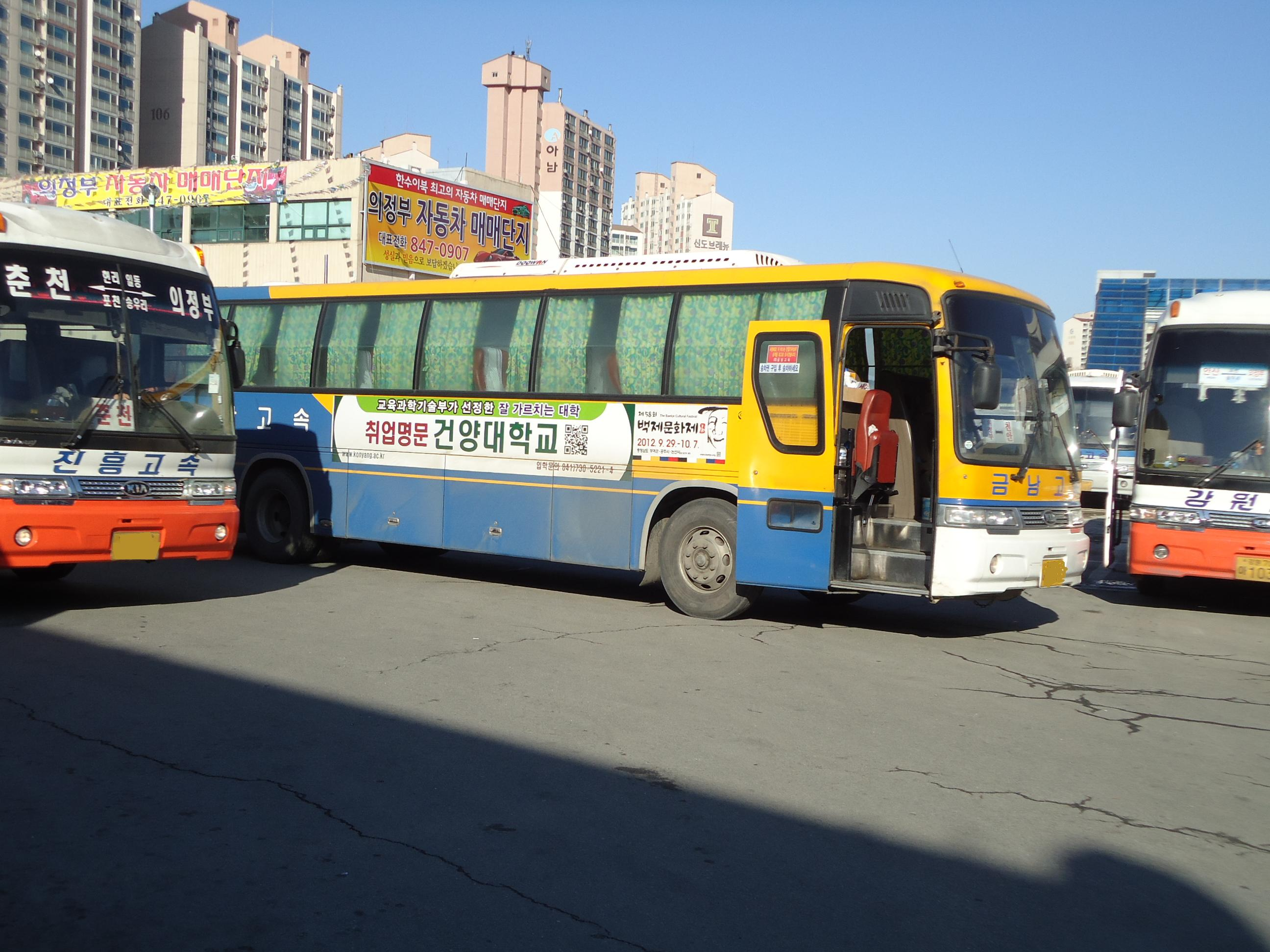
금남고속 그랜버드 SDⅠ그린필드
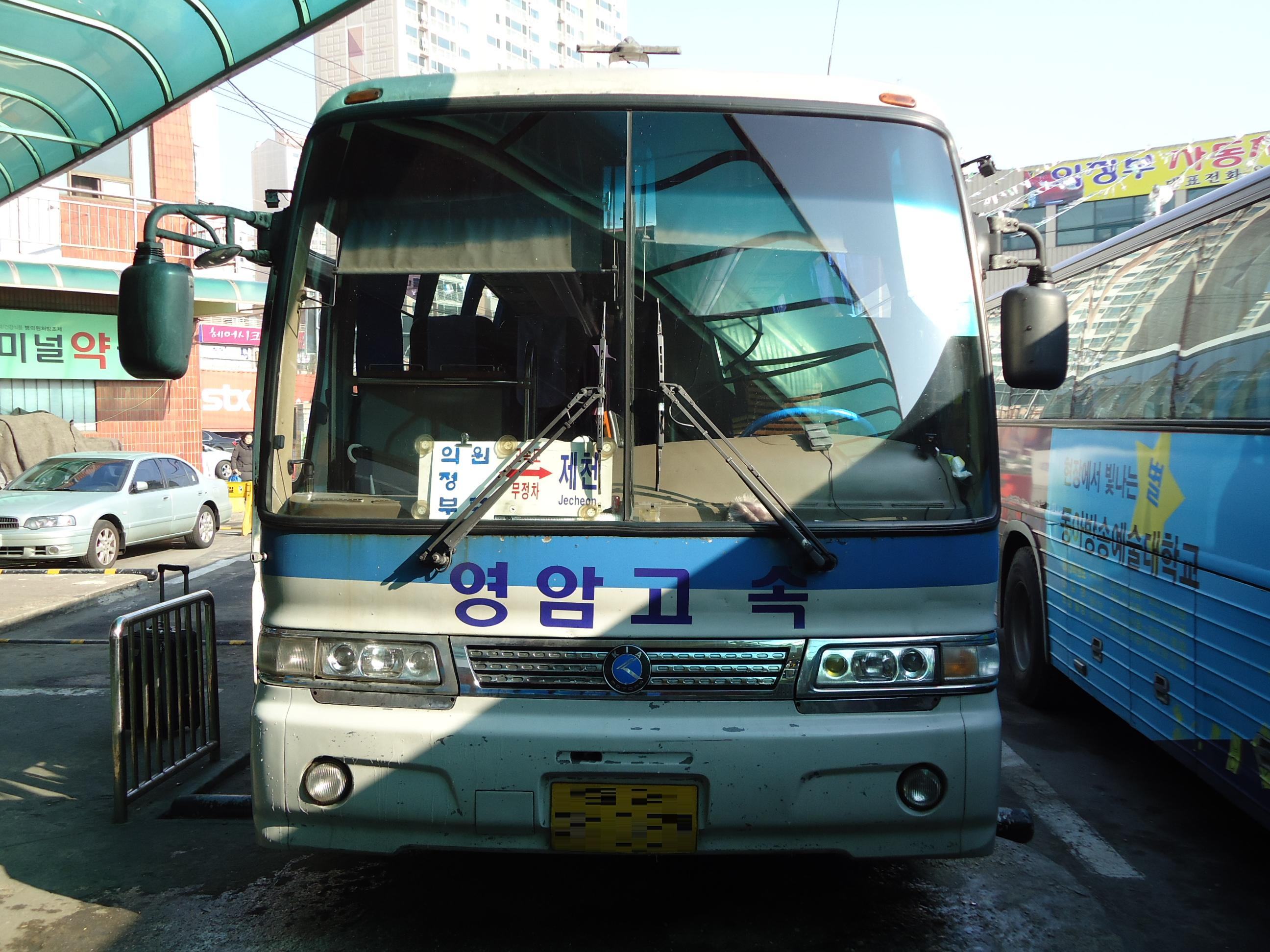
영암고속 그랜버드 SDⅠ그린필드
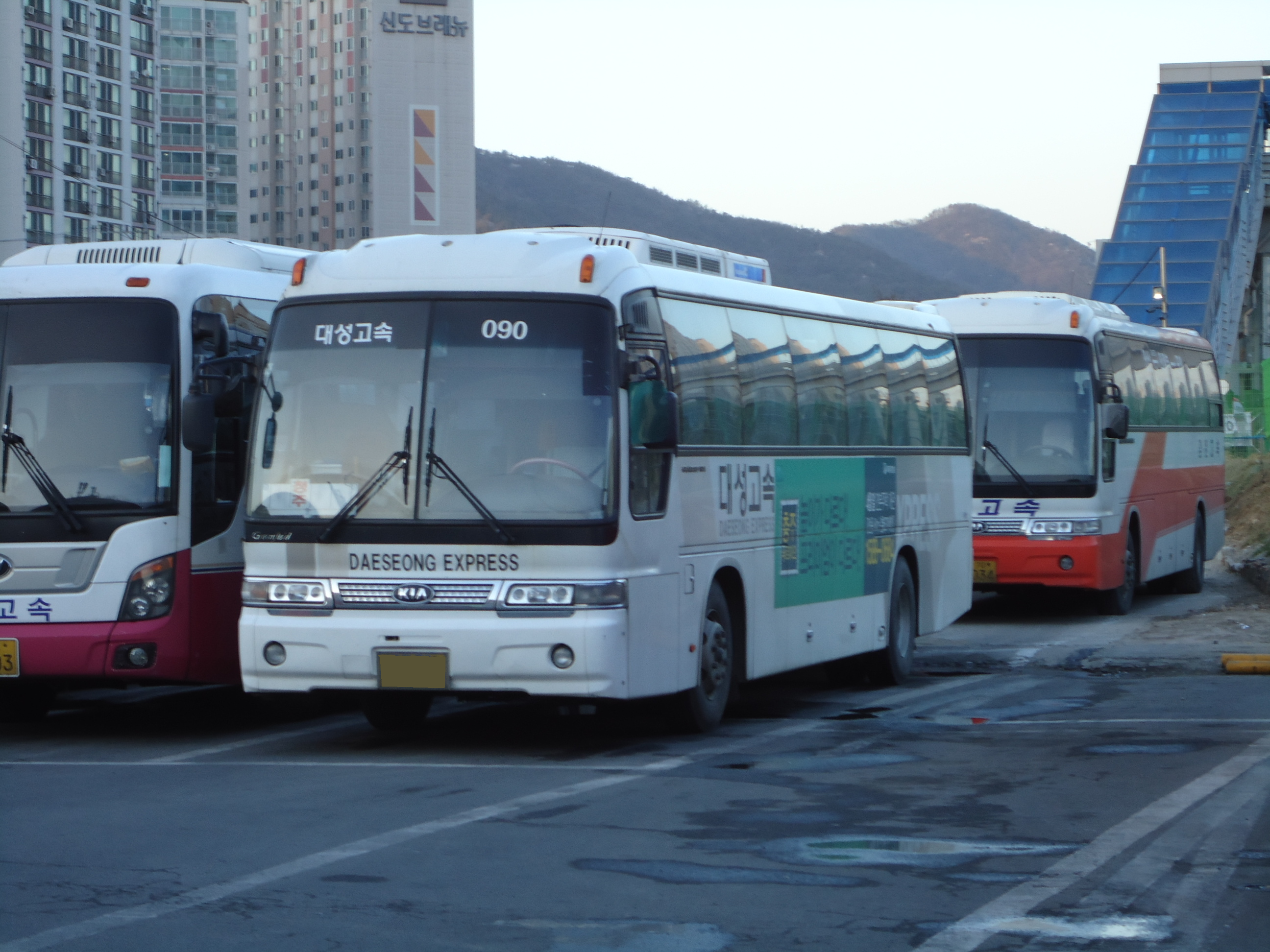
코리아와이드대성 그랜버드 SDⅠ슈퍼그린필드
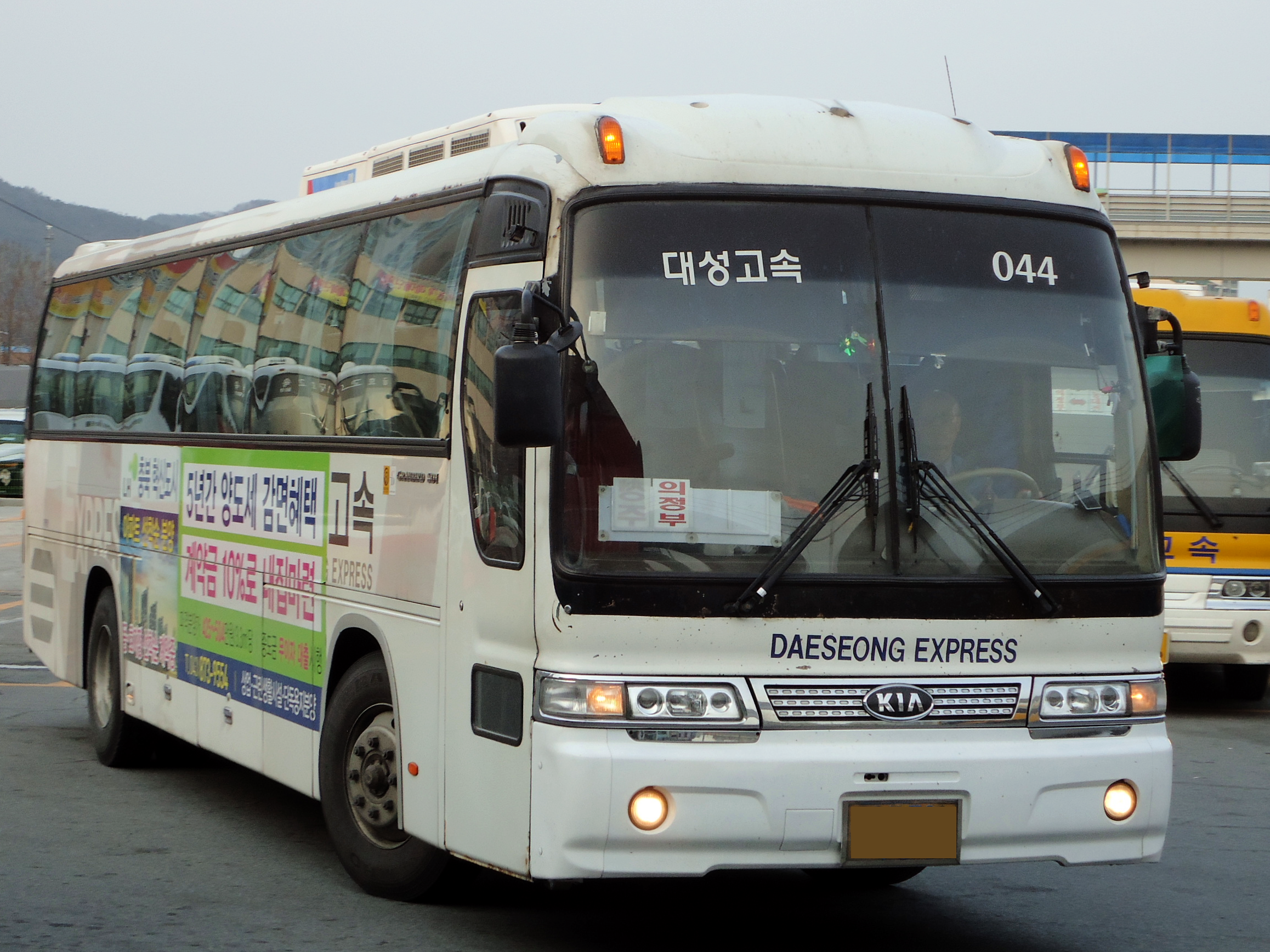
코리아와이드대성 그랜버드 SDⅠ슈퍼그린필드
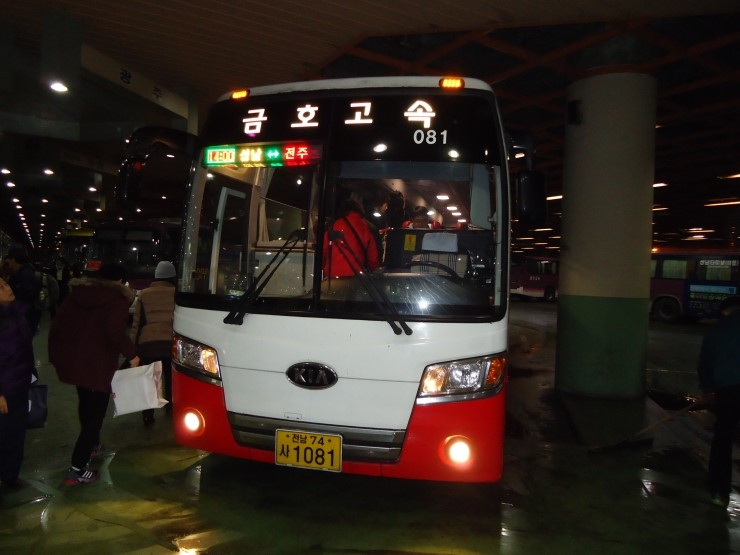
금호고속 뉴 그랜버드 선샤인 2008년식
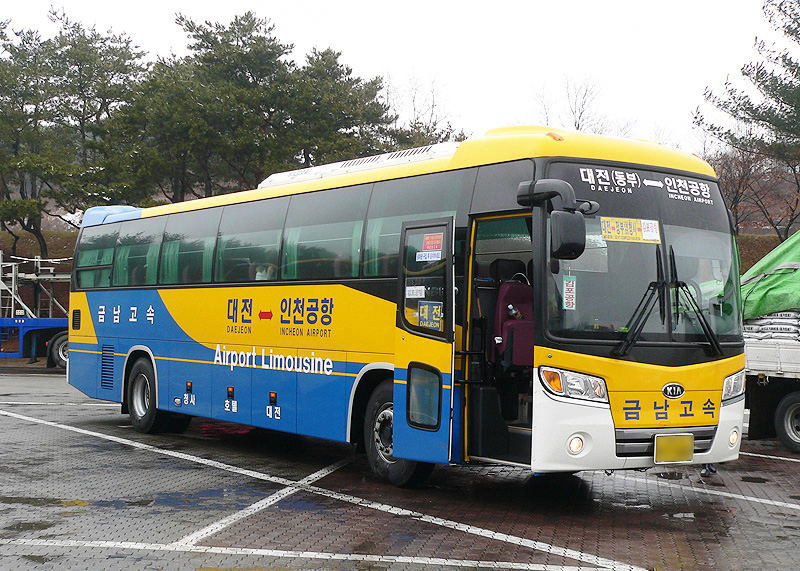
광주시 소재 금남고속 뉴 그랜버드 "선샤인" 2009년식
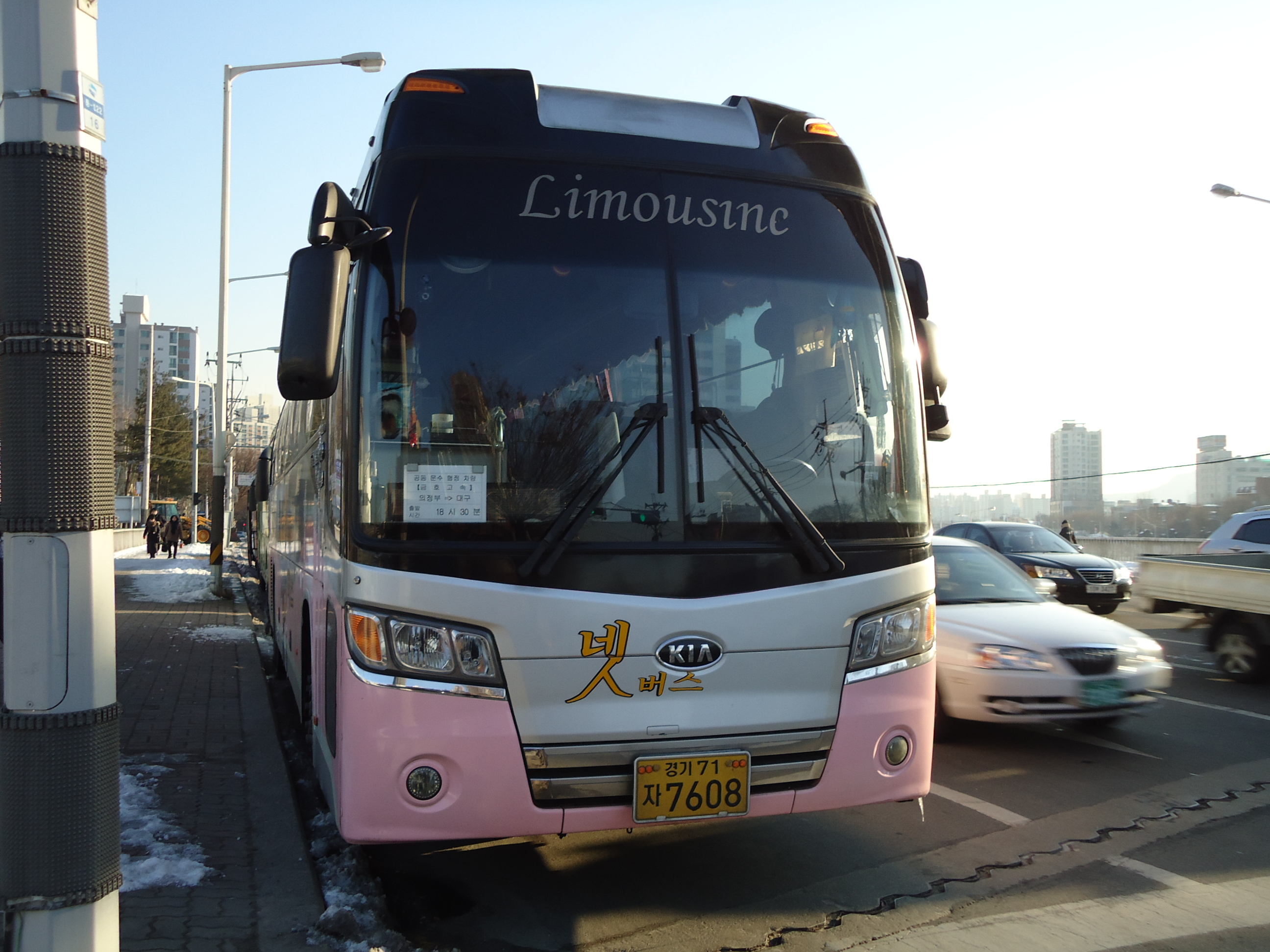
광주시 소재 금호고속 협정 넷버스 뉴 그랜버드 실크로드 2009년식
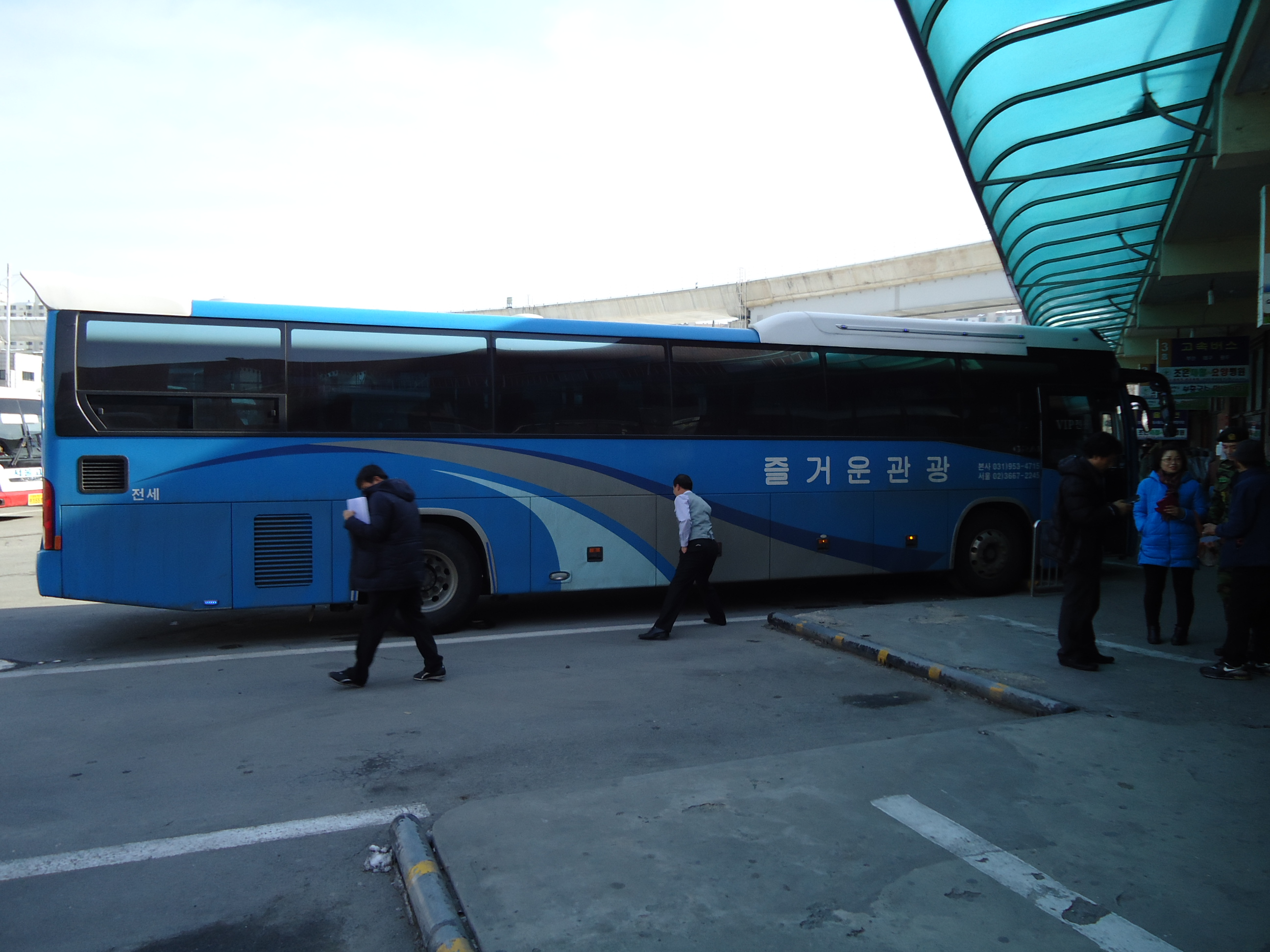
광주시 소재 금호고속 협정 즐거운관광 뉴 그랜버드 블루스카이 2010년식
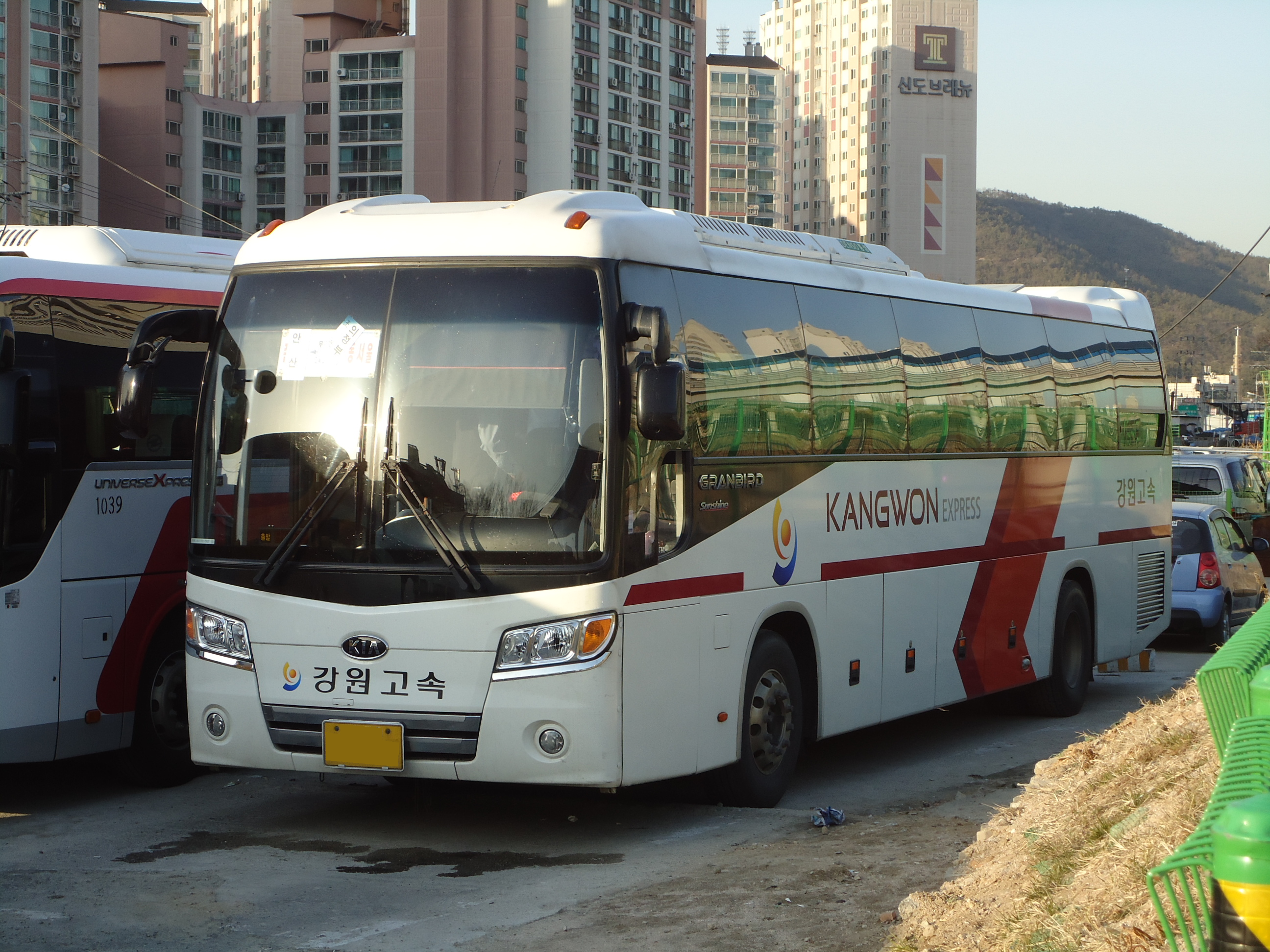
강원고속 뉴 그랜버드 선샤인 2010년식
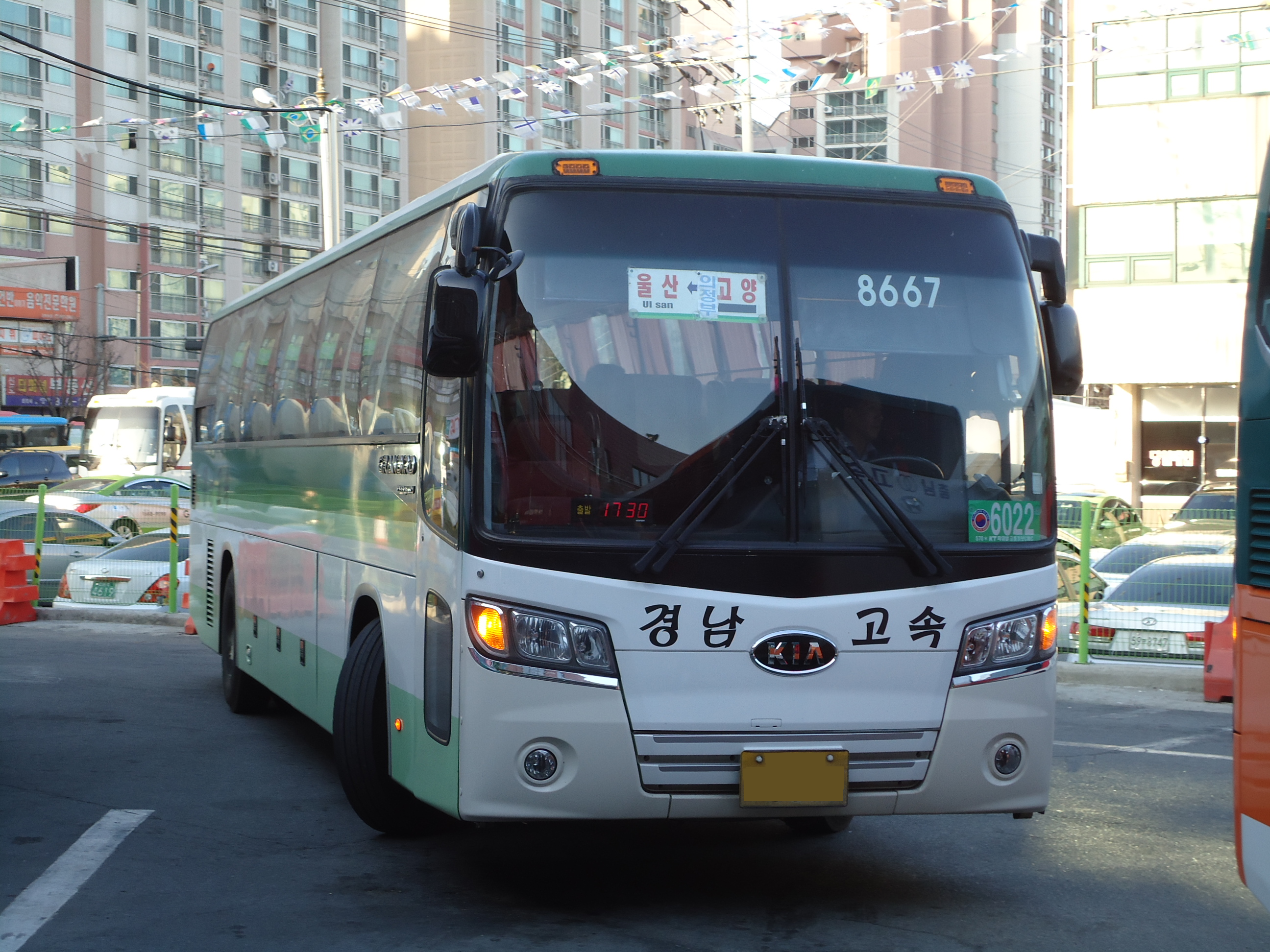
경남고속 뉴 그랜버드 파크웨이 28석 우등 2010년식
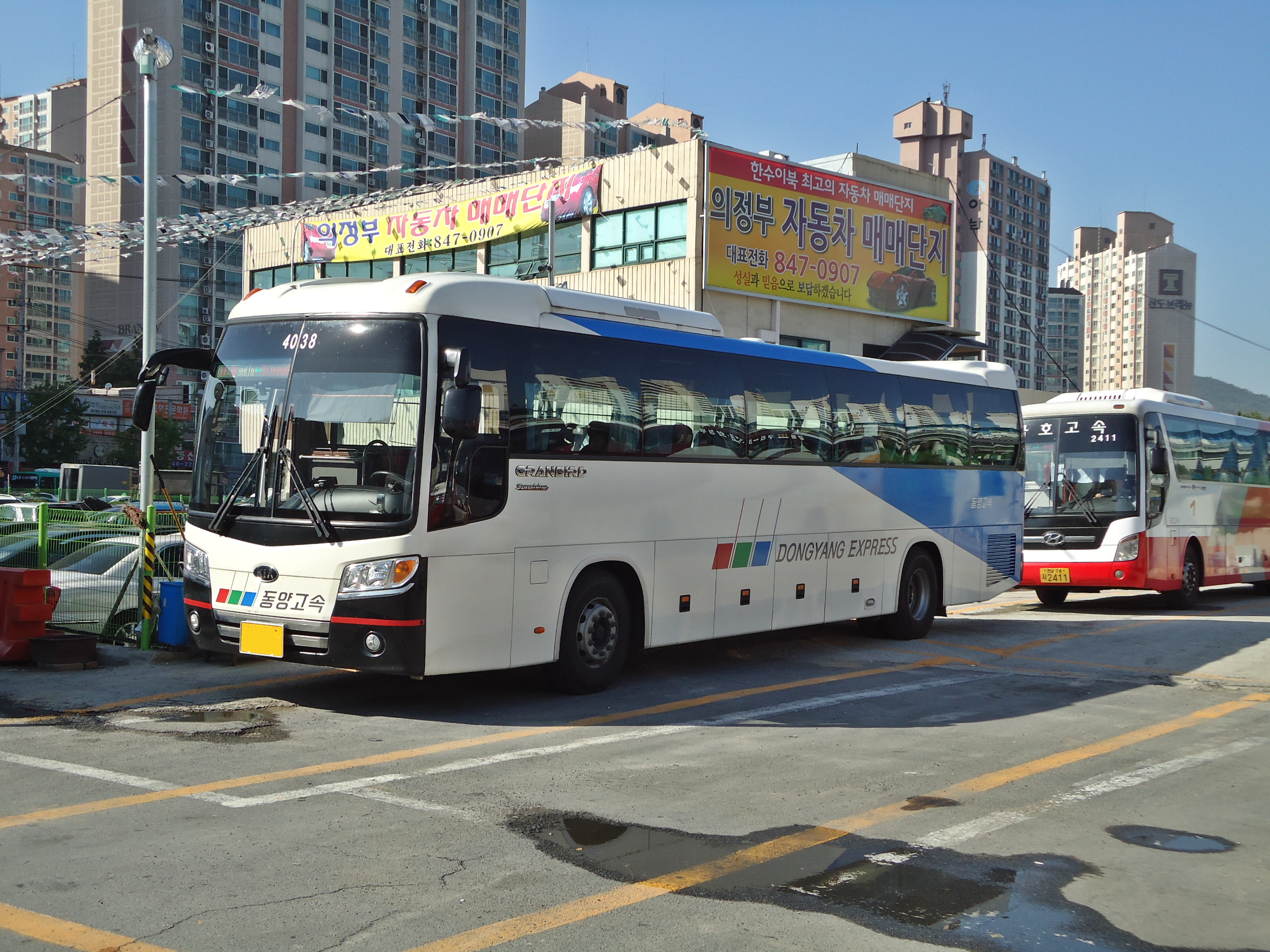
동양고속 뉴 그랜버드 선샤인 우등 2010년식
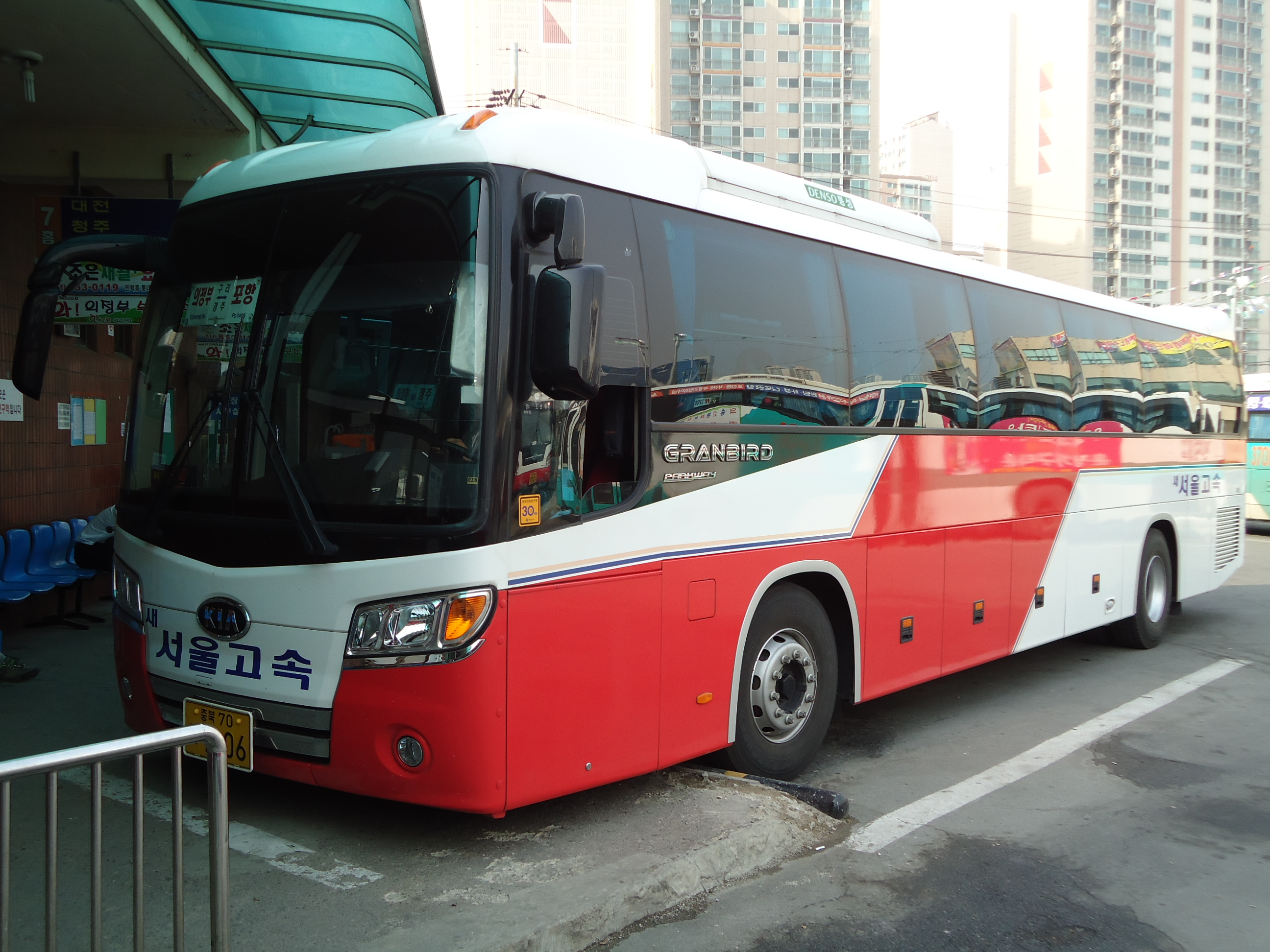
새서울고속 뉴 그랜버드 파크웨이 28석 우등 2011년식
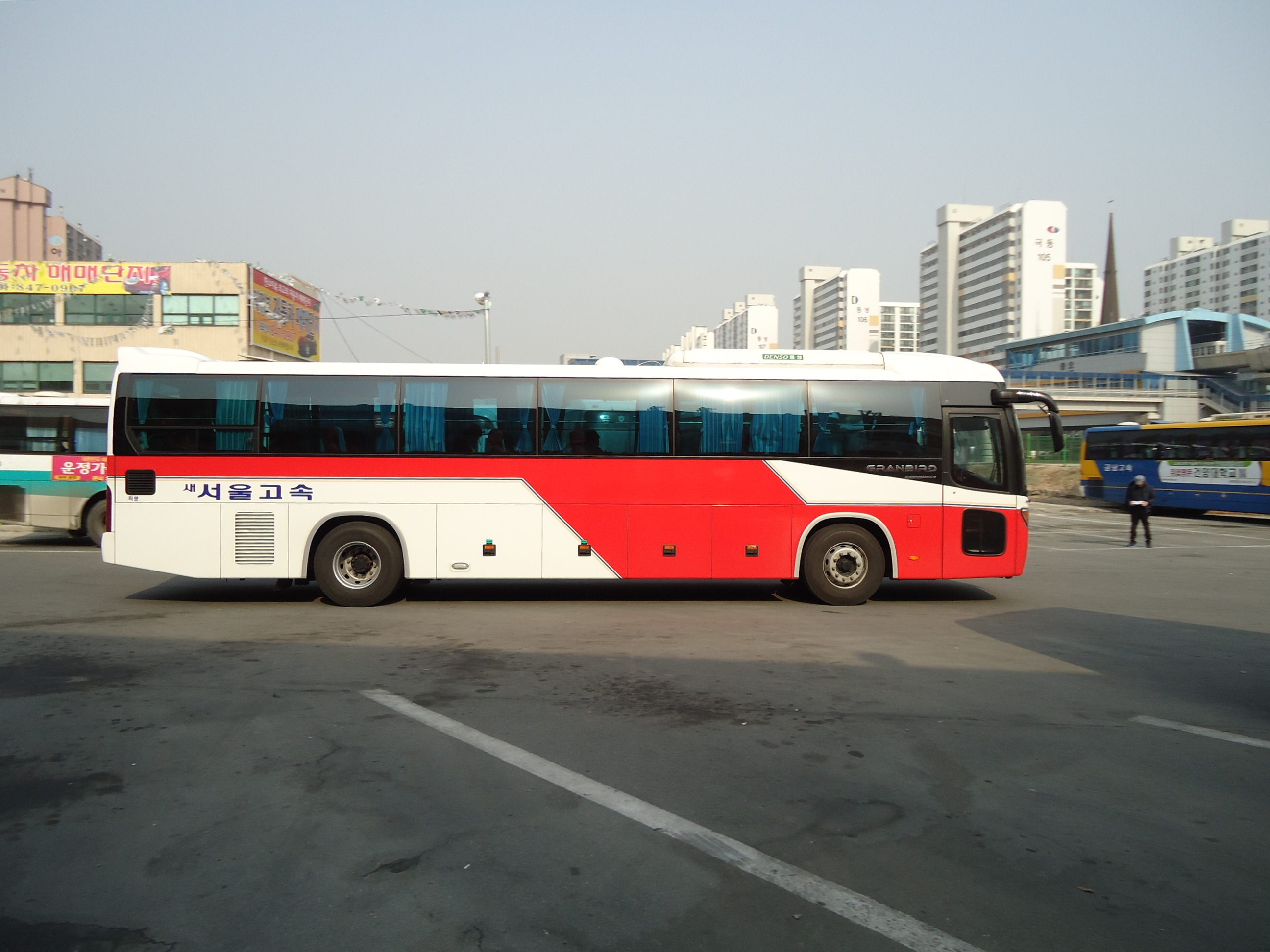
새서울고속 뉴 그랜버드 파크웨이 28석 우등 2011년식
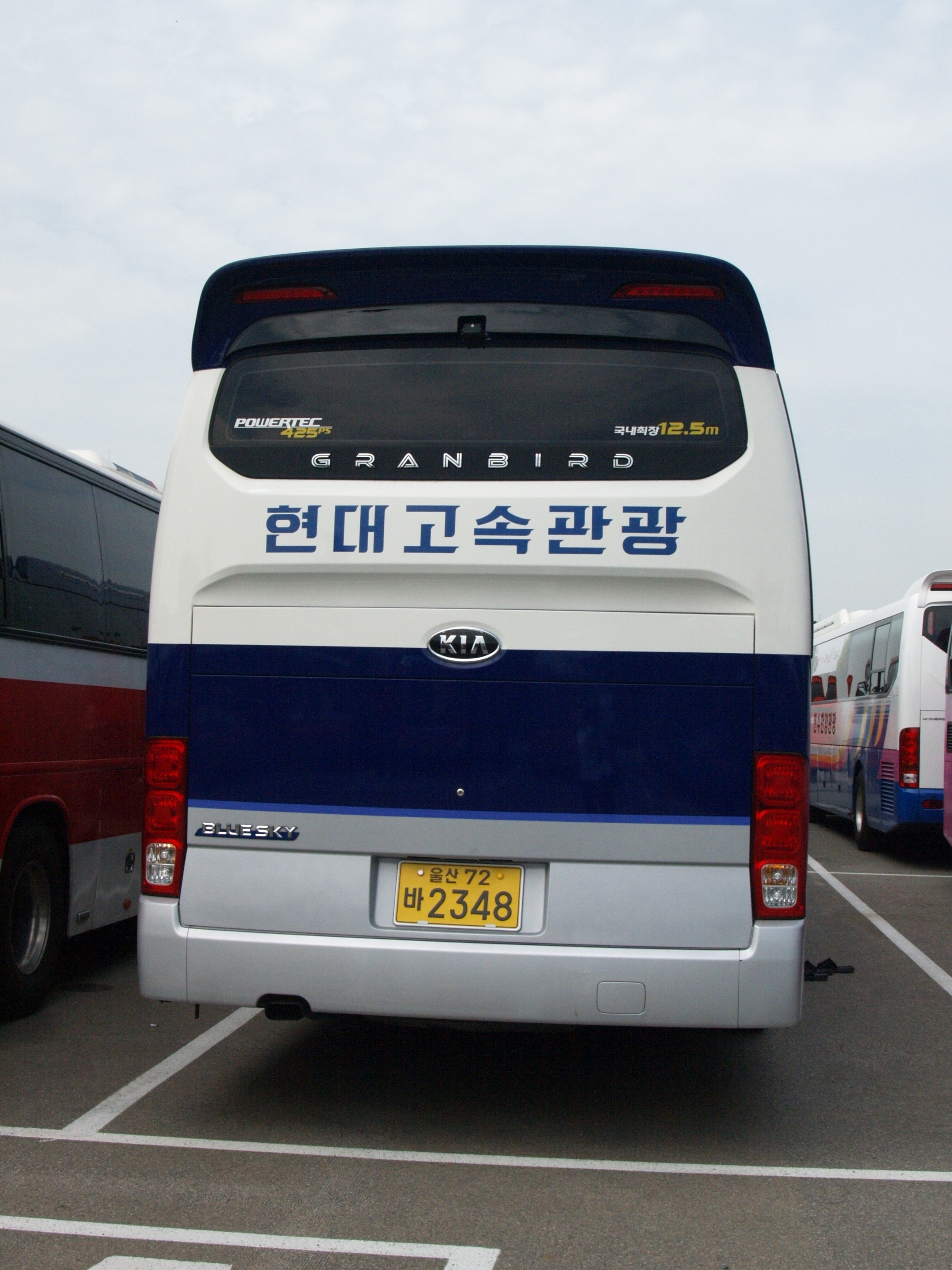
기아 뉴 그랜버드 블루스카이 2011년식
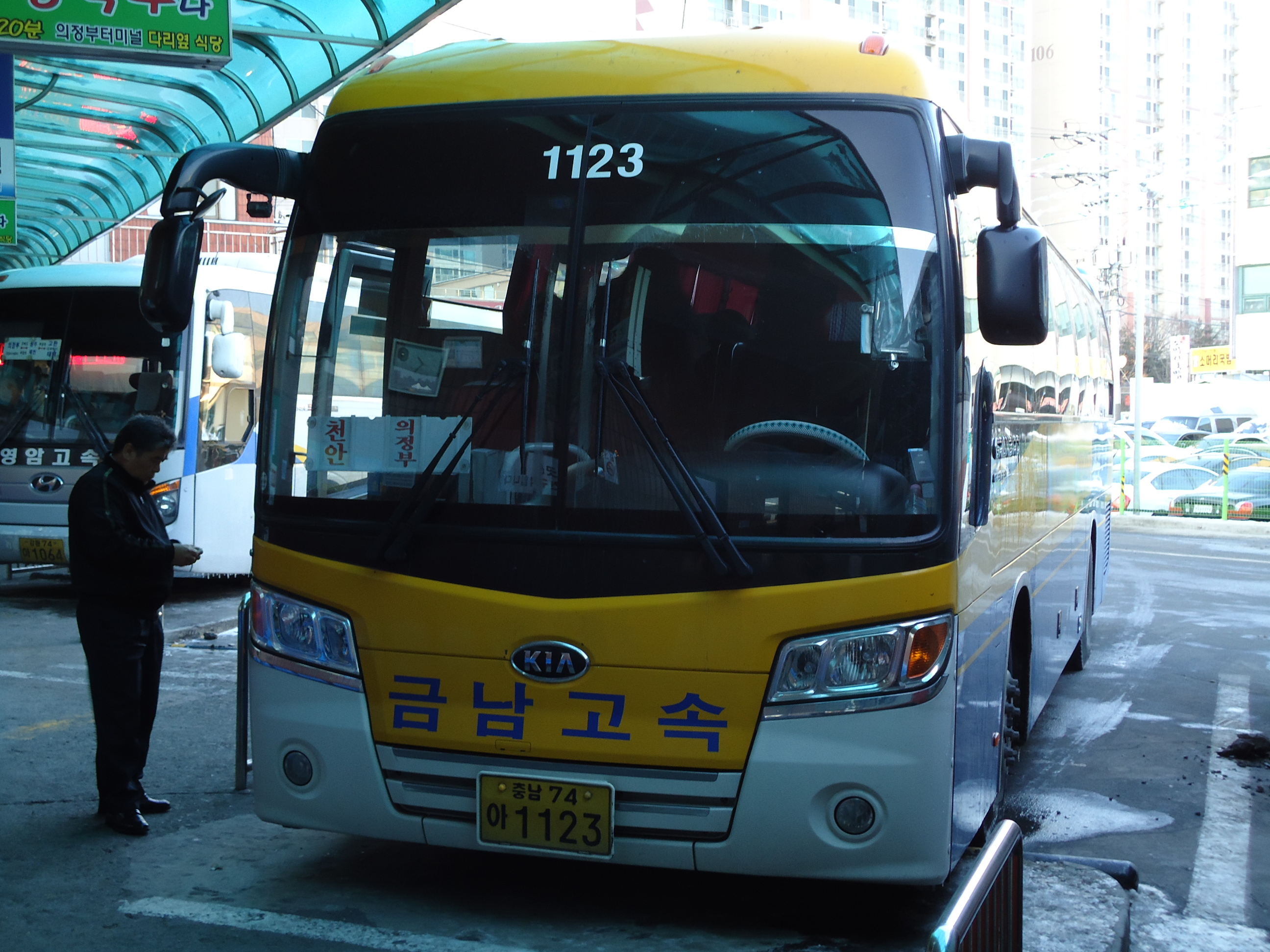
금남고속 뉴 그랜버드 그린필드 디젤 2012년식
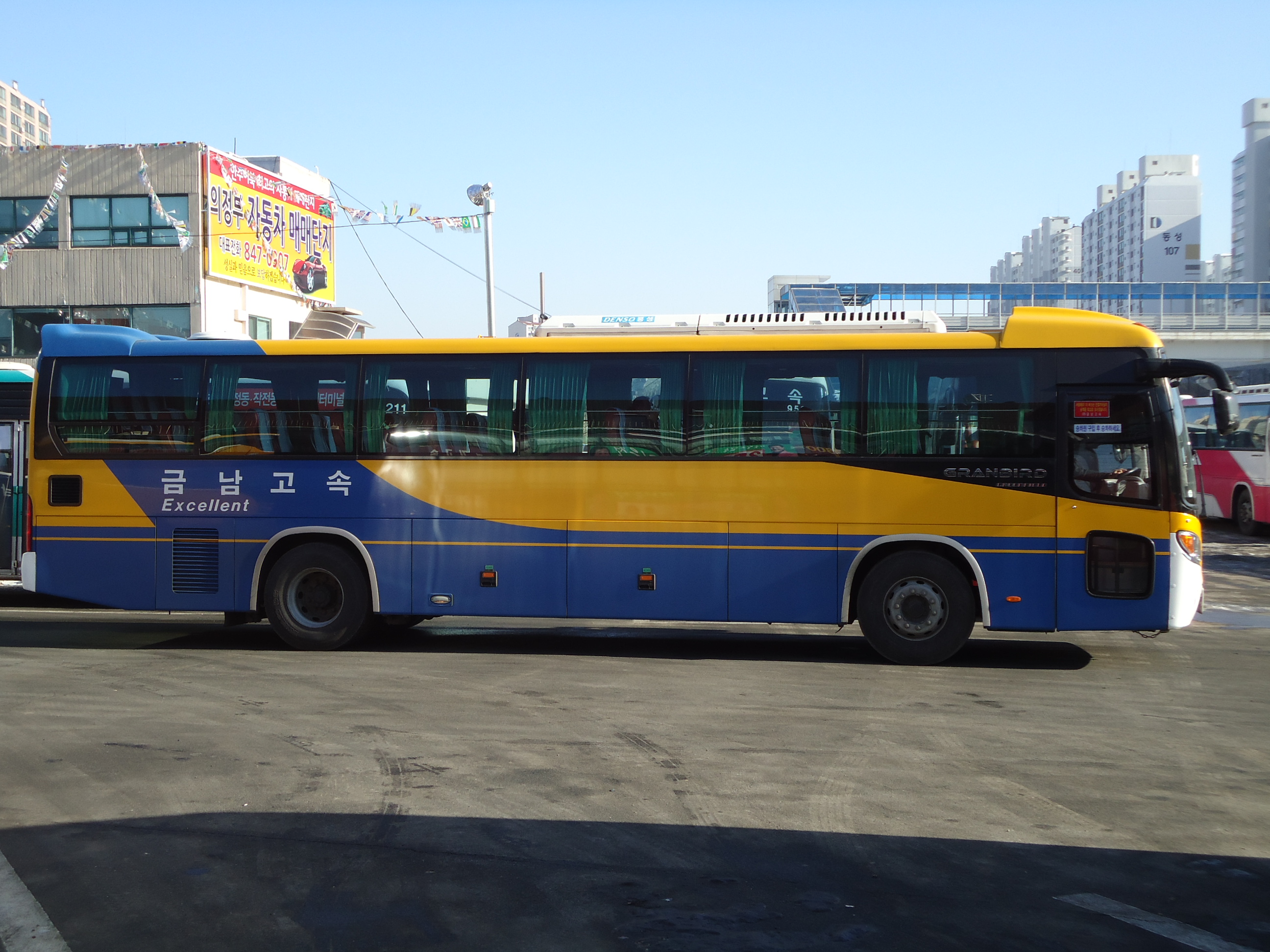
금남고속 뉴 그랜버드 그린필드 디젤 2012년식
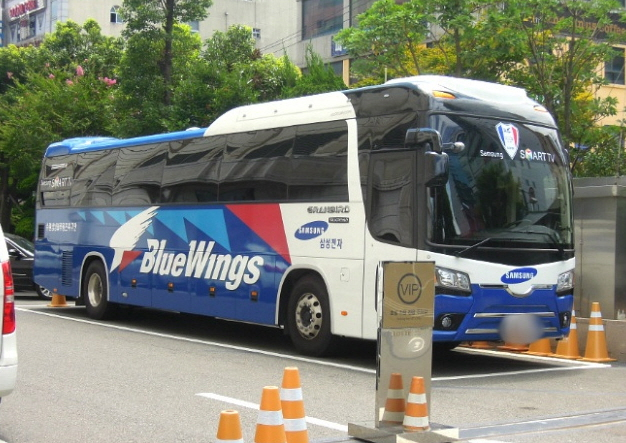
2012년식 뉴 그랜버드 이노베이션 실크로드; 수원 삼성 블루윙즈 구단 버스
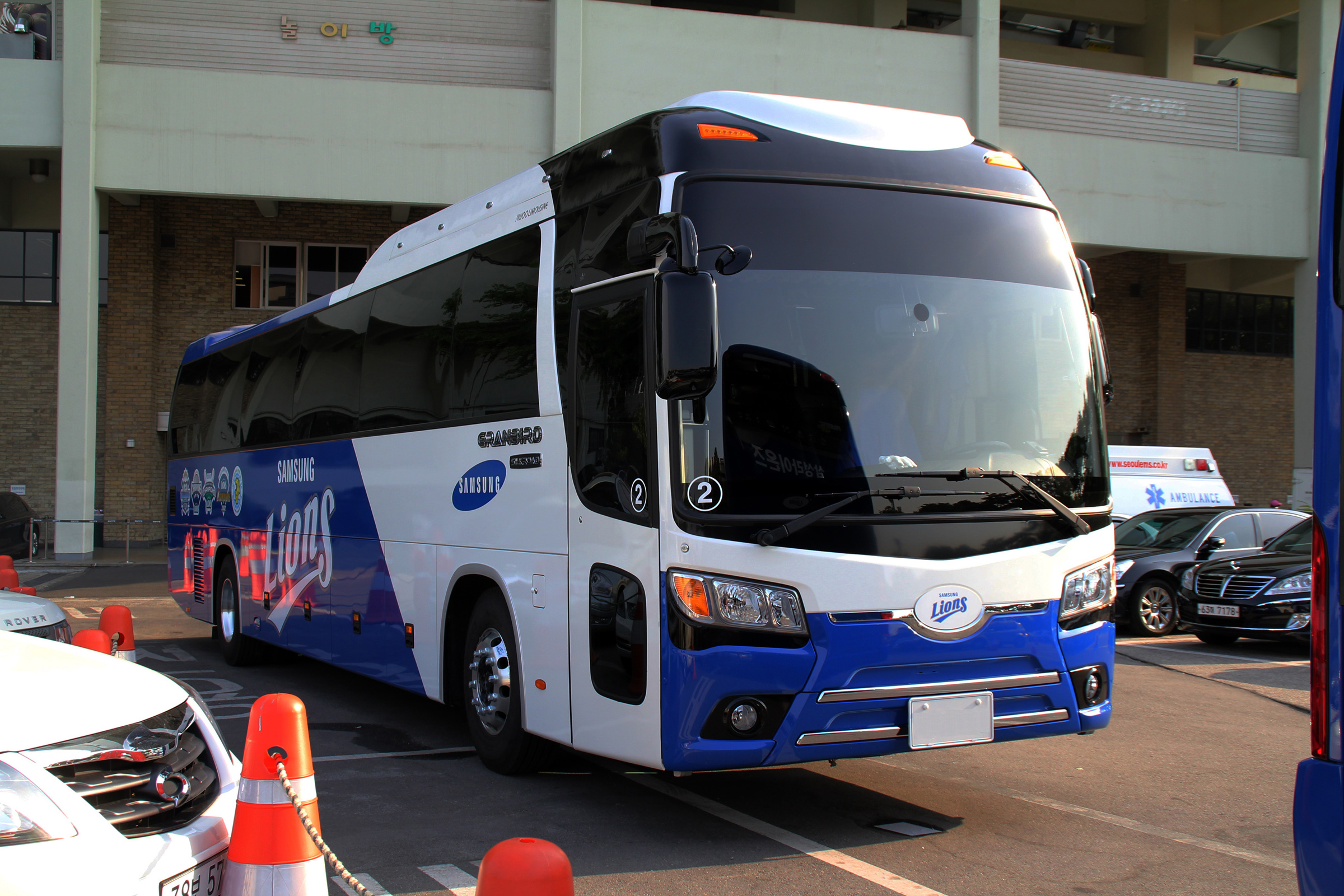
2012년식 뉴 그랜버드 이노베이션 실크로드; 삼성 라이온즈 구단 버스 (옆차량은 르노삼성 qm5 차량)
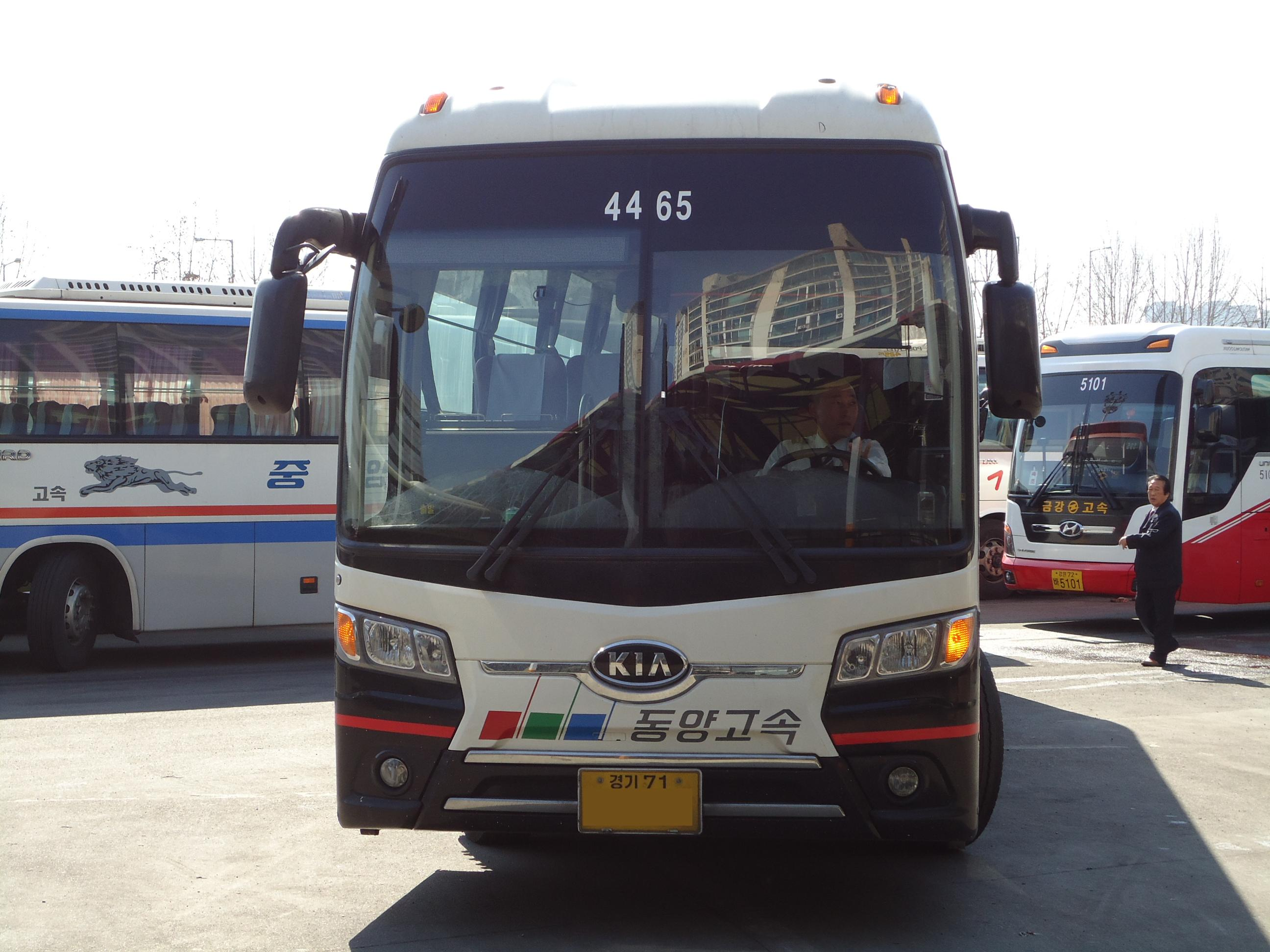
동양고속 뉴 그랜버드 이노베이션 선샤인 일반고속 2012년식
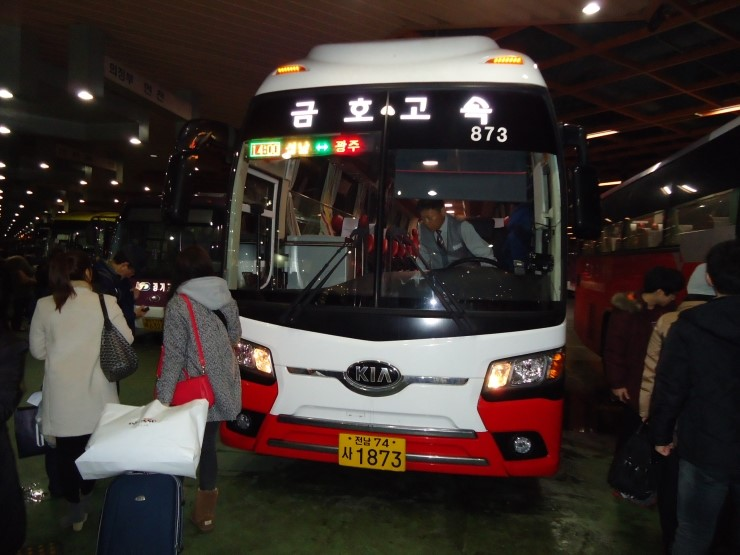
금호고속 뉴 그랜버드 이노베이션 선샤인
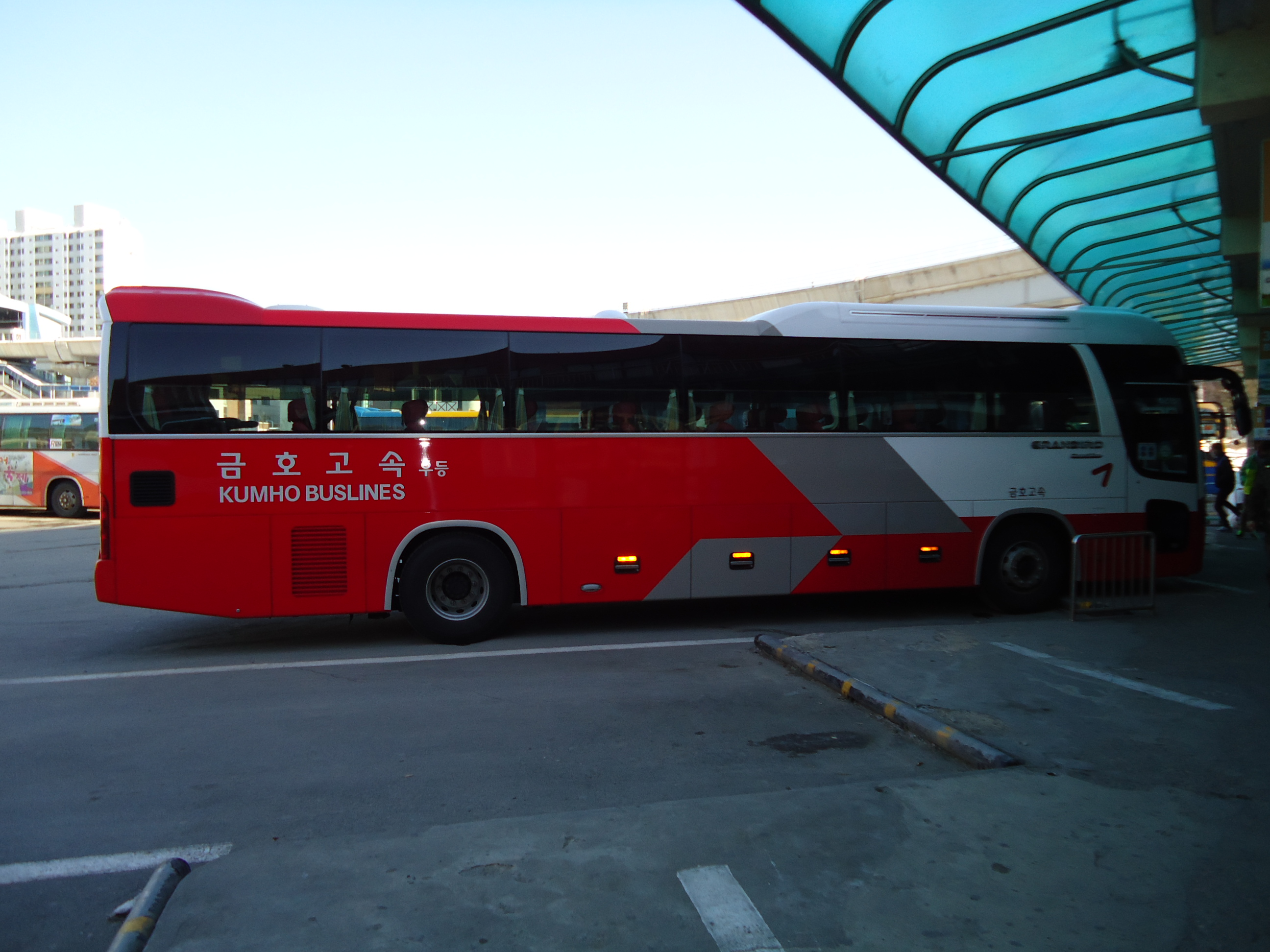
금호고속 뉴 그랜버드 이노베이션 선샤인
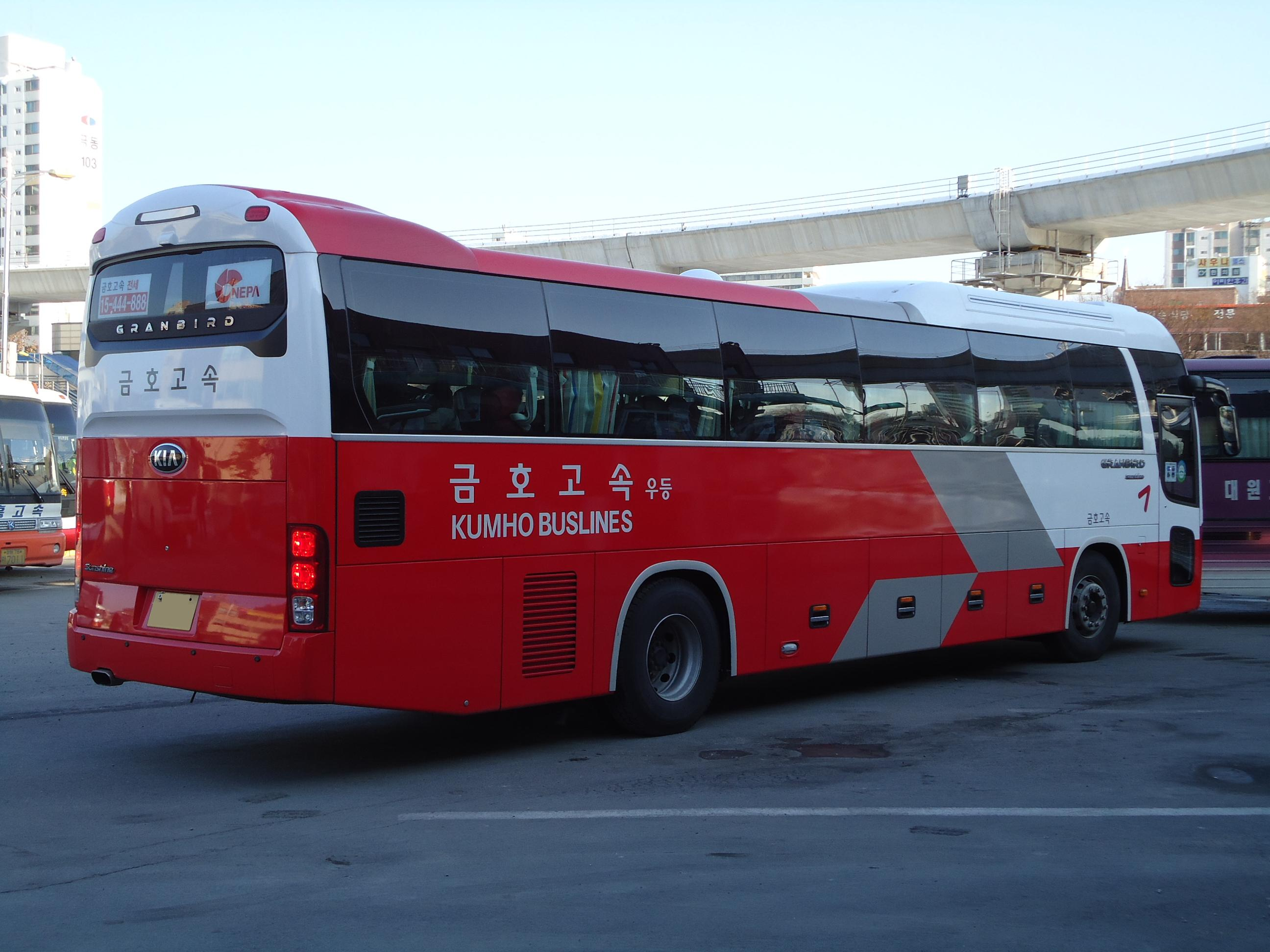
금호고속 뉴 그랜버드 이노베이션 선샤인
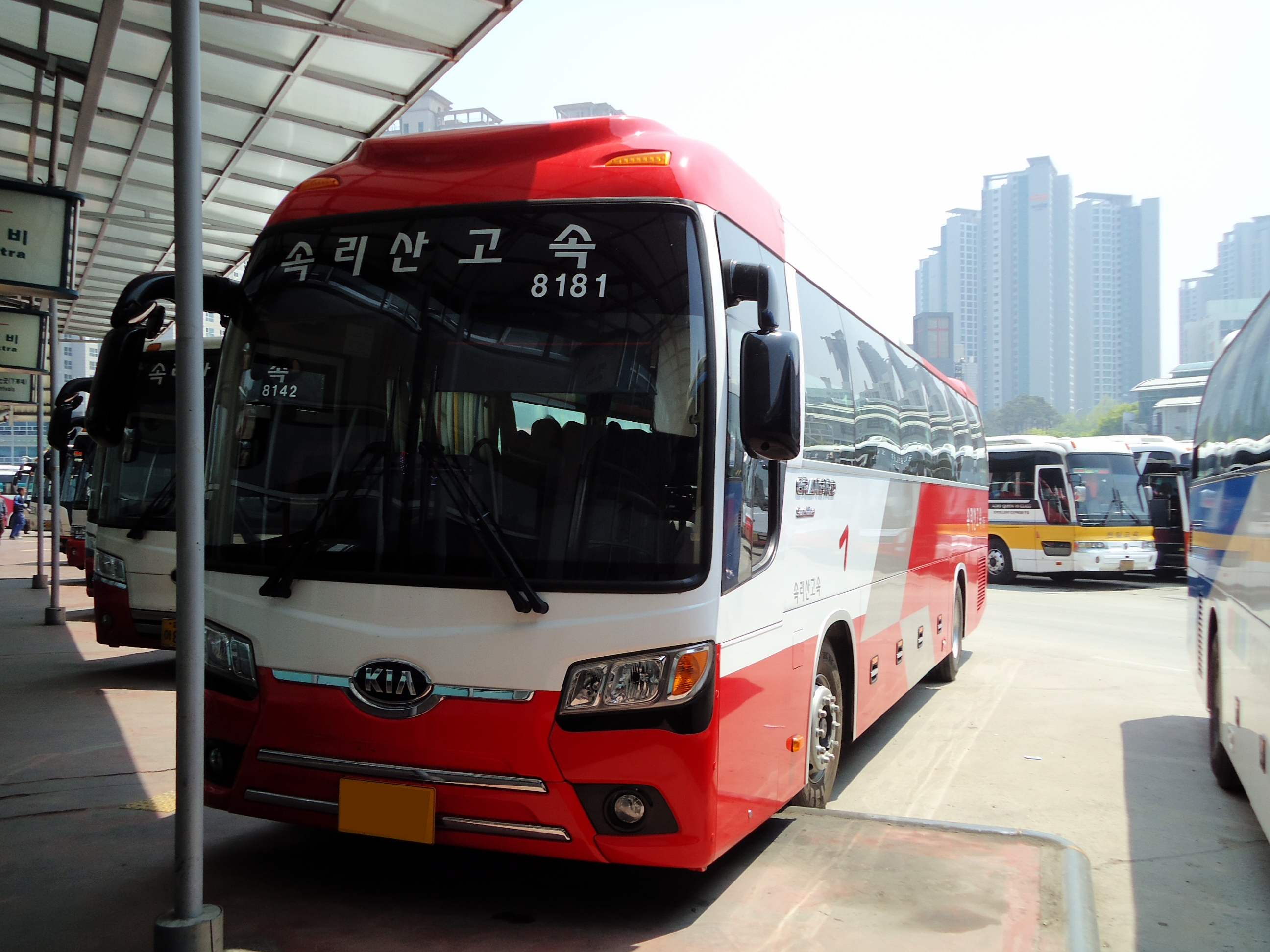
속리산고속 F/L 그랜버드 이노베이션 선샤인
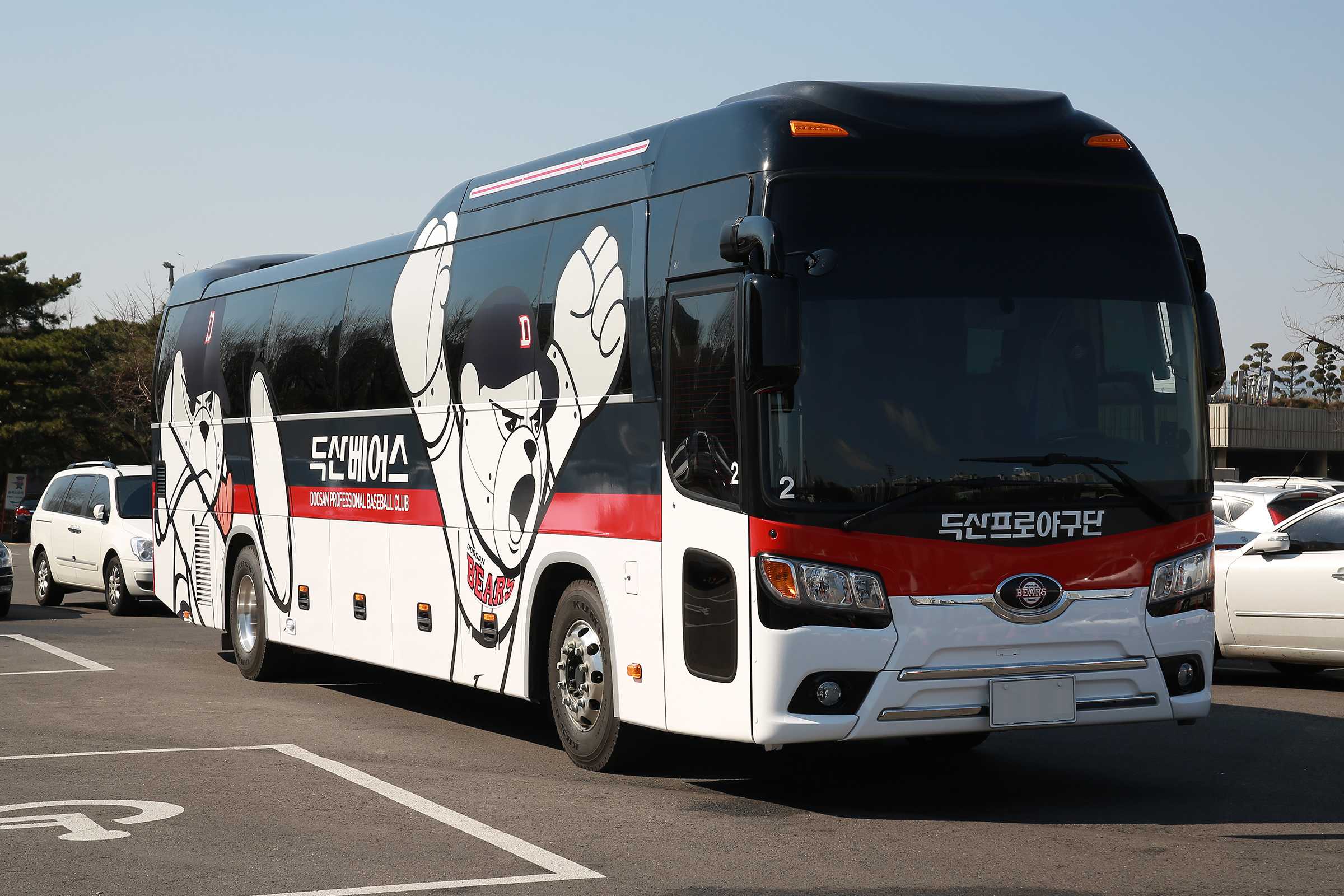
뉴 그랜버드 이노베이션 실크로드; 두산 베어스 구단 버스
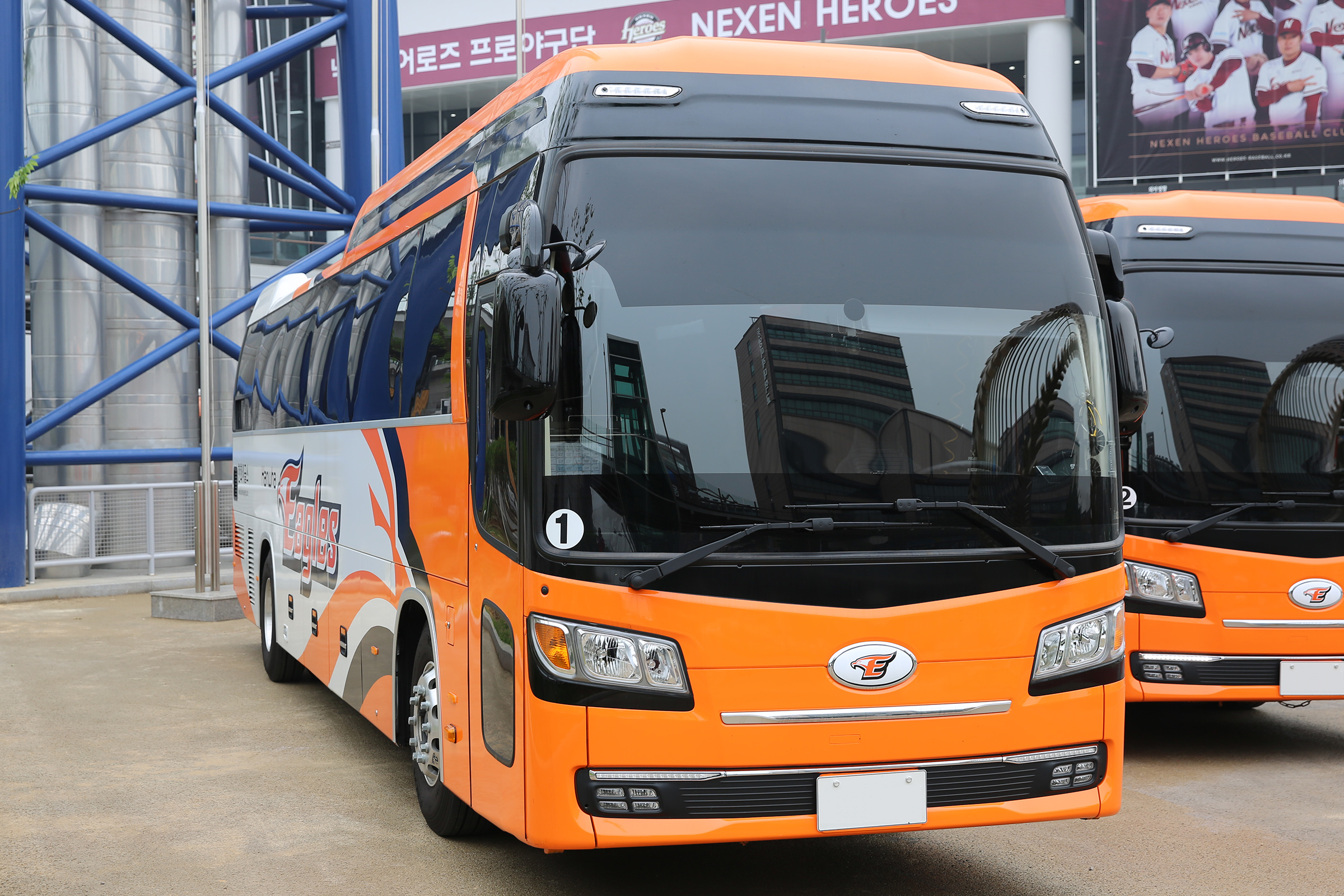
뉴 그랜버드 이노베이션 실크로드; 한화 이글스 구단 버스
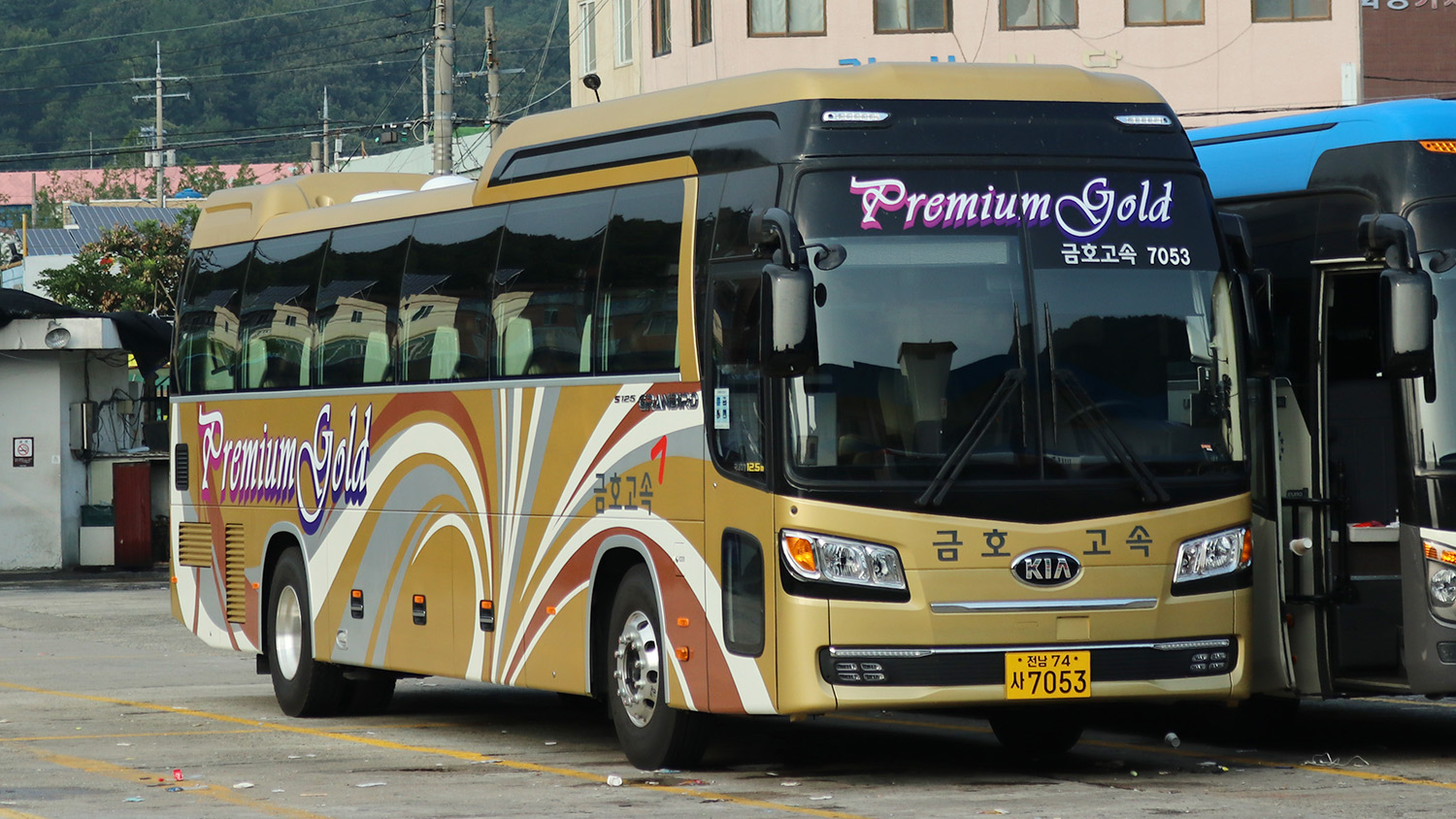
금호고속 뉴 그랜버드 이노베이션 실크로드 프리미엄
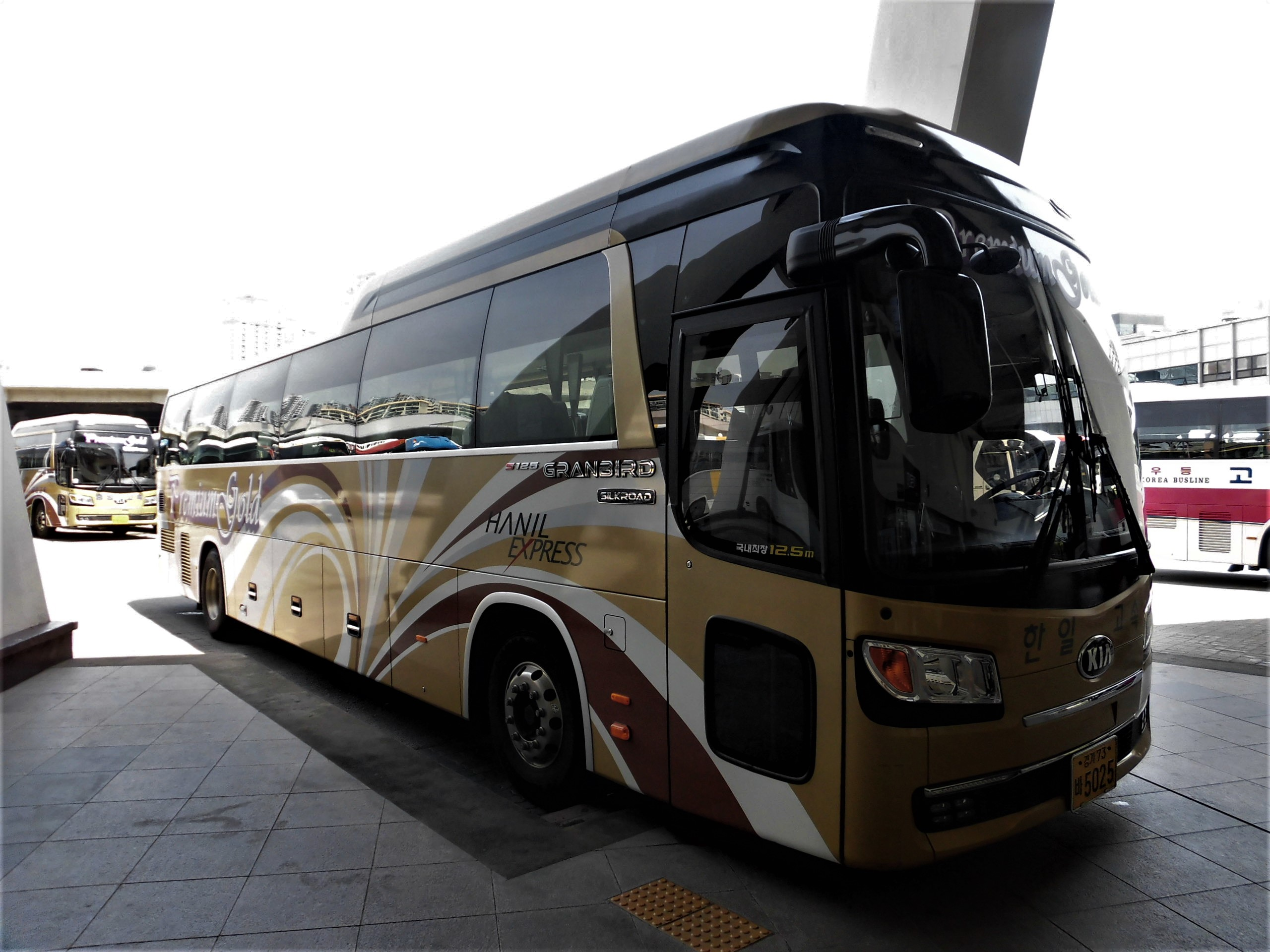
한일고속 뉴 그랜버드 이노베이션 실크로드 프리미엄
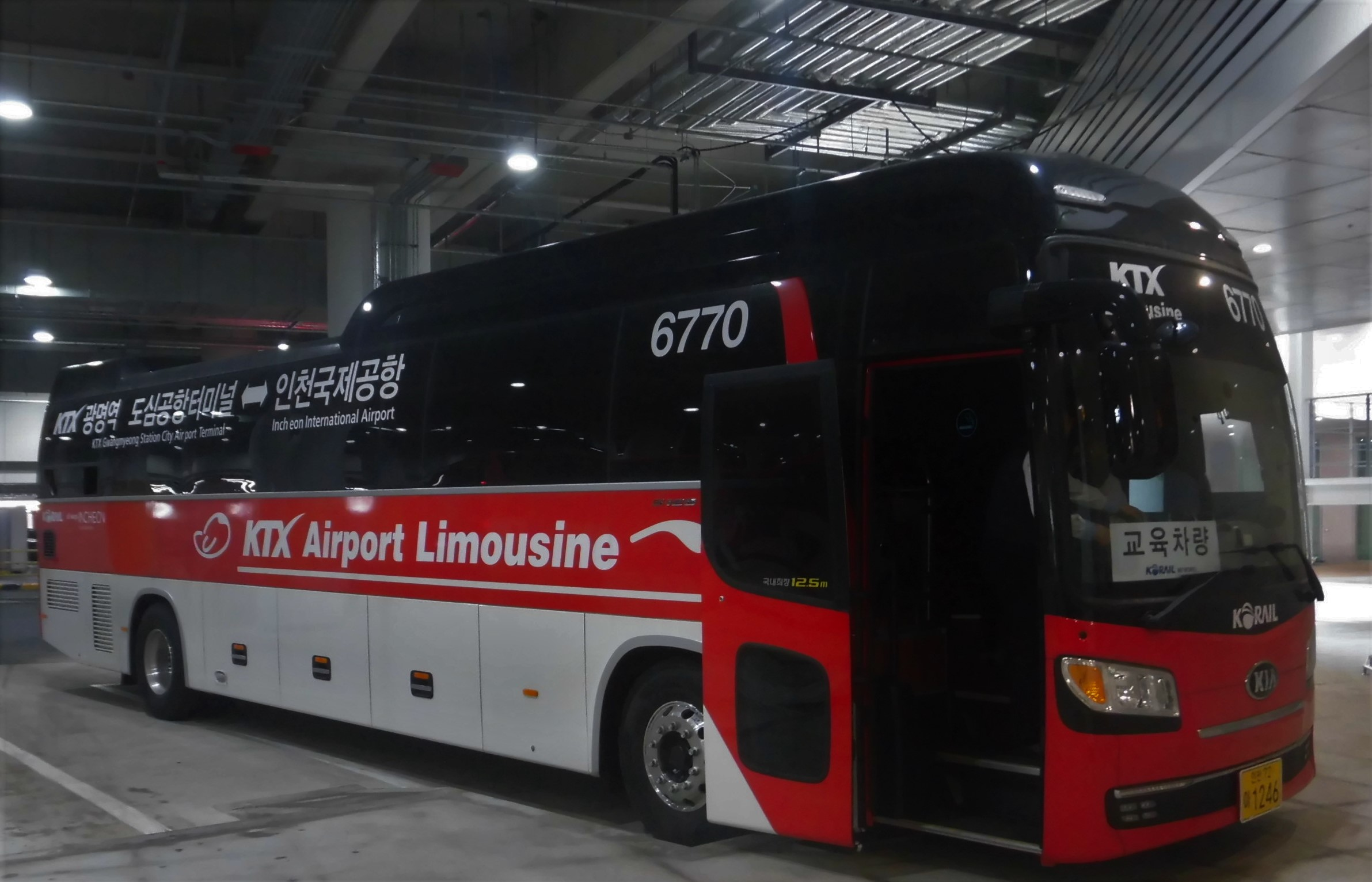
코레일네트웍스 뉴 그랜버드 이노베이션 실크로드
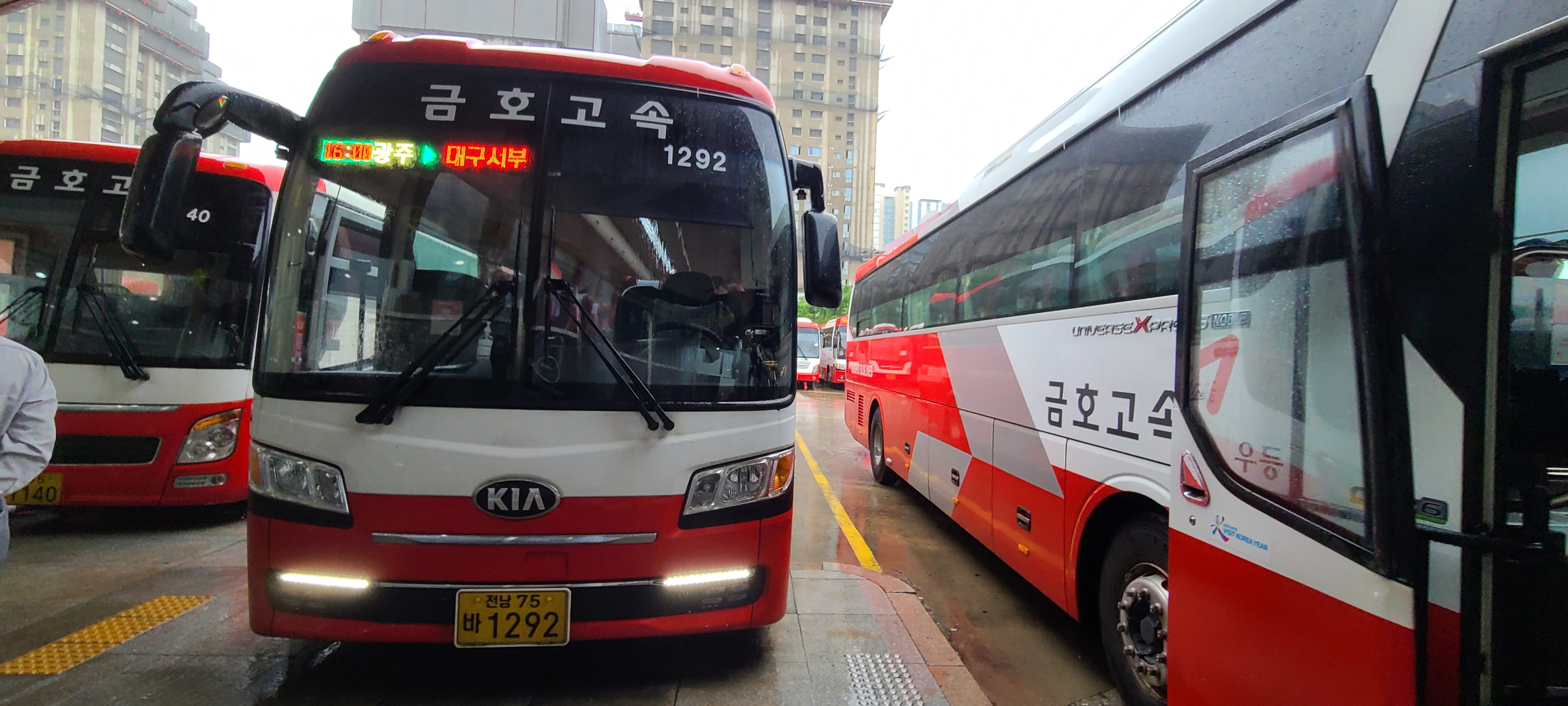
금호고속 소속 2019년 뉴 그랜버드 이노베이션 선샤인
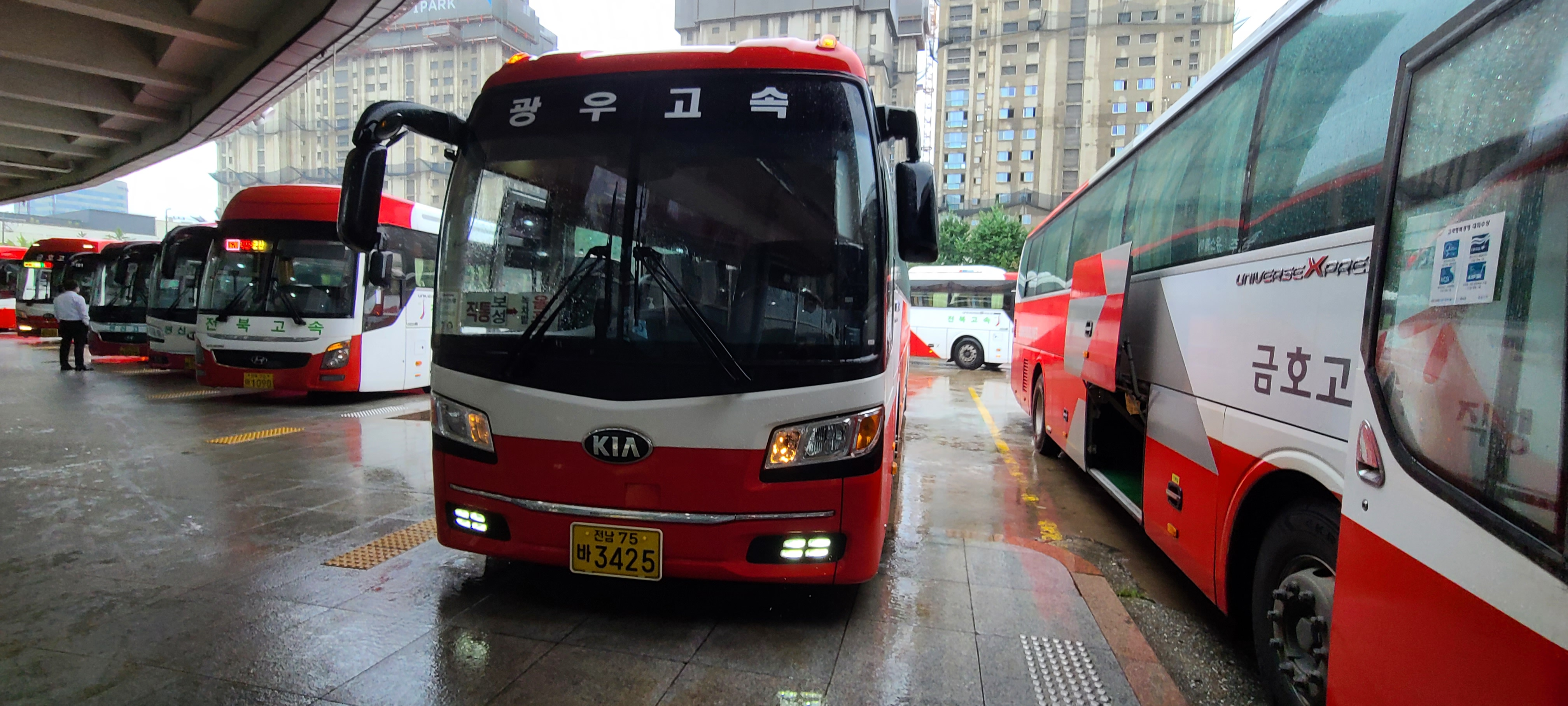
광우고속 소속 2020년식 뉴 그랜버드 그린필드 우등형
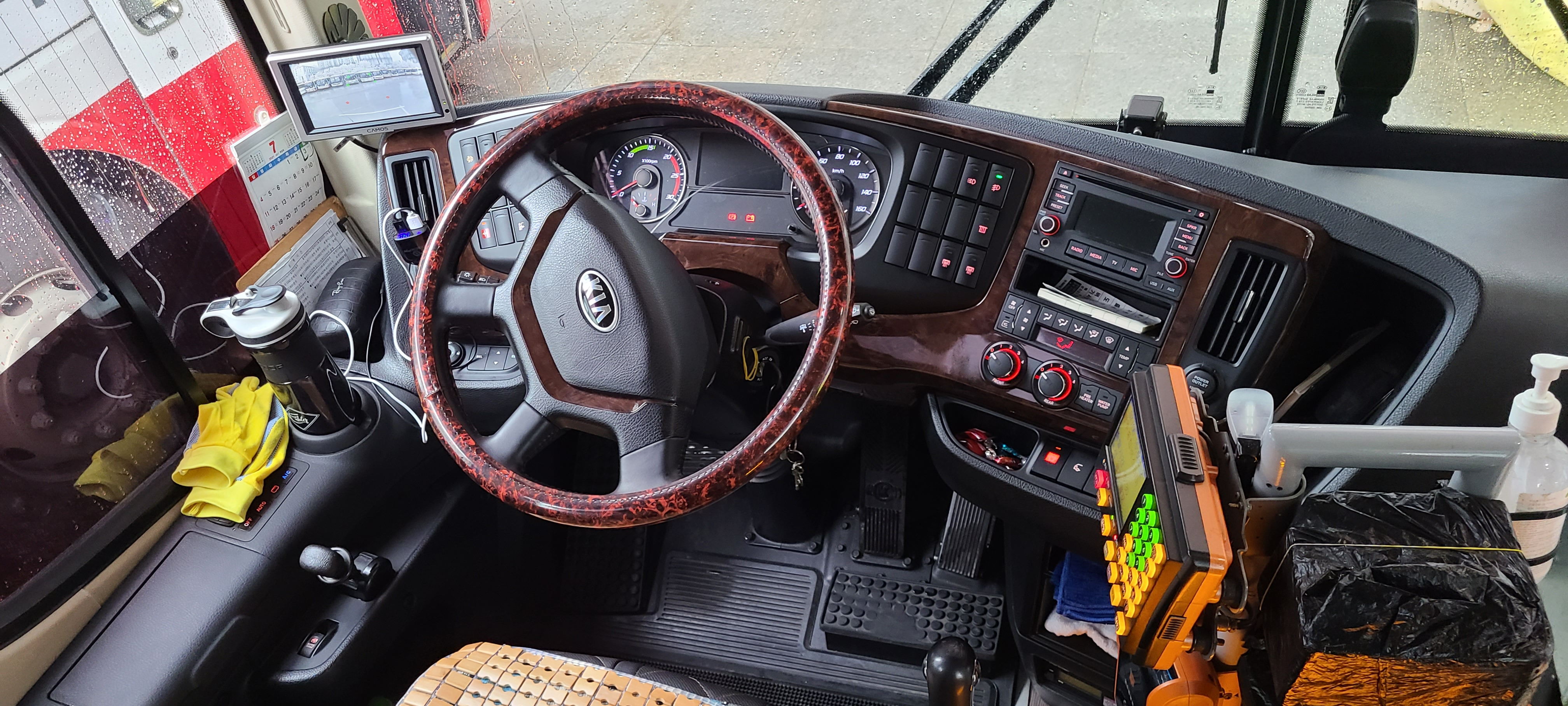
2020년식 뉴 그랜버드 그린필드 운전석
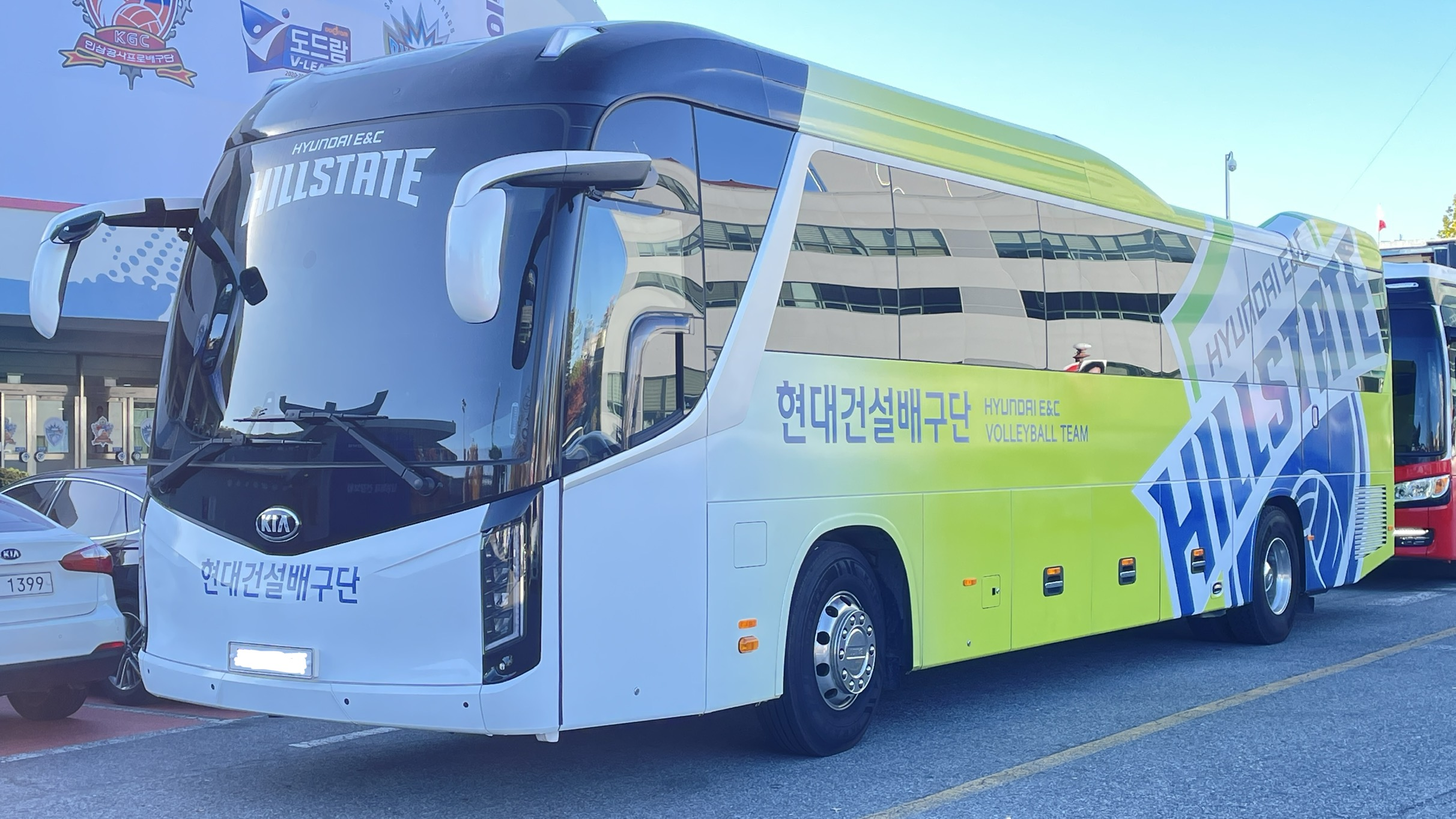
2020년식 그랜버드 슈퍼 프리미엄 실크로드; 수원 현대건설 힐스테이트 구단 버스
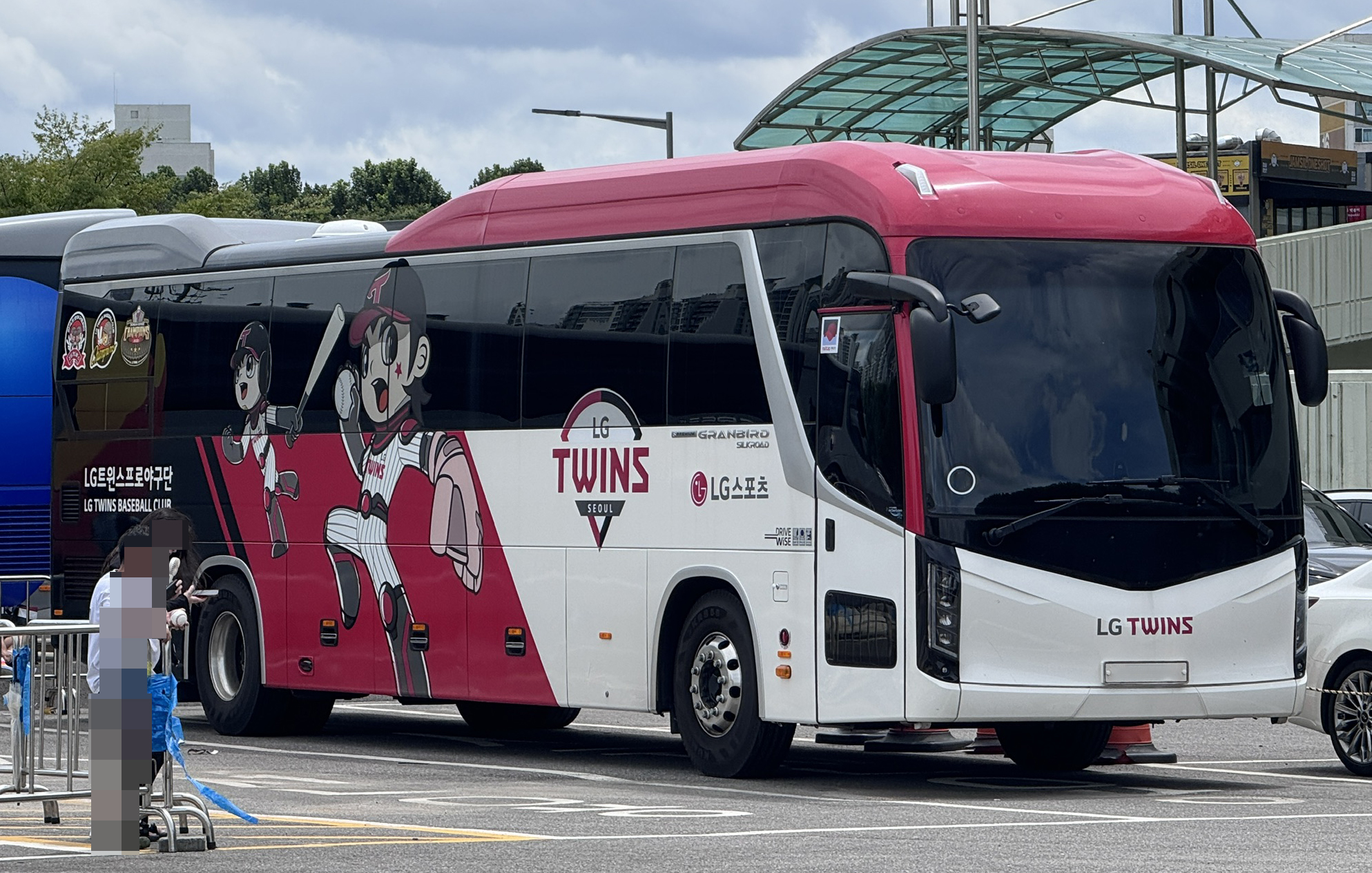
2022년식 그랜버드 슈퍼 프리미엄 실크로드; LG 트윈스 구단버스

## 같이 보기
- 아시아자동차
- 기아
- 히노 자동차